# フェリー
フェリー（英語: ferry）とは、川や浅い海を渡って、定期的に人や貨物や乗り物を運ぶ船舶。公共交通に区分され、多くの停留所があるフェリーは水上バスとも呼ばれる。

## 分類

### 旅客専用フェリー
フェリーのうち人だけを運ぶもの。

### カーフェリー（ROPAX）

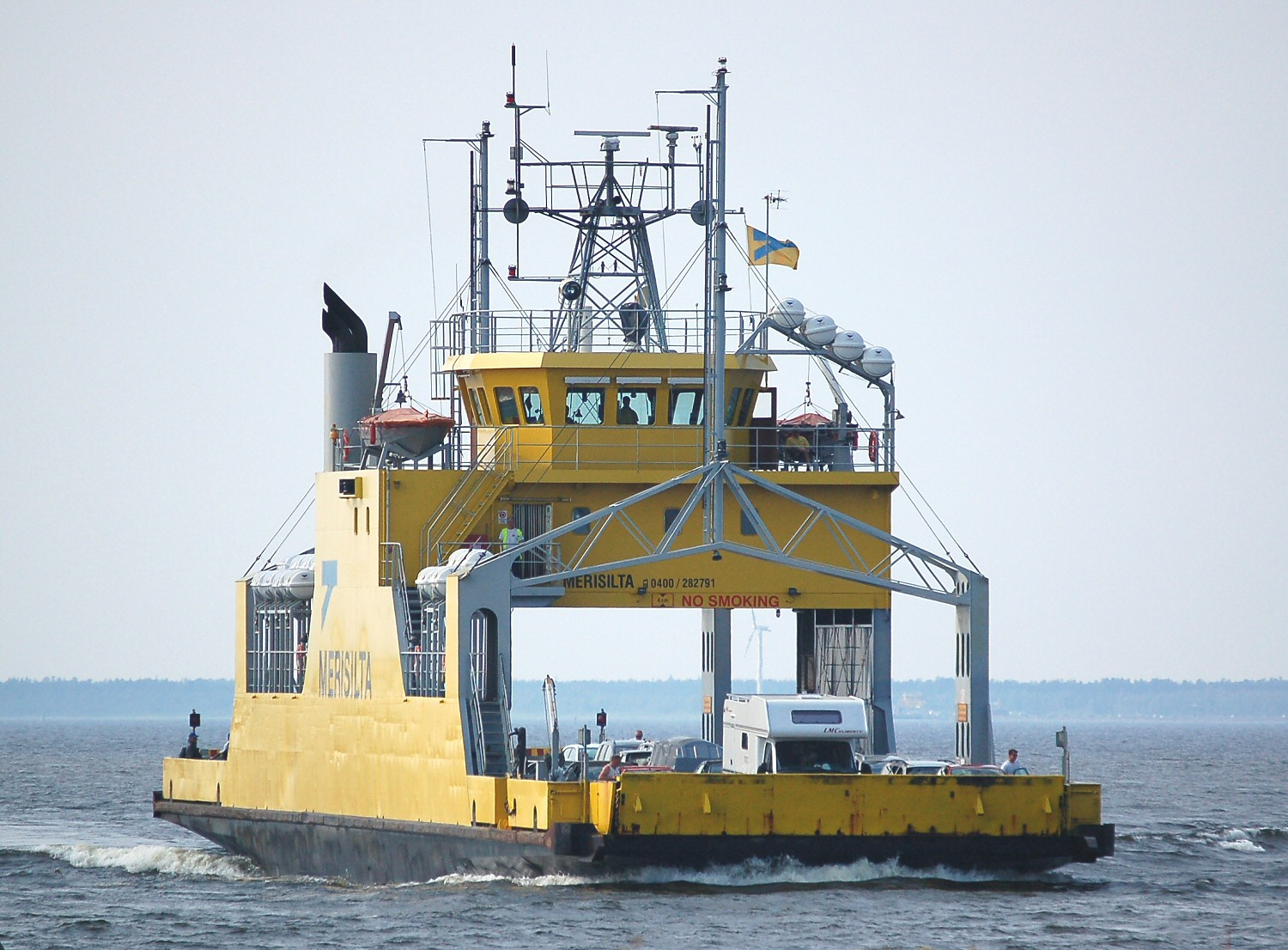
オウルとフィンランドのハイルオト島間のカーフェリー接続

フェリーのうち自動車も運ぶものを「カーフェリー」や「ROPAX」と呼ぶ。
なお、アメリカ英語やカナダ英語ではen:car ferryと言うと、トレイン・フェリー（鉄道車両を運ぶフェリー）を意味する（北米ではこの単語の組み合わせでは習慣的にcarが鉄道車両を表す）。一方、イギリス英語ではen:Roll-on/roll-off（ROPAX）を意味し、英語圏内でもまぎらわしいため、最初からROPAXと呼ぶことで混同を避ける用法も行われている。
なお日本の雑学シリーズ本やテレビでは、
- 英語の「car」は狭義には乗用車の意味で、トラックやトレーラーは含まれないので多様な車両すべてを運ぶ船を近年では ROPAX（roll on/roll off passenger）vessel や Ro-Pax Ferry と呼ぶ場合がある、
- 日本で「ローパックス・フェリー」という表現が定着するかは不明[3][注釈 1]。
- 実は英語でフェリーとは渡し船も意味し、カーフェリーに限定しない。

などと解説している。
なお「自動車運搬船」（貨物船の一種で自動車の海上輸送に用いられる）とは分類上異なる。

### 旅客・自動車フェリー
旅客船と貨物船の2つの機能が求められるため、建造と運航がコスト高となる。
- 旅客船：必要な安全設備と客室設備や快適性のための減揺装置や高速航行性を備える。
- 貨物船：多数の雑多な自動車を短時間のうちに安全に個人運転者の操縦によって自走乗船・自走下船させ固縛し、運搬する設備や能力が必要となる。

### トレイン・フェリー（貨物車両渡船、鉄道連絡船）

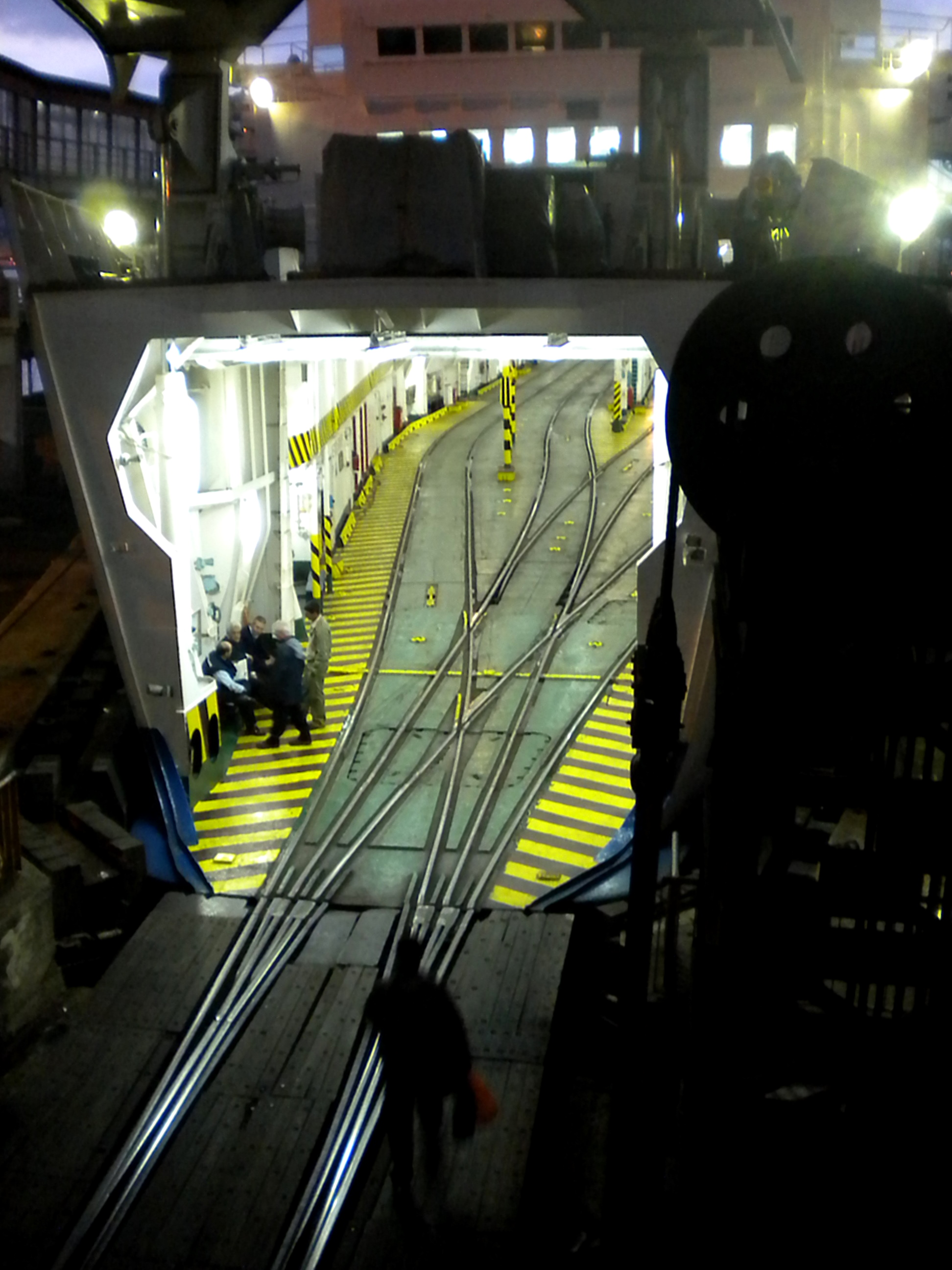
トレインフェリーの内部。レールが敷かれている。

フェリーのうち、鉄道車両を乗せて運ぶもの。日本語では「鉄道連絡船」などの訳語を使っている。

### 他
長距離フェリー
日本長距離フェリー協会による定義では、片道300km以上の航路に就航しているフェリーであり、陸上輸送の代替として物流の効率化に貢献している。
国際フェリー
国際航路に就航しているフェリーであり、安全基準などは海洋関係の国際条約（SOLASなど）により規定されている。

## 歴史
1871年、Suhuletという船名（Suhuletは「便利」という意味）のフェリー船がトルコ、イスタンブールで建造された（この船が世界初のフェリーともされる）。鉄製の蒸気船でŞirket-iHayriye社（Bosporus Steam Navigation Company）のゼネラルマネージャーであるGiritliHüseyinHakiBeyによって設計され、イギリスの造船業者によって建造された。 157トン、長さ155フィート（45.7m）、幅27フィート（8.5m）、喫水9フィート（3m）、450馬力単気筒2サイクル蒸気エンジンで外輪を回して最大6ノットで航行できる船で、船舶としてユニークな点としては、馬車のための対称的な出入り口とハッチウェイのデュアルシステムが備わっていた点が挙げられる。1872年就航。ユスキュダル（イスタンブールに隣接する一地区）と カバタシュ（イスタンブール内の地区）を結ぶ航路で運航された（同航路では現在でも近代的なフェリーが運航している）。

### 日本
渡し舟と初期のフェリーの違いは判然としないため、いつの時点から日本での最初のフェリーと呼んで良いかは断言できないが、1つの例として示せば、1934年に今の北九州市の若松区と戸畑区の間の400m程を結ぶ航路に43総トンの2隻のカーフェリー「第8若戸丸」と「第9若戸丸」が就航した事例が挙げられる。これらのフェリーは船の前後に舵とスクリューを備えた両頭船であり、最大でもトラック2台とオート三輪を4台を積載できるのみであった。
1944年には現在の桜島フェリーの前身となる鹿児島港と桜島港との間を結ぶ156総トンの木造船、「第一桜島丸」が就航した。
第二次世界大戦後の1950年、下関と門司の間3.8kmを結んだ「第三関門丸」「第四関門丸」「第五関門丸」の3隻が就役した。また、瀬戸内海では1953年に宇野（岡山県）と高松（香川県）間を結ぶ「第一航走丸」150総トンが、1954年に明石海峡横断航路として明石 - 岩屋（兵庫県）間を結ぶ「あさぎり丸」220総トンが、同年に鳴門海峡航路として福良（兵庫県） - 鳴門（徳島県）間を結ぶ「若潮丸」220総トンがそれぞれ就航した。
1960年代後半には、自動車貨物輸送の拡大とモータリゼーションの本格化に伴い、関西と四国、九州の瀬戸内海沿岸各地を結ぶ航路をはじめ、日本全国に長距離フェリー航路が多数開設された。1968年には阪九フェリーのフェリー阪九が神戸 - 小倉航路に就航した。これは、日本国内で初めての片道300kmを越える長距離フェリーであった。フェリー航路は1973年には168航路、1980年には241航路にまで増加した。
1973年からの第一次オイルショックと1979年からの第二次オイルショックの影響で、国内観光の需要が激減して輸送量が減少するともに、燃料油の価格が高騰。さらに瀬戸内海航路では1975年の山陽新幹線の博多延伸開業による旅客の減少もそれに追い打ちをかけた。運航会社の経営を圧迫し統合や廃業が相次ぐとともに、多くの航路が閉鎖された。また、1988年から1999年にかけての本州四国連絡橋の完成によって、それまで四国と本州を結んでいた多くの航路が、減便や役割を終えて閉鎖された。一方、一部の航路ではフェリーの高速化が企図され、2007年に青函航路に就航し当時の日本最速となった「ナッチャンRera」（のち休航）のほか、従来と比較して速力を増したフェリーが多くの航路に就航している。
また原油価格の高騰が進んだこと、および高速道路におけるETC割引制度の充実（特に、2009年4月から2011年6月まで、日本国政府の景気対策の一環として実施された休日特別割引、いわゆる「高速1,000円」）により、自動車輸送の利用が低迷し廃航する航路が増加している。また関西 - 九州航路は、速達性に勝る山陽新幹線や旅客機との運賃差が縮小し、格安高速バスの登場もあってさらなる苦境にさらされている。これに対し、自動車輸送料金の値下げを行って対抗する会社もあるほか、物流以外の個人利用客の誘致のため、キャンペーンの実施、インターネット予約における割引の拡充、繁忙期適用期間の縮小などの施策をとっている会社も多い。
一方、フェリーによる輸送は、輸送単位当たりの二酸化炭素排出量が少ないことから、モーダルシフトを担う輸送手段として注目されている。また、2011年に「高速1,000円」が終了したことや、2012年4月の高速ツアーバスの居眠り事故を契機とする長時間・長距離運転の社会問題化によって、トラック運転手の労働負担軽減の観点から、フェリー輸送が再評価されている。このような動きを受けて、2015年以降、九州航路等で長距離フェリーへの新造船の投入が相次いでいる。
また近年までに陸運におけるトラックやトレーラー等、車両輸送で対応可能な重量の増大を受けて、フェリーも重車両に耐える積載デッキや乗降ランプの強化が進んでいる。こうしたフェリーは戦車など重兵器と部隊人員を一挙に搬送しながら、中には並みの軍艦以上の25～30ノットの速力を発揮可能なものもあり、港湾間の急速展開を可能とする軍事輸送手段としても注目されている。実際に日本でも経済性の観点から定期航路をいったん退いたナッチャンWorldを防衛省が借り上げて運用している事例や、同じくインキャット社建造の高速フェリーを基にした輸送艦（HSV-X1、HSV-X2）をアメリカ軍も運用している。

## 船体構造
旅客専用フェリーの構造
カーフェリーの構造

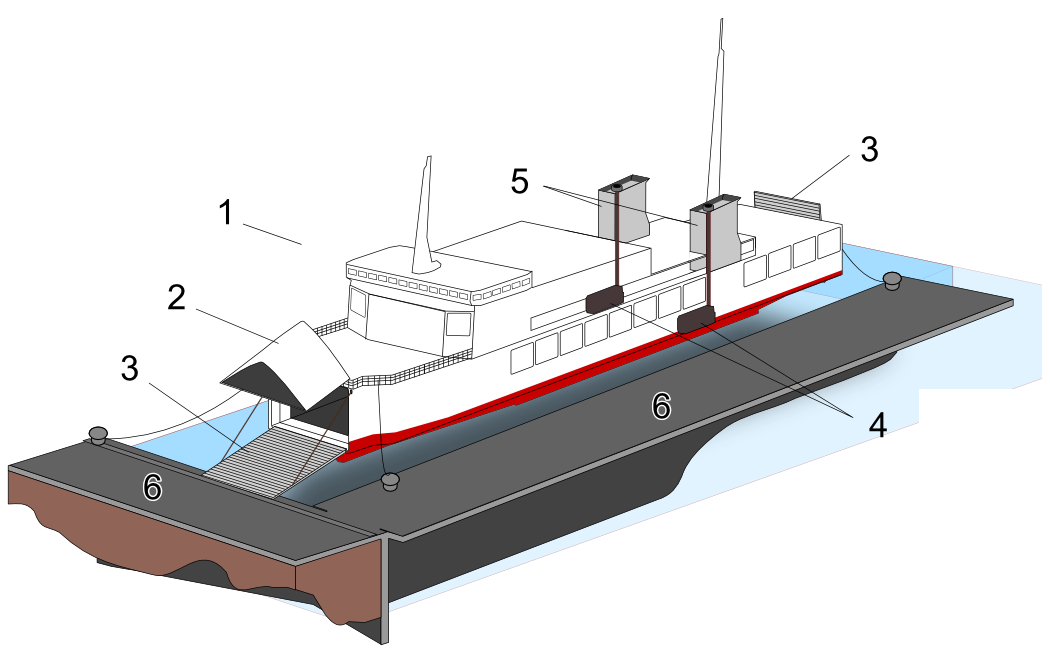
小型カーフェリーの接岸図
1.フェリー本体 2.バウバイザー 3.船首と船尾のランプ（接岸時はランプウエイに） 4.2つに分かれたエンジン 5.並列2本煙管（ファンネル） 6.L型岸壁
図のような小型で比較的穏やかな内海等を航行するフェリーは、波の打ち込みを考慮する必要が無いため、船体側面に開口部が多く開いている。

カーフェリーの最も特徴的な他船との構造上の違いは、船体内部に1層から3層程度の広い車輌甲板を持ち、大きなランプウェイ（斜路）を備えることである。運搬される車輌は、船の前後部や左舷に1-3つ程度備えられたランプウェイを自走して車輌甲板内に入り、搭載される。
中・大型のカーフェリーで船首ランプウェイを持つもの(RO-RO船)は、波浪が直接ランプウェイに当たって破損されるのを防ぐために、バウバイザー（Bow visor）と呼ばれる装置が船首部に備わっている船が多い。船首ランプウェイを持つ場合でも小型で航路が短いものではバウバイザーを備えず、荒天時には運休することで対応する船もある。
多くのカーフェリーでは、船首と船尾、または船首近くと船尾近くの左舷側にランプウェイを持つことで、車輌甲板内での自動車の前後方向を転換するという時間と手間の掛かる方法を避けて、車輌用の入口と出口を両方備えることで車輌甲板内では一方通行で済むようにしている。さらに、小型で航路長が極めて短いルートの船では、ランプウェイを船首と船尾の両方備えるだけでなく、スクリュー・プロペラと舵を船の前後に備え、さらに操船用のブリッジも2箇所に持つことで、接岸時の船の転回の必要をなくしているものがあり、このような船は「両頭カーフェリー」と呼ばれる。
トレインフェリーの構造

## 輸送経済性
カーフェリーは、陸上の輸送手段に比べて経済性が比較的良いが、貨物輸送の経済性では貨物船での輸送が優れる。以下に経済性の比較を示す。
長距離カーフェリーと他の輸送手段との経済性比較（海事産業研究所）
- フェリー利用の無人15トントラック: 100
- フェリー利用の有人10トントラック: 142 - 146
- 内航RO-RO船: 95 - 96
- 内航コンテナ船: 61 - 75
- 10トントラック陸送: 182 - 205

## 旅客から貨物に転換
日本では1970年代に運輸省が全国自治体に働きかけて旅客フェリー設備の整備が進められたが、港湾設備が整うと運航側が旅客営業を廃止し貨物船などに転換する「ただ乗り」現象が多発している。大阪港や神戸港と四国・九州の各港を結ぶ旅客フェリー航路は複数存在する一方、東京港から北海道方面に向かう旅客フェリー航路は大洗港などに拠点を移した。

## 各国のフェリー

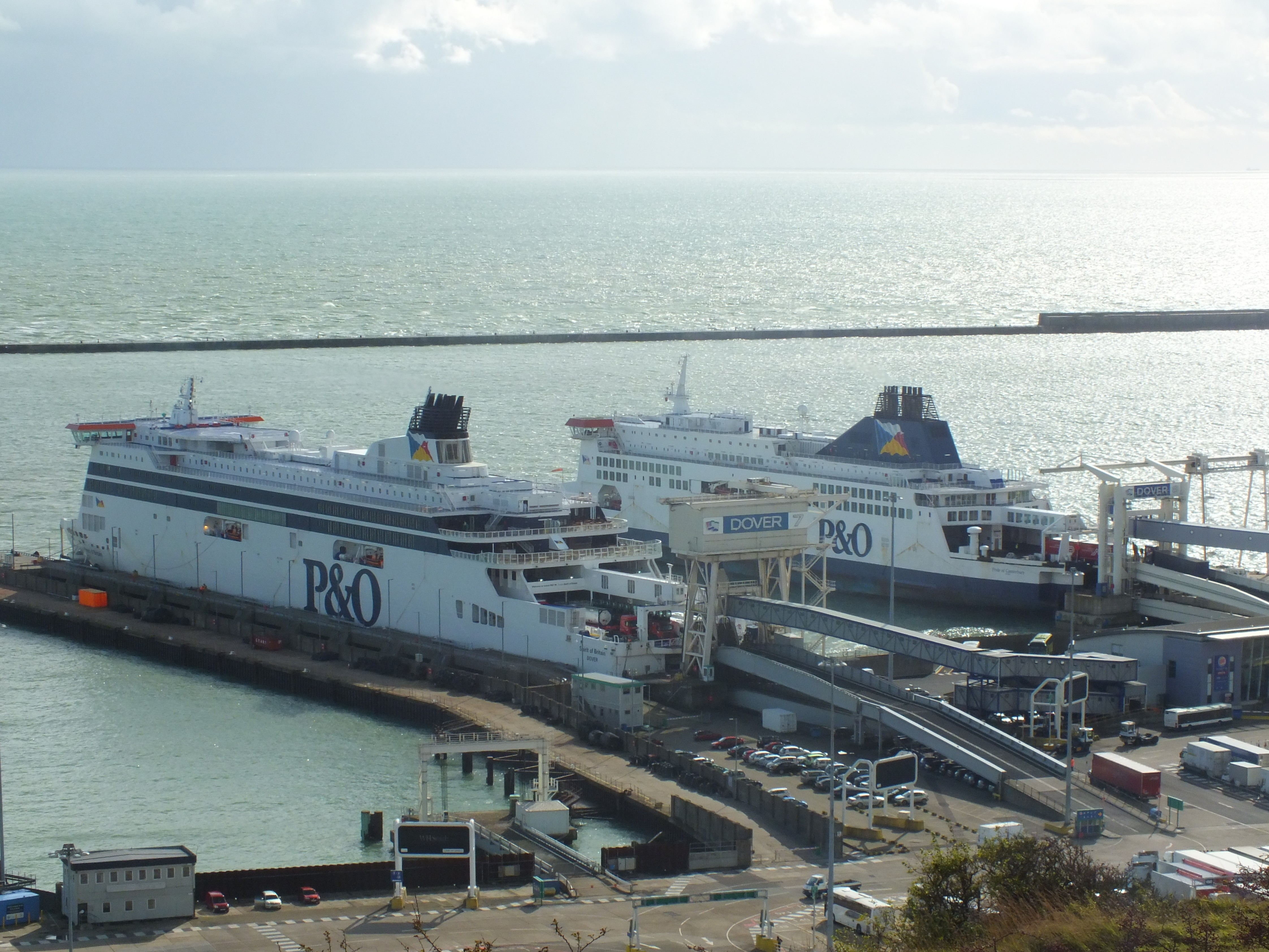
ドーバー港碇泊中のスピリット・オブ・ブリテン号（MS Spirit of Britain）とプライド・オブ・カンタベリー号（MS Pride of Canterbury）

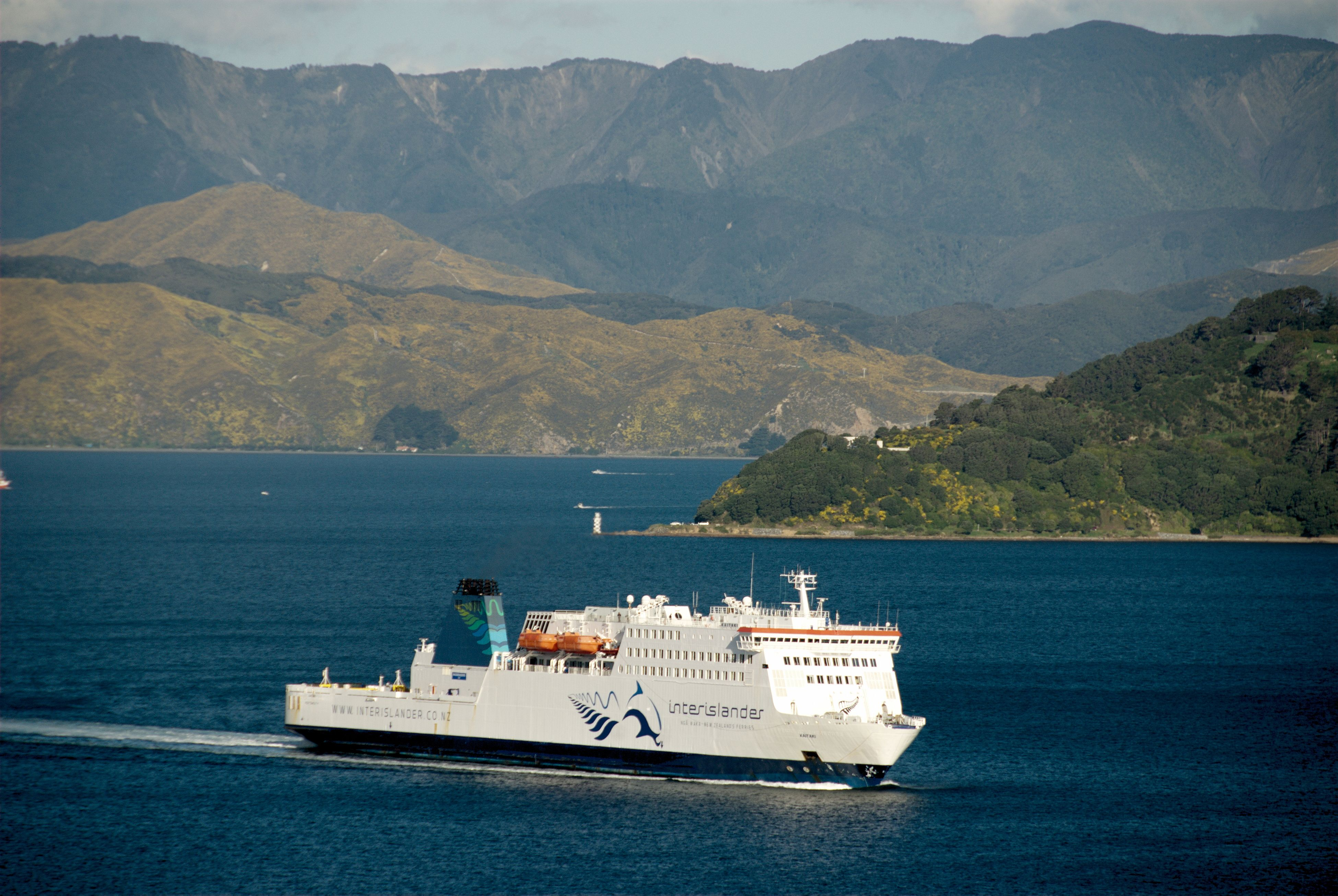
クック海峡を航行中のフェリー「カイタキ」（MV Kaitaki）

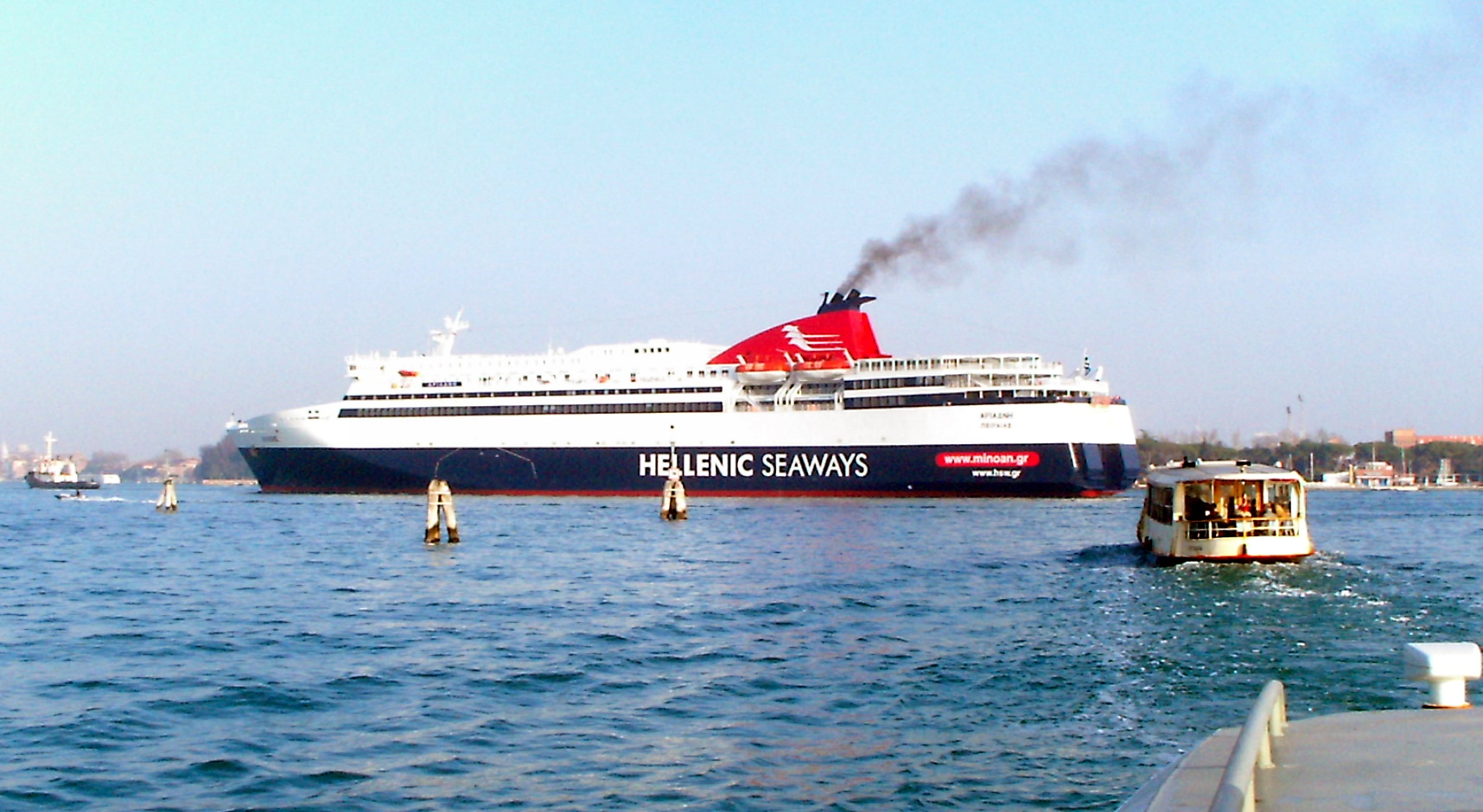
ヴェネツィア碇泊中のアリアドネ号（ΑΡΙΑΔΝΗ 旧：れいんぼうべる）

フィンランド・ スウェーデン
フィンランドとスウェーデンの間には広大なボスニア湾が横たわっており、緊密な関係にある両国の首都を陸路で向かうとなるとボスニア湾を迂回しなければならなくなるため、ショートカットが出来る海路に優位性がある。また、税金が比較的高いと言われる北欧のスウェーデンやフィンランド等を結ぶ国際フェリー船内では、酒や煙草が免税価格で買えることから、買物目的を兼ねた渡航者で賑わっている。同地域に就航するシリヤラインやヴァイキングラインでは、豪華客船に匹敵する設備を持った50,000トンクラスのフェリーを就航させている。なお、周囲の国々がEUに加盟した後も、フィンランド自治領のオーランド諸島と行き来する場合のみ、引き続き免税措置が適用されているため、オーランド諸島に寄港することによって免税販売の条件をクリアしている。
 ノルウェー
南端のベルゲンからフィヨルド沿いに北上、ノールカップを回って北端のヒルケネスを往復するフッティルーテン（Hurtigruten 沿岸急行船）が有名。生活航路であると同時に観光ポイントを巡ることからクルーズ船としての性格を持ち合わせている。船体は古いものから新しいものまで様々だが年が若くなるにつれて設備が豪華になっている。
 デンマーク・ フェロー諸島・ アイスランド
スミリル・ライン（Smyril Line）のフェリーによって、デンマークのヒャツハルス、フェロー諸島のトースハウン、アイスランドのセイジスフィヨルズル間が結ばれている。
 ドイツ・ デンマーク・ スウェーデン
ハンブルクとコペンハーゲンを結ぶルートは渡り鳥コース（Vogelfluglinie）と呼称されており、ICE TDを含む鉄道の車輛航送も行われている。また、ユーロナイトのベルリン・ナイトエクスプレス（Berlin Night Express）はドイツのザスニッツとスウェーデンのトレレボリ間でフェリーによる車輛航送が行われている。

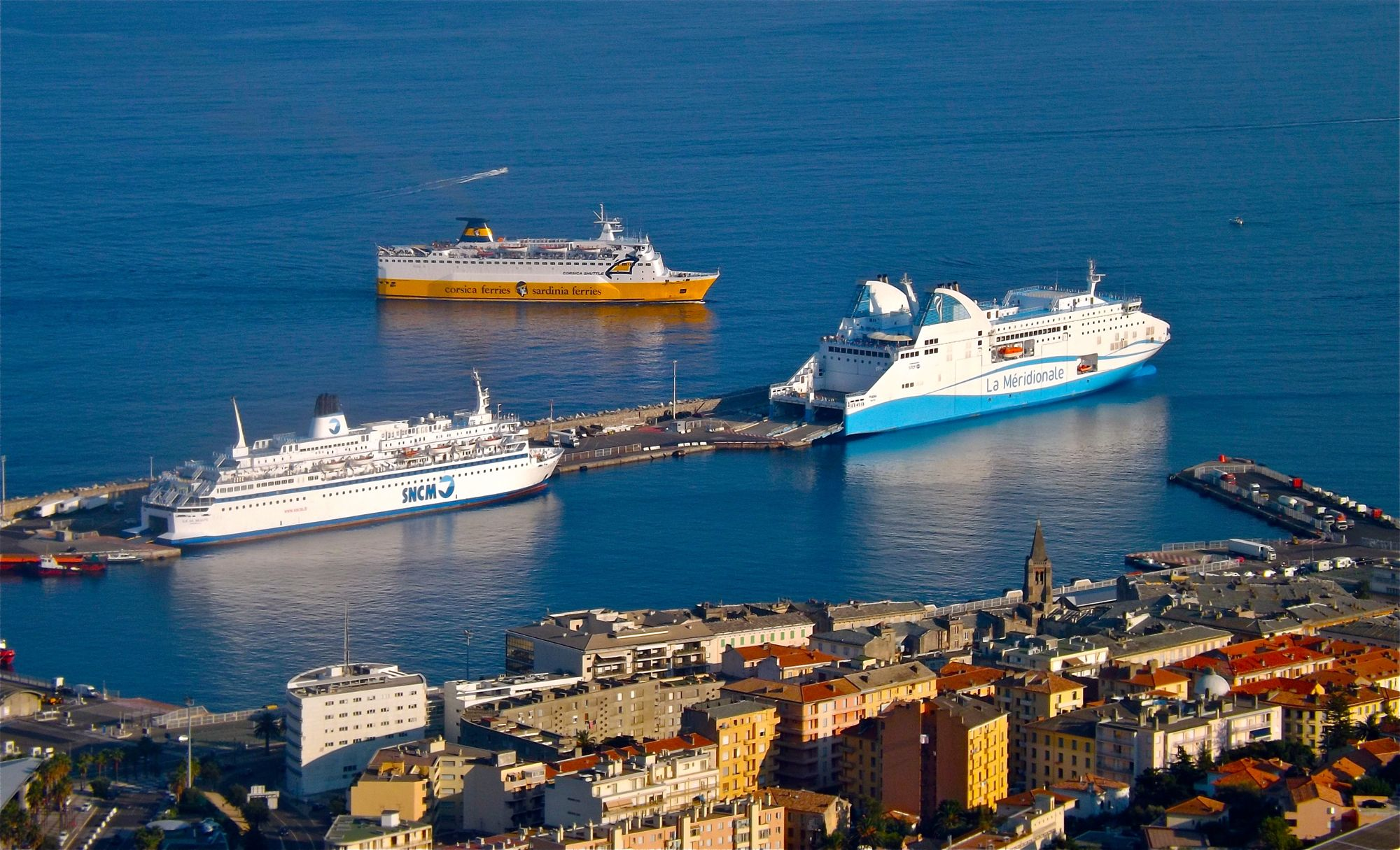
バスティアの港 (コルシカ島、フランス)。企業SNCM、ラ・メリヂオナルそしてコルシカ・フェリーズ

 フランス・ コルシカ島
コルシカ地方は多くのフェリー航路でフランス本土とつながっている。主な出発港は、マルセイユ、トゥーロン、ニース。マルセイユからは、フランス政府から補助金を受けているコルシカ・リネア社とラ・メリヂオナル社がサービスを提供している。コルシカ・リネアは、アジャクシオとバスティアへの毎日の便と、リルルッスへの毎週の接続を提供している。ラ・メリヂオナルは、プロプリアノとポルト＝ヴェッキオの港にサービスを提供している。トゥーロンから出発するツアーは、コルシカ・フェリーズ社によって提供されている。 同社は年間を通じてアジャクシオとバスティアに毎日ローテーション運航を提供し、リルルッスとポルト＝ヴェッキオに毎週の接続を提供している。 夏には、往来の数が増える。ニース港からのツアーもコルシカフェリーズが提供している。 冬季には、主にバスティアへの運航が週末のみ提供される。夏には、バスティアだけでなく、リルルス、アジャクシオ、ポルト＝ヴェッキオにも毎日何本か運航される。
英仏海峡
英仏海峡トンネル開通後の（2016年）現在もフェリーが運航されている。 イギリスのドーバー港、ポーツマス国際港、ニューカッスル港、ハル港などから、 スペインのビルバオ港、 フランスのカレー港、ダンケルク港、 ベルギーのゼーブルッヘ港、 オランダのロッテルダム港などへフェリーが運航されている。
 ギリシャ
アテネ近郊のピレウス港からエーゲ海諸島へのフェリーが就航しており、ANEKラインズのエリロス号（Έλυρος）、ヘレニック・シーウェイズのニッソス・ロードス号（ΝΗΣΟΣ ΡΟΔΟΣ）、アリアドネ号（ΑΡΙΑΔΝΗ）など日本の中古船も多数就航している。
ジブラルタル海峡
ヨーロッパ側のアルヘシラス港、タリファ港とアフリカ側のセウタ港、タンジェMED港を結ぶフェリーが運航されている。
 フィリピン
島国であるフィリピンではフェリーが交通手段として頻繁に使われている。日本航路から引退した船が使われているが、乗客数を増やすために改造されているケースが多く、当初設計時の定員より大幅な超過状態で運航された結果、海難事故が度々起きている。
 中国
渤海鉄道フェリーや粤海線などの鉄道連絡船が運航されている。
 香港
ヴィクトリア・ハーバーの両岸を結ぶスターフェリー（中国語: 天星小輪）が、イギリス統治時代の1888年から運航されている。
 オーストラリア
メルボルンとタスマニア島デボンポートの間を、公営企業であるTTライン・カンパニー社が結んでいる。
 ニュージーランド
北島のウェリントンと南島のピクトンを結ぶフェリーが就航しており、運航会社は公営のインターアイランダー社と民営のストレイト・シッピング社がある。

## 日本のフェリー

### 国土交通省・日本の法規による分類
距離による分類
国土交通省では、片道100km - 300km未満のフェリー航路は中距離フェリー、300km以上のものは長距離フェリーとされている。

### 速度による分類
高速客船
22ノット（約40キロメートル毎時）以上で走る客船は「高速客船」と呼ばれ、普通運賃に加えて高速船料金が徴収できる。公式ではないが40ノット（約74km/h）を越えて走る客船は、超高速客船と呼ばれる。

### 航路の違いによる分類
船舶安全法において、旅客船に限らず日本船籍の船舶が航行できる区域は、それぞれ以下のとおり定められている。
- 遠洋区域：世界中を航海できる。
- 近海区域：東経175度から94度、南緯11度から北緯63度の中だけで航海できる。
- 沿海区域：沿岸から20海里（約37キロメートル）以内の水域と特定の定められた水域だけ航海できる。
- 平水区域：湖、川、港湾、内海などの比較的波の穏やかな特定の水域だけ航海できる。

以上の航行区域を持つ船舶は、それぞれの船舶の航行区域、航行時間、総トン数などに応じて船体構造、通信設備、救命設備、旅客定員などが規定されている。
また、このほかにもその近海区域、沿海区域などの航行区域を持つ船舶のうち、その航行区域を港などの陸岸に近い区域にのみ限定しているものも多数存在する。航行区域を限定することによって必要な構造・設備が軽減されるメリットがある。これらの航行区域は公式ではないが通称「限定近海区域」、「限定沿海区域」、「湖川港内限定区域」などと呼称される。
日本の内航客船の多くは、その航行区域が「沿海区域」か「平水区域」であるが、「遠洋区域」や「近海区域」の航行区域を持つ船舶を内航客船に使用しても構わない。逆に「沿海区域」の航行区域を持つ船舶を外航客船に使用しても（その航行区域を外れない限り）構わない。
船舶法（明治32年法律第46号）の規定
日本の国内航路に就役する船舶は必ず、日本国内のいずれかの港に籍を置く、日本国船籍でなければならない。（第3条、第4条）
日本国籍船を個人が保有する場合は、当該個人が日本国籍を持っていなければならない（第1条第2号）
会社が保有する場合は、日本の法令により設立した会社であって、代表者全員および業務執行取締役の2⁄3以上が日本国籍を持っていなければならない（第1条第3号）
会社以外の法人が保有する場合は、代表者全員が日本国籍を持っていなければならない。（第1条第4号）

### 他
なお、日本の海上運送法では自動車（やオートバイなど）に乗ったままフェリーに乗船し、自動車類も一緒に運ぶことを自動車航送と分類・定義している。

### 日本のフェリーの航路

#### 内航航路
日本では内航の旅客航路は一般旅客定期航路、特定旅客定期航路、旅客不定期航路の3つに分類される。
2007年4月時点では、純客船も合わせた日本国内の内航客船事業者は964業者あり、1,659航路に2,385隻、計136万総トンが運航している。内航フェリーだけでは158事業者、187航路に366隻、計118万総トンが運航している。この数字からカーフェリーが船の中ではかなり大きいこと、航路数は内航客船の航路数全体に比べてそれほど多くないことが判る。2005年の国土交通省の国内輸送実績のデータでは、フェリーを含めた客船・貨客船での輸送は、旅客: 1億320万人、輸送人キロ: 40億2,500万人、トラック: 537万台、乗用車: 1,119万台となっている。
| 運航会社               | 船名                                                                                  | 航路                                                                                                   | 運航距離 | 所要時間                                                          | 出典 |
| ---------------------- | ------------------------------------------------------------------------------------- | --- | -------- | ----------------------------------------------------------------- | ---- |
| 新日本海フェリー       | はまなす あかしあ                                                                     | 舞鶴港←→小樽港                                                                                         | 1,061km  | 20時間15分 （1泊2日 小樽行き）                                    |      |
| 新日本海フェリー       | らべんだあ あざれあ                                                                   | 新潟港←→小樽港                                                                                         | 692km    | 17時間 (1泊2日 小樽行き) 16時間 (同 新潟行き)                     |      |
| 新日本海フェリー       | すずらん すいせん                                                                     | 敦賀港←→苫小牧東港                                                                                     | 948km    | 19時間30分 （1泊2日 苫小牧東行き）                                |      |
| 新日本海フェリー       | ゆうかり らいらっく                                                                   | 敦賀港←→新潟港←→秋田港←→苫小牧東港                                                                     | 1,074km  | 31時間20分 （1泊2日 苫小牧東行き）                                |      |
| 太平洋フェリー         | きそ いしかり きたかみ                                                                | 名古屋港←→仙台港←→苫小牧西港                                                                           | 1,330km  | 40時間30分 （2泊3日 苫小牧西行き）                                |      |
| 商船三井さんふらわあ   | さんふらわあ さっぽろ さんふらわあ しれとこ さんふらわあ ふらの さんふらわあ だいせつ | 大洗港←→苫小牧西港                                                                                     | 754km    | 19時間30分 （1泊2日 苫小牧西行き）                                |      |
| 商船三井さんふらわあ   | さんふらわあ くれない さんふらわあ むらさき                                           | 大阪港（南港コスモフェリーターミナル）←→別府港                                                         | 425km    | 11時間50分 （1泊2日 別府行き）                                    |      |
| 商船三井さんふらわあ   | さんふらわあ ごーるど さんふらわあ ぱーる                                             | 神戸港（六甲アイランドフェリーターミナル）←→大分港                                                     | 411km    | 11時間20分 （1泊2日 大分行き）                                    |      |
| 商船三井さんふらわあ   | さんふらわあ さつま さんふらわあ きりしま                                             | 大阪港（南港コスモフェリーターミナル）←→志布志港                                                       | 580km    | 15時間 （1泊2日 志布志行き）                                      |      |
| オーシャン東九フェリー | フェリーびざん フェリーしまんと フェリーどうご フェリーりつりん                       | 東京港（東京港フェリー埠頭）←→徳島港←→新門司港                                                         | 1,163km  | 34時間10分 （2泊3日 新門司行き）                                  |      |
| 東京九州フェリー       | はまゆう それいゆ                                                                     | 横須賀港（横須賀新港埠頭）←→新門司港                                                                   | 976km    | 21時間15分 （1泊2日 新門司行き） 20時間50分 （1泊2日 横須賀行き） |      |
| 名門大洋フェリー       | フェリーおおさかII フェリーきたきゅうしゅうII フェリーきょうと フェリーふくおか       | 大阪港（南港フェリーターミナル）←→新門司港                                                             | 458km    | 12時間30分 （1泊2日 新門司行き）                                  |      |
| 阪九フェリー           | いずみ ひびき                                                                         | 泉大津港←→新門司港                                                                                     | 458km    | 12時間30分 （1泊2日 新門司行き）                                  |      |
| 阪九フェリー           | やまと つくし                                                                         | 神戸港（六甲アイランドフェリーターミナル）←→新門司港                                                   | 454km    | 12時間30分 （1泊2日 新門司行き）                                  |      |
| 宮崎カーフェリー       | フェリーたかちほ フェリーろっこう                                                     | 神戸港（三宮フェリーターミナル）←→宮崎港                                                               | 495km    | 12時間20分 （1泊2日 宮崎行き）                                    |      |
| 十島村                 | フェリーとしま2                                                                       | 鹿児島本港南埠頭←→口之島←→中之島←→平島←→諏訪之瀬島←→悪石島←→小宝島←→宝島←→奄美大島名瀬新港             | 427km    | 15時間20分 （1泊2日 名瀬行き）                                    |      |
| マルエーフェリー       | フェリーあけぼの フェリー波之上                                                       | 鹿児島新港←→奄美大島名瀬新港←→徳之島亀徳港←→沖永良部島和泊港←→与論島与論港←→本部港←→那覇港（那覇埠頭） | 735km    | 25時間 （1泊2日 那覇行き）                                        |      |
| マリックスライン       | クイーンコーラルクロス クイーンコーラルプラス                                         | 鹿児島新港←→奄美大島名瀬新港←→徳之島亀徳港←→沖永良部島和泊港←→与論島与論港←→本部港←→那覇港（那覇埠頭） | 735km    | 25時間 （1泊2日 那覇行き）                                        |      |
| 奄美海運               | フェリーあまみ フェリーきかい                                                         | 鹿児島本港北埠頭←→喜界島湾港←→奄美大島名瀬新港←→奄美大島古仁屋港←→徳之島平土野港←→沖永良部島知名港     | 659km    | 18時間50分 （1泊2日 知名行き）                                    |      |

#### 外航航路
日本では外航貨物定期航路事業、外航旅客定期航路事業、外航不定期航路事業に分類される。
外航旅客定期航路の一覧（フェリー航路のみ記述 2018年4月現在）
| 運航会社                                      | 船名                 | 船籍   | 航路                            | 所要時間                                              | 出典                                                  |
| --------------------------------------------- | -------------------- | ------ | ------------------------------- | ----------------------------------------------------- | ----------------------------------------------------- |
| 韓国・パンスターフェリー （サンスターライン） | パンスター・ドリーム | 韓国   | 大阪港←→釜山港（ 韓国）         | 19時間 （1泊2日 釜山行き）                            |                                                       |
| 日本・上海フェリー                            | 蘇州号               | 中国   | 大阪港←→上海港（ 中国）         | 約48時間 （2泊3日 上海行き）                          |                                                       |
| 中国・中日国際輪渡有限公司                    | 新鑑真               | 中国   | 大阪港・神戸港←→上海港（ 中国） | 約48時間 （2泊3日 上海行き）                          |                                                       |
| 日本・関釜フェリー                            | はまゆう             | 日本   | 下関港←→釜山港（ 韓国）         | 12時間15分 （1泊2日 釜山行き）                        |                                                       |
| 韓国・釜関フェリー                            | 星希                 | 韓国   | 下関港←→釜山港（ 韓国）         | 12時間15分 （1泊2日 釜山行き）                        |                                                       |
| 日本・蘇州下関フェリー                        | UTOPIA               | パナマ | 下関港←→太倉港（ 中国）         | 32時間 （貨物のみ）                                   |                                                       |
| 日本・カメリアライン                          | ニューかめりあ       | 日本   | 博多港←→釜山港（ 韓国）         | 5時間30分 （釜山行き） 11時間30分 （1泊2日 博多行き） | 5時間30分 （釜山行き） 11時間30分 （1泊2日 博多行き） |

過去に運航されていた・現在運休中の定期旅客航路
| 運航会社                               | 船名                                        | 船籍           | 航路                                                      |
| -------------------------------------- | ------------------------------------------- | -------------- | --------------------------------------------------------- |
| 日本・ハートランドフェリー             | アインス宗谷                                | 日本           | 稚内港←→コルサコフ港（ ロシアが実効支配中）               |
| ロシア・サハリン船舶会社               | サハリン7                                   | ロシア         | 小樽港←→ホルムスク港（ ロシアが実効支配中）               |
| ロシア・極東船舶会社 (FESCO)           | ルーシ号                                    | マーシャル諸島 | 伏木港←→ウラジオストク港（ ロシア）                       |
| 日本・東日本フェリー（会社清算－廃止） | パンスター・ハニー                          | パナマ         | 金沢港←→釜山港（ 韓国）                                   |
| 日本・チャイナエクスプレスライン       | 燕京                                        | 中国           | 神戸港←→天津港（ 中国）                                   |
| 日本・オリエントフェリー               | ゆうとぴあ                                  | パナマ         | 下関港←→青島港（ 中国）                                   |
| 日本・有村産業（会社清算、廃止）       | クルーズフェリー飛龍21 クルーズフェリー飛龍 | 日本           | 那覇港・平良港（宮古島）・石垣港←→基隆港・高雄港（ 台湾） |
| 韓国・光陽フェリー                     | 光陽Beech                                   | 韓国           | 下関港←→光陽港（ 韓国）                                   |

### 日本のフェリーの船内設備の例

#### 船室

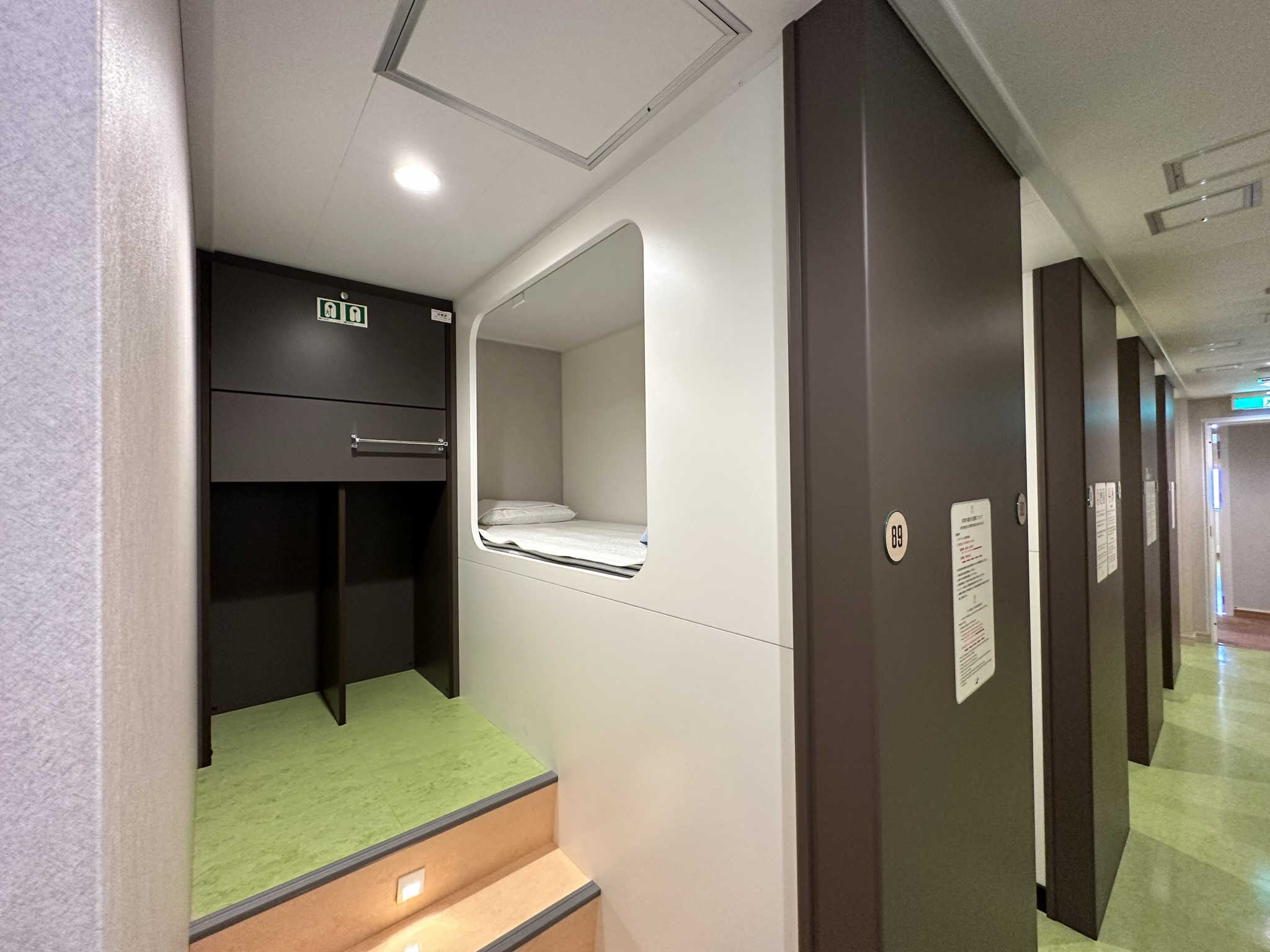
2等寝台の例（それいゆ「ツーリストA」）

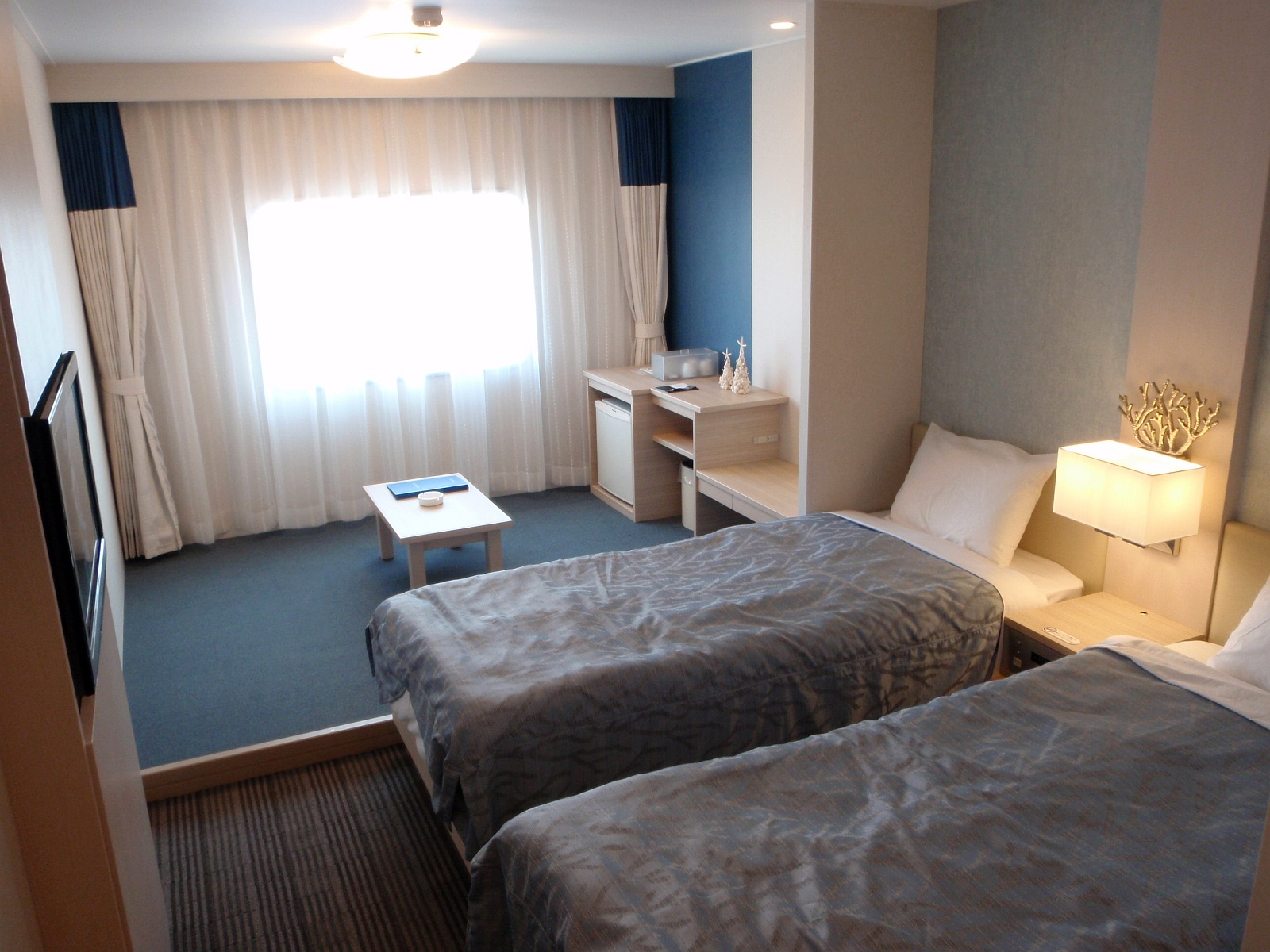
1等和洋室の例（いしかり）

短距離航路では1から2クラスの船室区分があることが多い。長距離になるほど多様な料金体系による船室区分となる傾向がある。また、従来の数字による等級命名法を採用しない例もある（商船三井さんふらわあ苫小牧-大洗航路夕方便の場合下等から「ツーリスト」「コンフォート」「スーペリア」「プレミアム」「スイート」の5段階）。

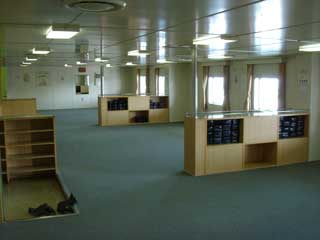
2等船室の大部屋の例（フェリーはちのへ）

2等船室仕切りが無い大部屋。1部屋あたり数十人単位の定員となる。短距離航路では、大部屋に椅子を備える形式の船室も存在する。日本では主にじゅうたんに直接座る形を取っているが海外では極僅かな国々に限られており、大抵の国では椅子式が主流になっている。多客時には展望室や食堂などのスペースを臨時席にするケースもある。自由席が基本だがフェリーさんふらわあなど長距離航路では2等船室でも座席を指定するケースがあるほか、繁忙期に限り座席を指定するケースなどもある。
ドライバーズルームトラック運転手専用客室。2段ベッドと談話室を組み合わせた客室が標準的であったが、近年は個室を備えるフェリーも登場している。2等船室運賃（自動車運賃には、運転手の2等船室運賃相当額が含まれている）で、一般客の2等船室よりも良い接遇サービス環境にあることから、ドアなどでキャビンが仕切られており一般客が出入りできないようになっている。多客期を中心とした混雑時などには一般客にも開放される場合がある。
2等寝台大部屋に2段ベッドまたは小型の個室を大量に設置した部屋で、最低限ではあるがプライバシーが確保される。主な設備はライトにコンセントと枕などである。シーツは自分で敷く。合理化の一環として2等寝台のみの長距離フェリーも現れてきている。バリアフリーの一環として寝台の梯子をなくしたり、ベッドとテレビが備わった小部屋タイプ（いわゆるカプセルホテル形態）が増えてきている。複数の2等寝台のランクがある場合、一段ベッド式でテレビやコンセントが付き、ある程度のプライベートが確保された半個室状の「S寝台」、付帯設備は同等だが階段付き互い違いの2段ベッドとなる「A寝台」、通常の開放型2段ベッドの「B寝台」などと呼称されることがある。
1等船室
定員2人から4人の個室。4人定員の場合には2段ベッドの船も多いが、日本のフェリーでは和室（6畳ないし8畳）も存在する。2人部屋の場合は特等に比べて設備が簡素化されている他、窓のない内部屋に設定されていることも多い。新型の長距離船ではシャワールーム・トイレがついているものも一部に存在する。一方、個室ではなく、2等と同等の設備で占有空間を広くし、区画そのものも小分けにすることで2等より区画辺りの定員を小さくした程度のものも存在する。短距離航路では個室ではなく、大部屋にリクライニングシートを備える形式の船室も存在する。
特等船室定員2人から4人の個室。1等の2人部屋の設備を強化したようなものから、前述の特別室に近いものまで存在する。長距離航路では、三点ユニット式のバス・トイレも備えていることが多い。多くのフェリーでは最上級客室とされており、特別室と同じフロアで、囲むように設置される。最近は「デラックス」と呼称することも多い。
特別室（貴賓室・スイート）定員2人前後の個室。補助ベッドがついており、3人以上の利用も容易に行える部屋が多い。室内には洗い場の分かれたバスルームや、個室トイレ、一等～特等の一室分に該当する応接間、専用のテラスなどがある。ホテルのスイートルームに相当する豪華な客室である。このような特別室・スイートルームまで備えているフェリーは少ない。他方、中短距離のフェリーの一部でも、浴室を設けないもののこのような豪華客室が非公式に設定されていることもある。上部デッキの見晴らしが良い場所（最前列に近い場所）に割り当てられる。特別室利用の場合、料金内に食堂での食事券が含まれている場合もある。:
- デラックスの例（新日本海フェリーらべんだあ）
- スイートの例1（新日本海フェリーゆうかり）
- スイートの例2（新日本海フェリーゆうかり）

#### その他

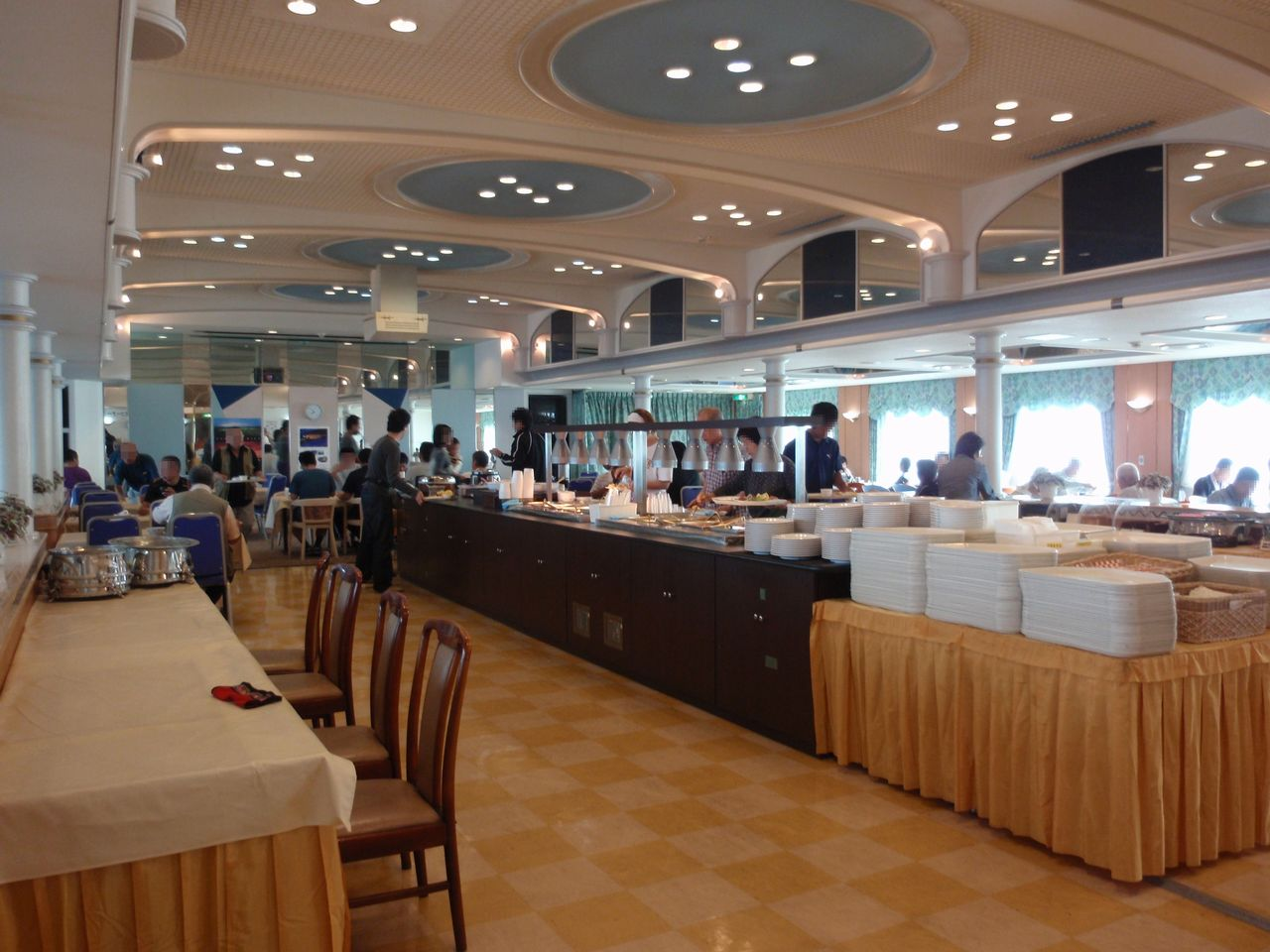
船内食堂の例。バイキング方式（「さんふらわあ ふらの」）

食堂長距離フェリーでは必須の設備であるが、オーシャン東九フェリーのように食堂を廃止して自動販売機に置き換えたケースもある。定食式は長距離船では少なく、一品料理型のカフェテリア式が主流。また一定料金のバイキング方式を採用するところも増えている。一方、新日本海フェリーのように豪華なコース料理を提供するグリルを別途設置している場合もある。一般の食堂の他に軽食用のスタンドも設けている船も多い。一定期日までに予約が必要なメニューもある。また夕食の残りを夜食用の弁当で販売するケースもある。
売店・自動販売機ほぼ大半のフェリーに備え付けられている。菓子やご当地のお土産、雑誌、自社グッズのほか、夜行便では洗面道具も販売している。また自販機は飲料やカップラーメン、アイスクリームなどがある。一部航路では、コンビニエンスストアが設置されている。長距離フェリーや夜間便に関して、深夜時間帯は原則として売店を閉鎖している。クレジットカードや電子マネーはほぼ全ての船舶で利用できない。
浴場日本国内の長距離フェリーの多くに備え付けている設備。展望式になっているものが主流である。2012年には新日本海フェリーにて露天風呂が登場した。内風呂つきの客室を備えている場合でも、需要が高く設置されていることが殆どである。沖縄航路や小笠原航路（カーフェリーではない）ではシャワーのみ、あるいは浴槽に水を溜めていないなどの処置を取っていることもある。短距離フェリーでも宇高航路で設置されている。近年の長距離船では、ドライバー用の浴室は別個にドライバー区画に設置している。海面状況によっては閉鎖されることがある。
洗面所近年の新造船やリニューアル船においては温水洗浄便座や多目的トイレも設置し、陸上同様の接遇環境を実現するよう努めている。その他の水まわり設備として、コインランドリー・給湯室・授乳室・更衣室を設置している船舶もある。
案内所船内設備の案内や利用申込、客室の等級変更受付、観光情報の提供などを行う。大抵は売店のレジと兼ねているが、消灯時間帯も係員が常駐しており、緊急時の用件は基本的にこちらで受けることとなる。
展望室船首側にある場合は海上運送法の都合上、夜間閉鎖またはカーテンを全閉される。また、混雑時には2等船室の臨時席にする都合で、展望室とは名ばかりでカーペット敷きの大広間になっている例も少なくない。船横に廊下を兼ねて設置している場合もあり、プロムナード（遊歩道）等の名で呼ばれる。豪華さを売りにする長距離フェリーの場合、展望室と別にラウンジを設けている場合もある。ドライバー区画には、専用のサロンを設けている。
オープンデッキ一部の高速フェリーを除けば、何等かの外周手段が存在しており、航海中に外に出ることが可能である。ただし乗客の安全性を確保するため、強風時は閉鎖される。
ペット用施設近年では多くの船舶がペット一時預かり用の施設を設けている。多くはケージに入れての運搬施設に限定されるが、ドッグランなどペットのストレスがかからないための新たな施設の導入を試みる業者もいる。また、ペット同伴可能な客室も登場している。
プール・ジャグジーバブル景気時には多くの長距離フェリーに導入された設備であるが、利用期間が極めて限られる（夏季の一時期のみ）上、雨天や強風時にも利用出来ず、今日では殆どの船舶から撤廃されてしまった。ただし日本国内航路でもごく一部には現存している他、海外のクルーズ目的を兼ねた船舶では現役のものもある。
その他の余暇設備ラウンジを兼ねた映画上映室、ビデオルーム、カラオケルーム、子供用設備、アーケードゲーム、運動設備、マッサージ機室、航行位置や観光情報を表示するモニターなどがあげられる。何れも長距離航路中心の設備で、短距離航路ではゲームコーナーなど短時間利用が可能なものに限られるか、あっても稼働しない場合が多い。DVDのレンタルを行っている船舶では、持参の機器や上等級の客室に設置されているDVDプレイヤーとモニターで鑑賞することとなる。
通信長・中距離フェリーでは、衛星電話を使った公衆電話が設置されている。日本国内ではNTTドコモの衛星携帯電話「ワイドスター」が利用される。通話料金は一般の公衆電話と比べやや割高であるが、通常の電話とあまり変わらない品質で通話ができる。高高度の通信衛星を使っているため、通話は0.2秒ほど遅延する。国際航路では、日本と相手国の公衆電話両方が用意されている場合がある。
Wi-Fiを設けた船舶も増加しているが、航行中は通信速度が低下するなど、実用的でないことが多い。

### 日本のフェリーの運賃・料金
日本国内の「フェリー標準運送約款」による。これは一般的説明なので、必ずしも各社の規定がこれに合致するとは限らない。
日本のフェリーの運賃は、鉄道などと多少異なり、大人1人につき小児1人まで無料となる、と定められている。また、指定されている座席または寝台を1人で使用する場合を除き無料となるのは、1歳未満の小児（鉄道でいう「乳児」）に限られる。原油価格高騰の時は、運賃が燃油サーチャージ込みの値段で提示される。
また、自動車を載せる際の運賃には大人1人分の2等船室運賃があらかじめ含まれているので、2等船室に乗船する際には、改めて運転手の運賃を支払う必要はない。ただし、1等船室に乗船する場合は、その差額が必要となる。4ナンバー貨物車の車両運賃は、航路によって乗用車運賃が適用される場合と、乗用車運賃よりも割増となる貨物車運賃が適用される場合がある。
手回り品は、20kgまでは無料となり、超過分は有料となる。持ち込むことができるのは30kgまでであるが、30kgまで無料というわけではなく、30kg持ち込んだ場合は10kg分は有料となる。ただし、車椅子、身体障害者補助犬は上記の重量制限に含めない。
二輪車（自動二輪・軽二輪・原動機付き自転車）および人力で移動する軽車両（自転車・乳母車・荷車等）は「特殊手荷物」扱いとなり、四輪車（乗用車・貨物車）の車両運賃とは別建ての料金となる場合が多い。長距離航路では一般に特殊手荷物の運賃は車両運賃よりも大幅に安価である（750cc超の二輪車でも乗用車の数分の一）。
二輪・四輪ともに「無人航送」と呼ばれるサービスを用意している航路もある。この場合は人間分の運賃が不要となる。発着港での積み下ろしサービス（有料）を利用すれば、必ずしも船の発着を待ち受けなくてもよい。長距離フェリーの場合無人航送を利用すれば、車両のみフェリーで送り人間は他の移動手段（航空機・鉄道等）を用いることで大幅な時間の節約が可能となる。

## ギャラリー
- アメリカのフェリーの例。スタテンアイランド・フェリー。人だけを運ぶ。乗り物は運ばない。
- トルコのフェリーの例。イスタンブールのフェリー。
- インドネシアのフェリーの例。スラウェシ島のフェリー。
- フランスのフェリーの例。「ダニエル・カサノヴァ (コルシカ・リネア) - バスティア
- 世界最大のフェリー「カラー・ファンタジー」
- 日本の大きなフェリーの例。「さんふらわあ あいぼり」と「さんふらわあ さつま」
- 日本のフェリーの例「りつりん2」（神戸港・新港第三突堤入港時）

### 日本のフェリー（10,000トン超）

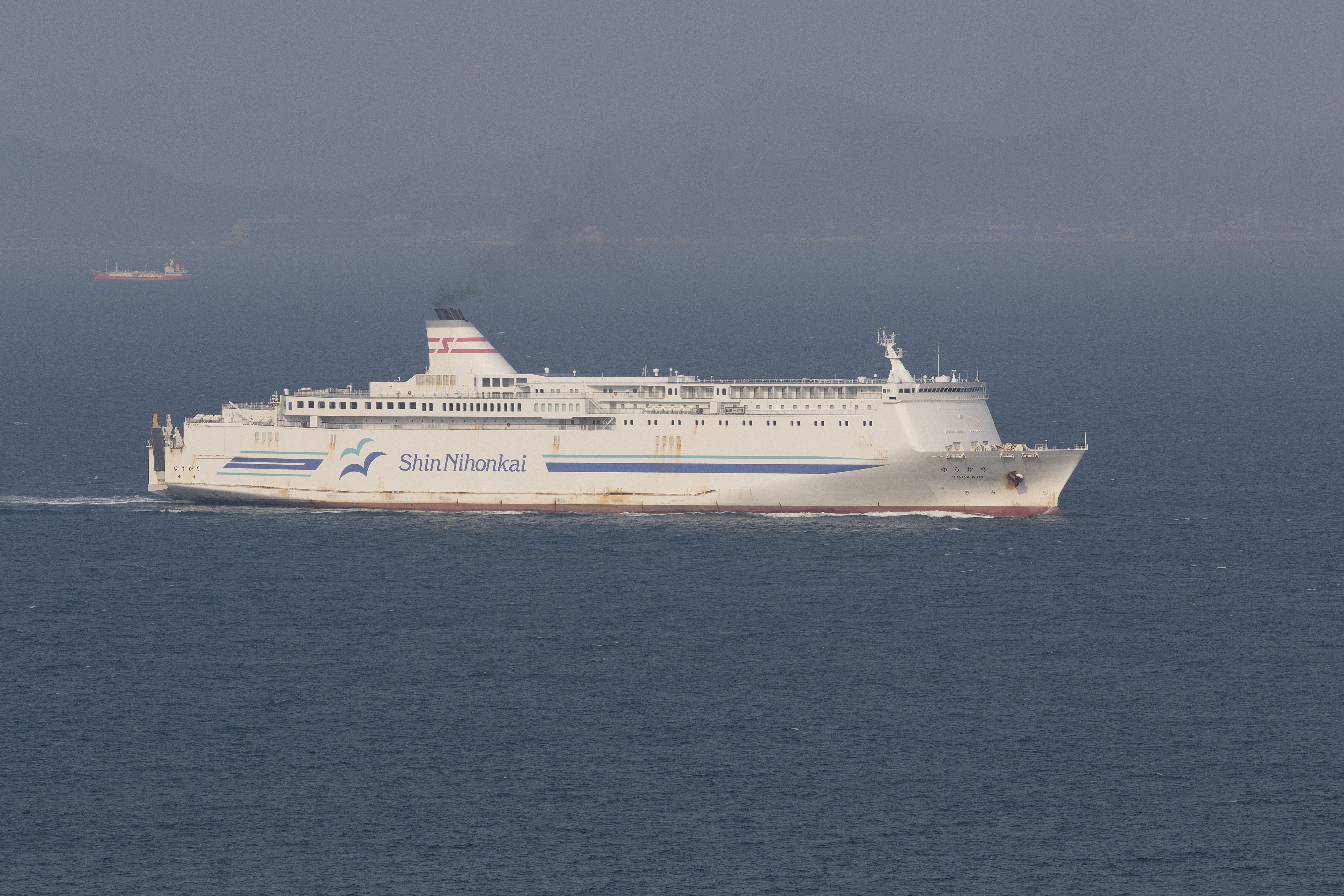
ゆうかり型
はまなす型
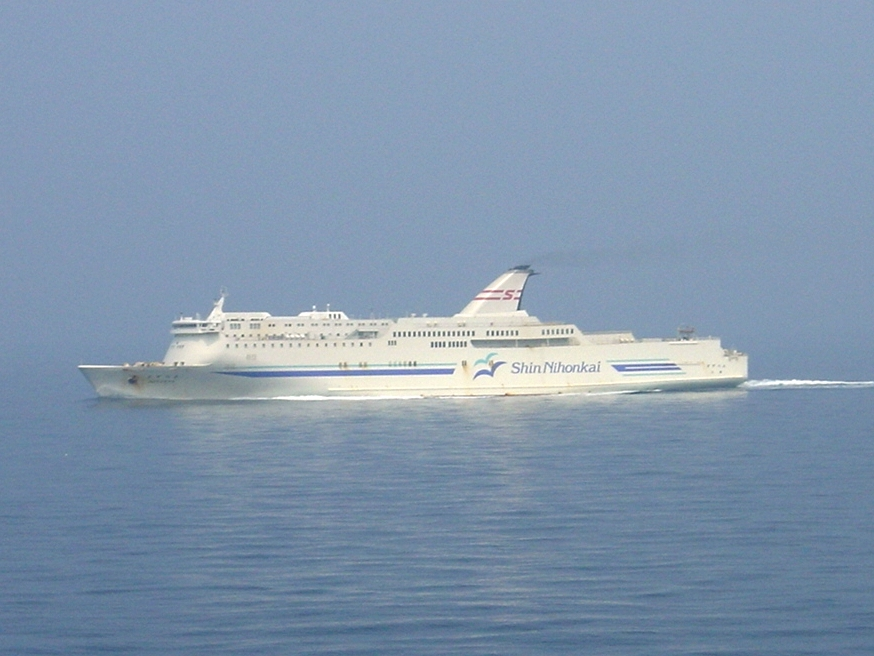
すずらん型
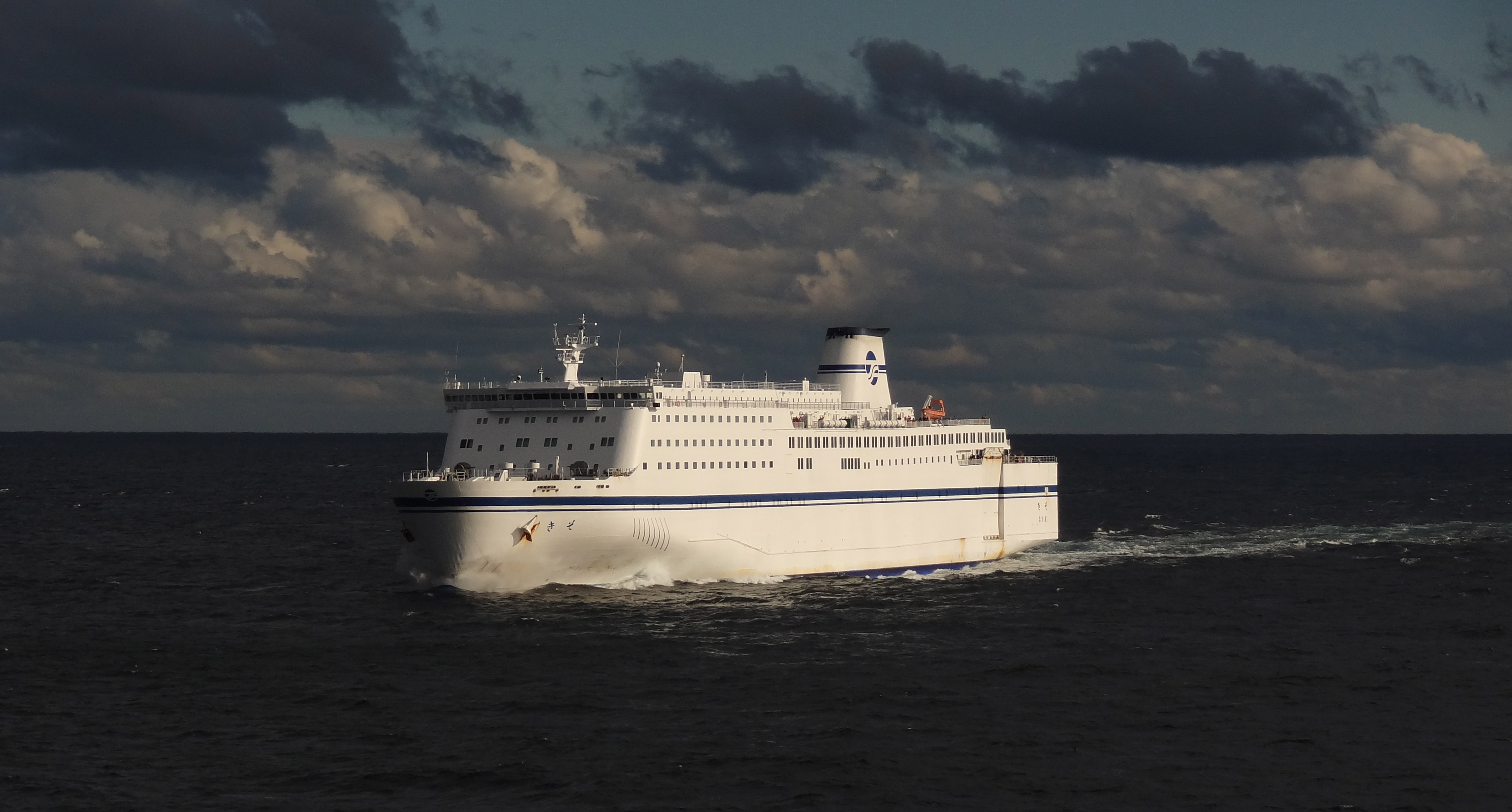
きそ
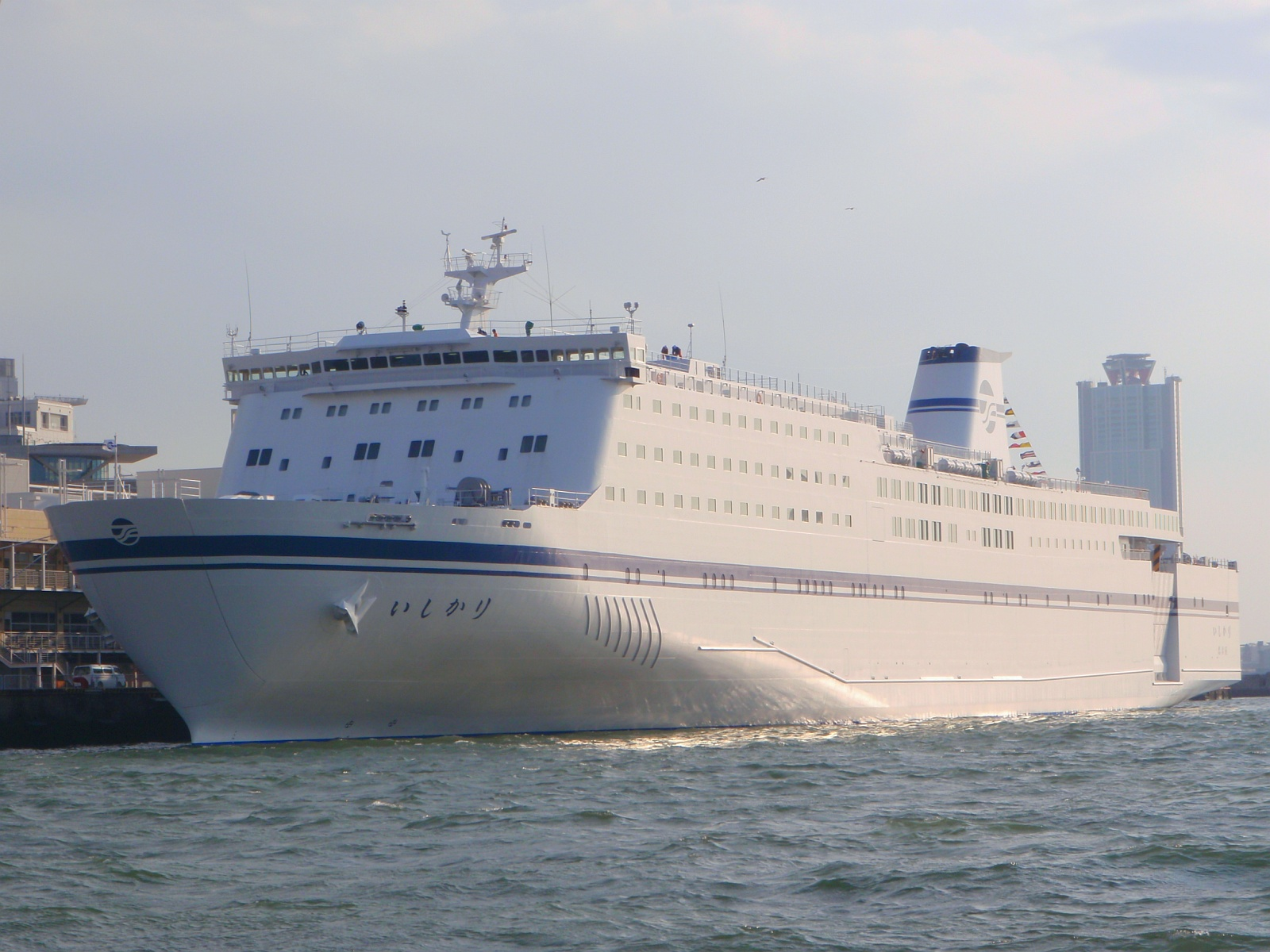
いしかり
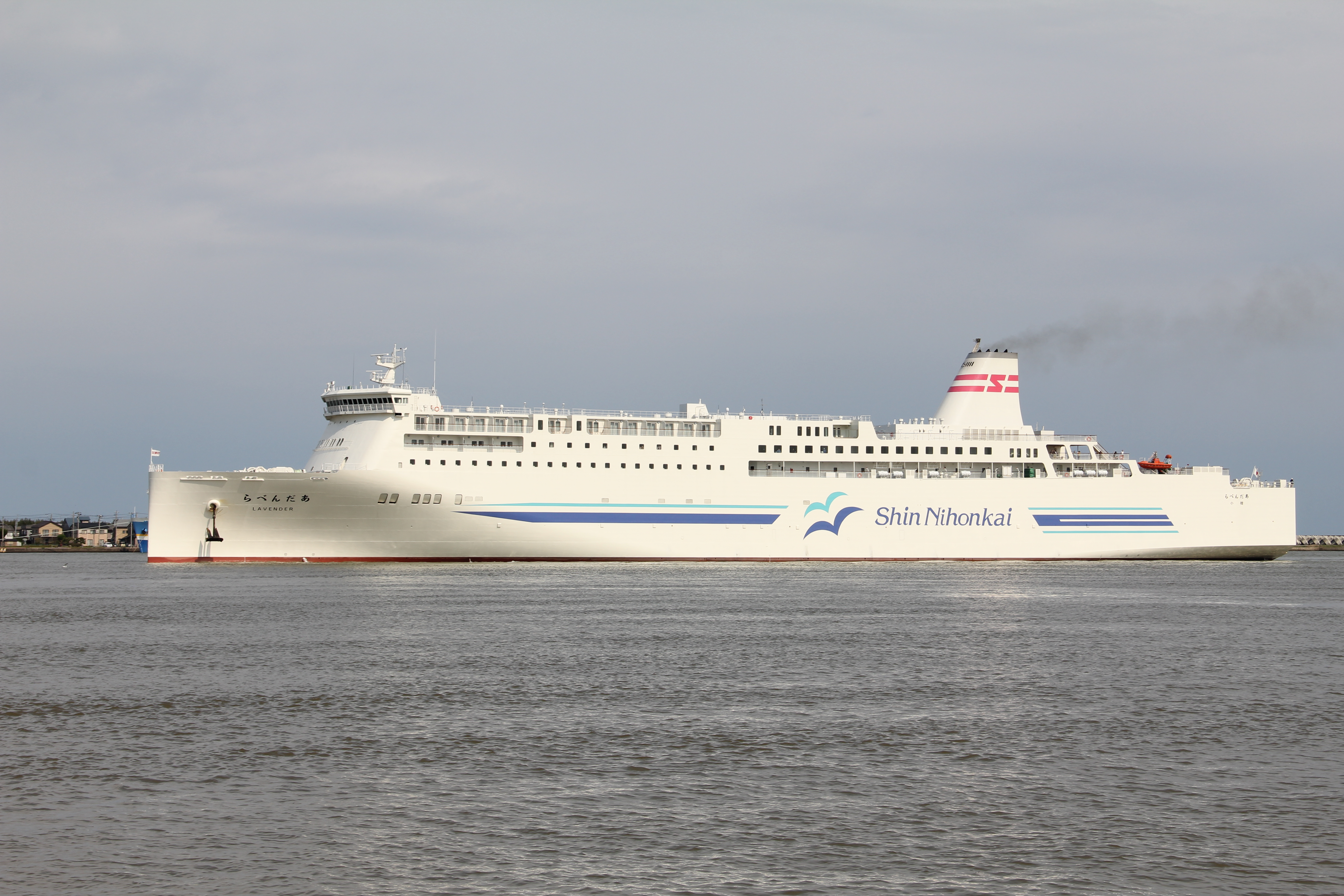
らべんだあ型
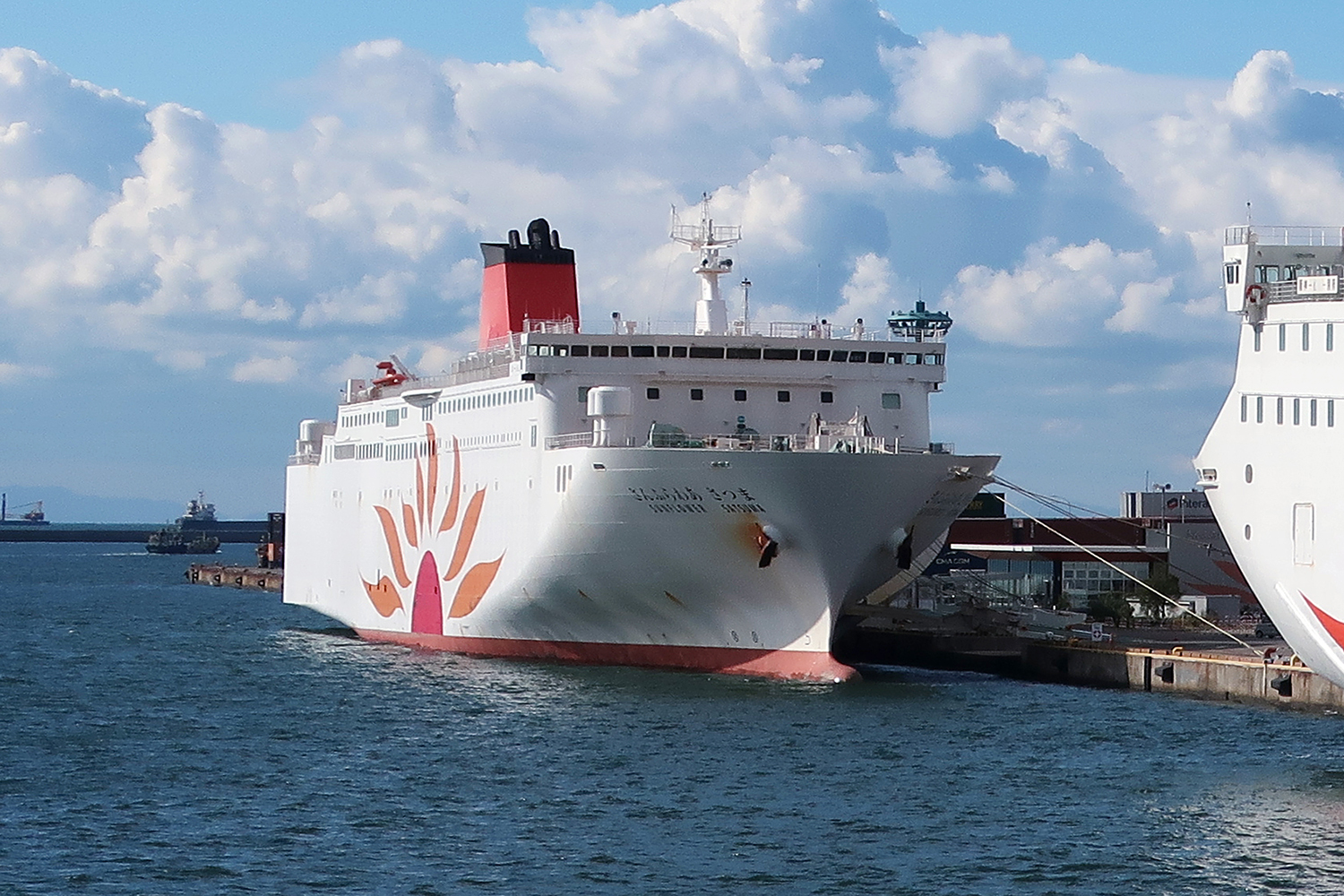
さんふらわあ さつま
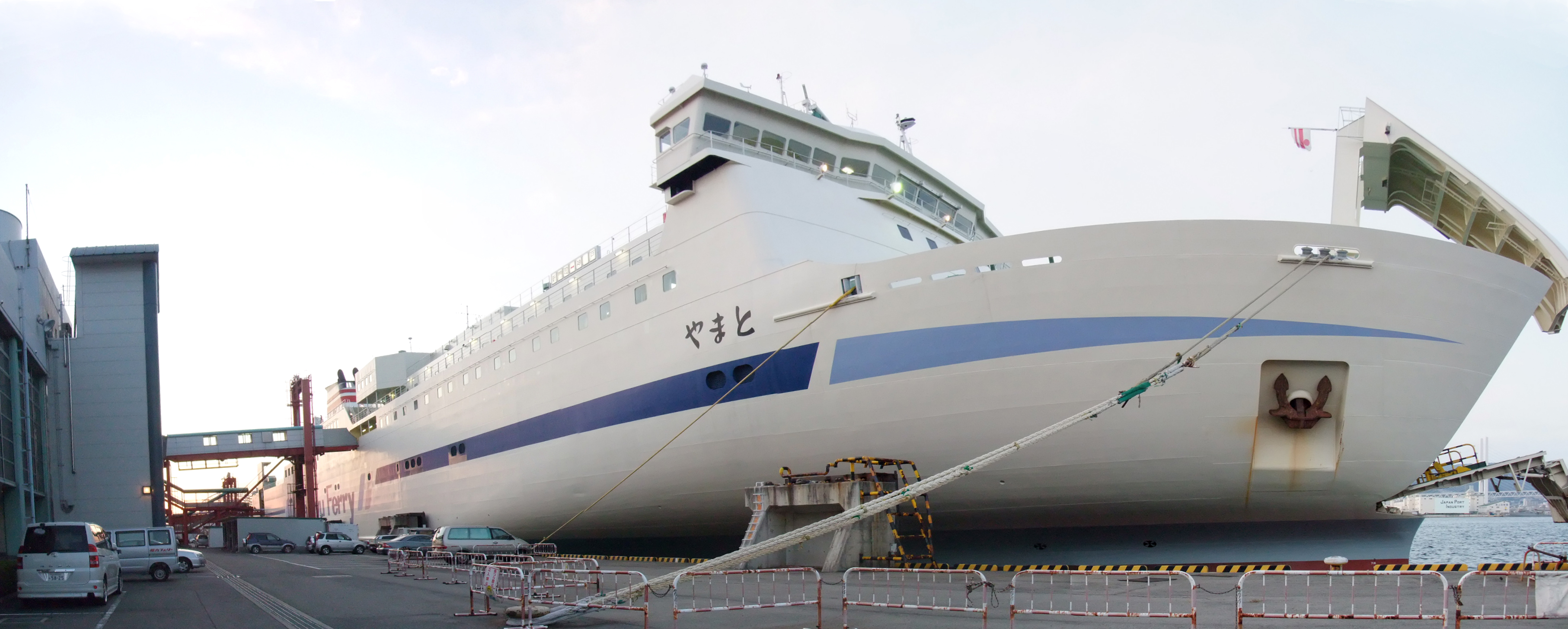
やまと型
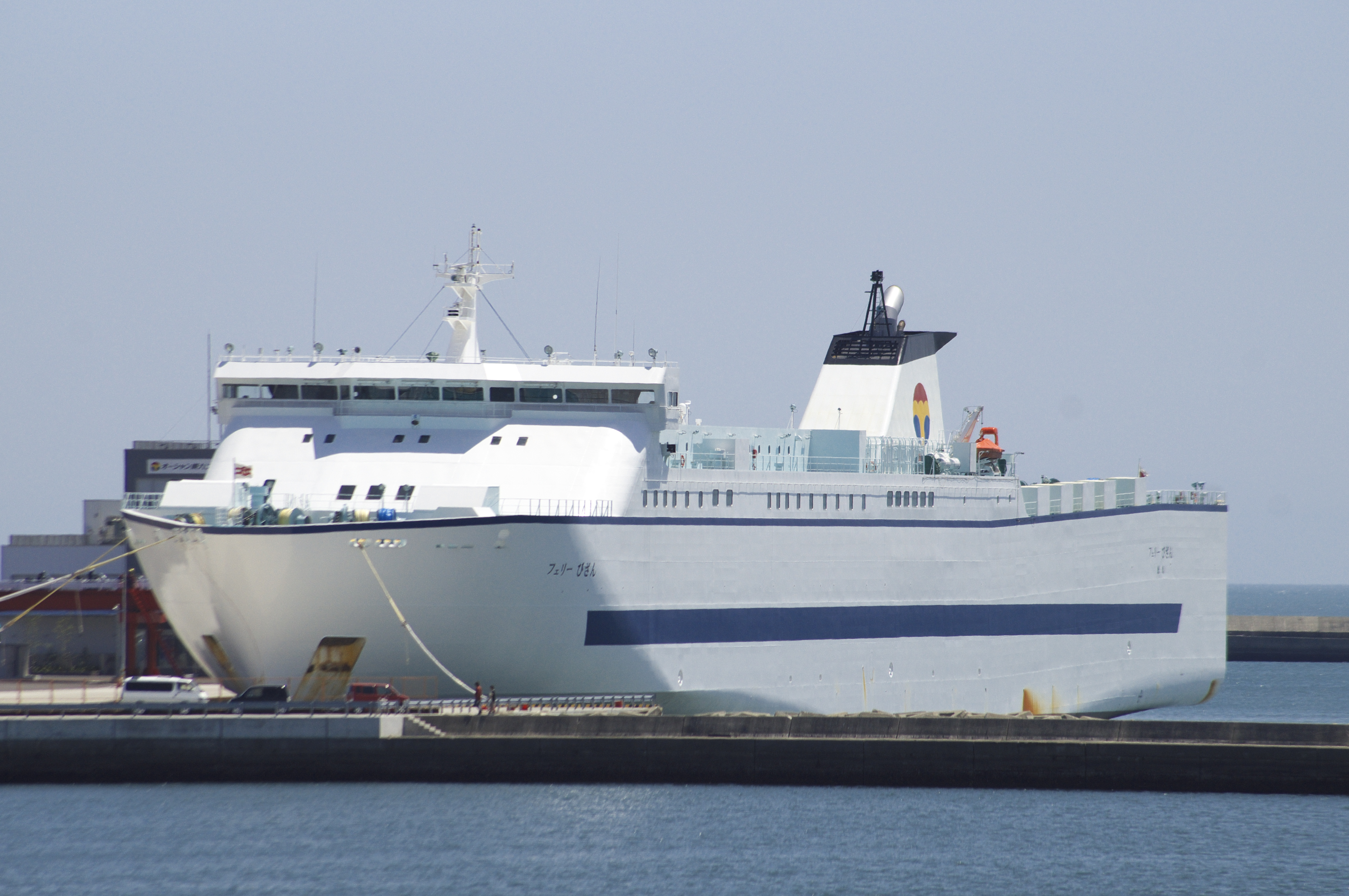
フェリーびざん型
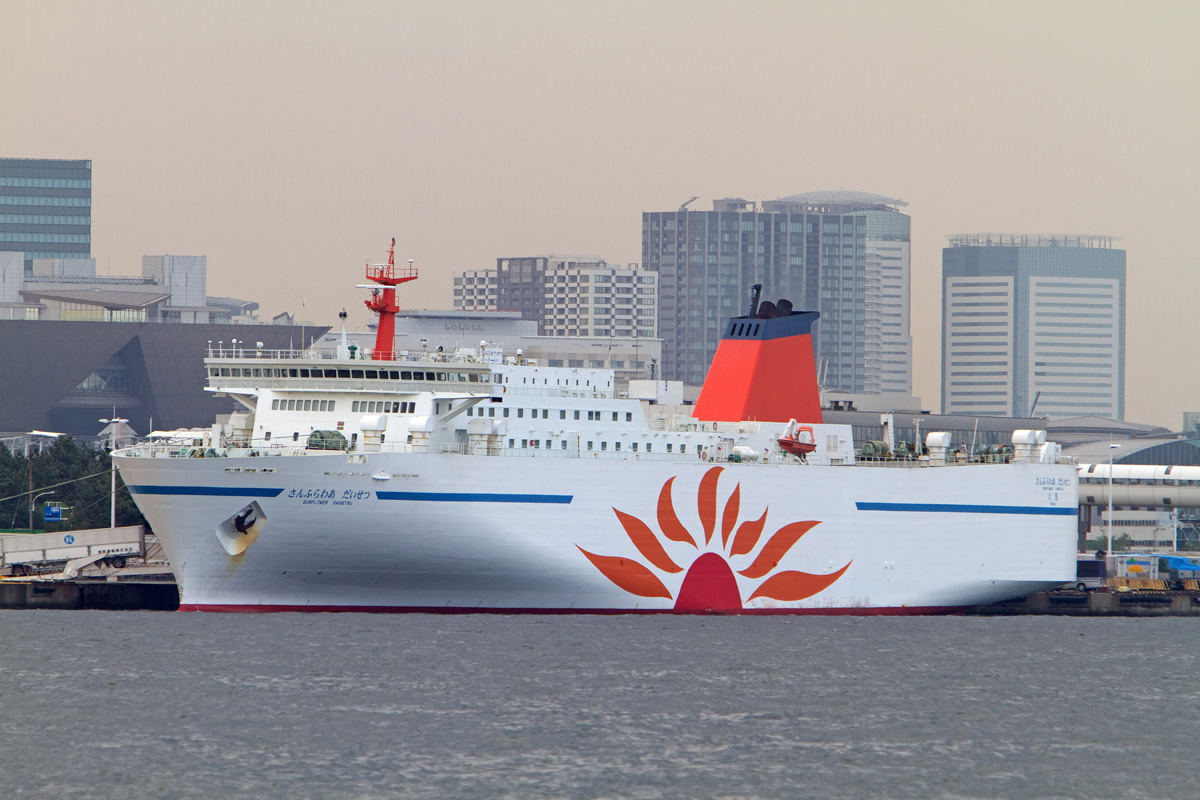
さんふらわあ だいせつ型
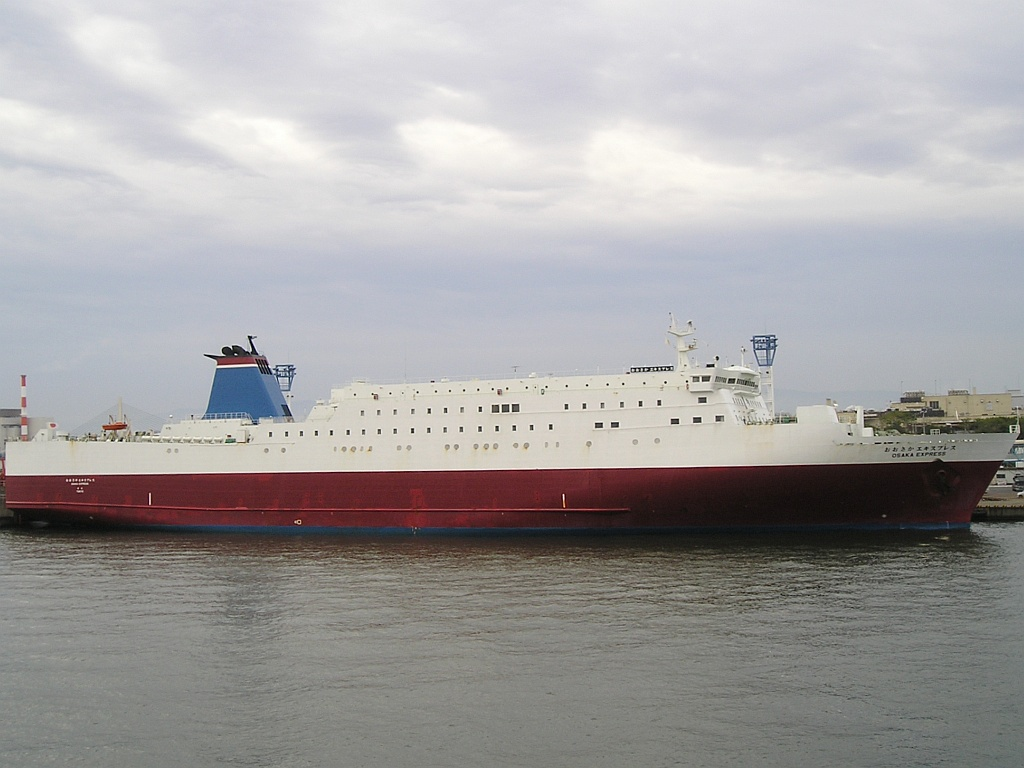
おおさかエキスプレス（現・こうべエキスプレス）
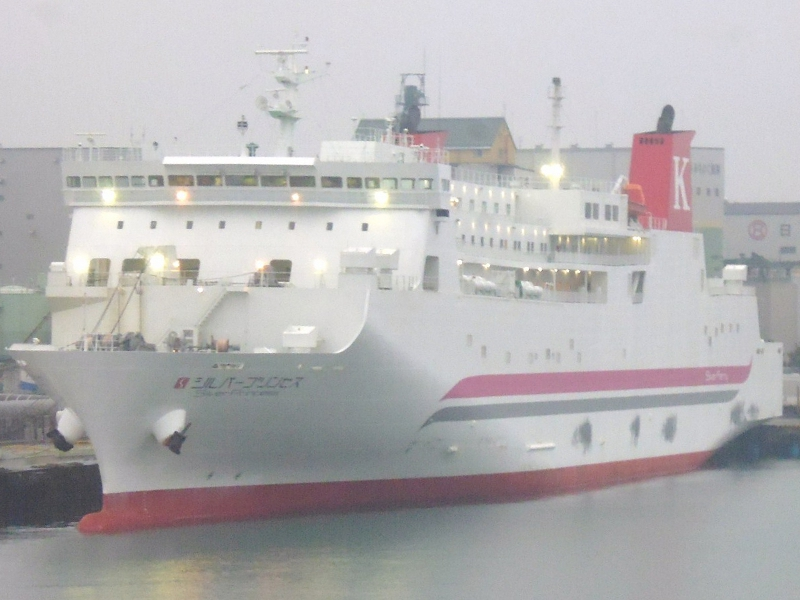
シルバープリンセス

### 日本のフェリー（4,000 - 10,000トン未満）

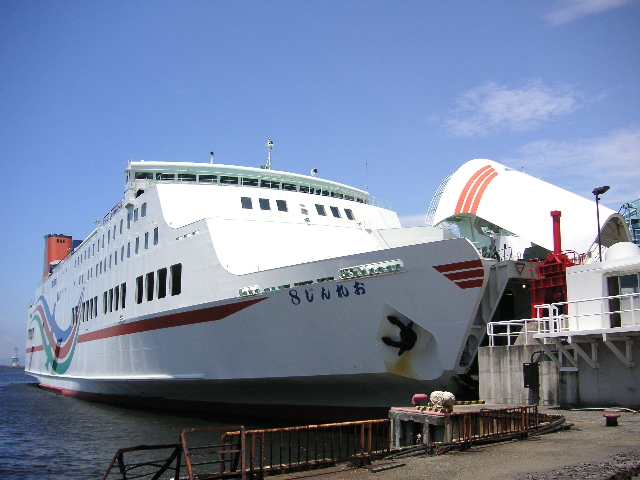
おれんじ8
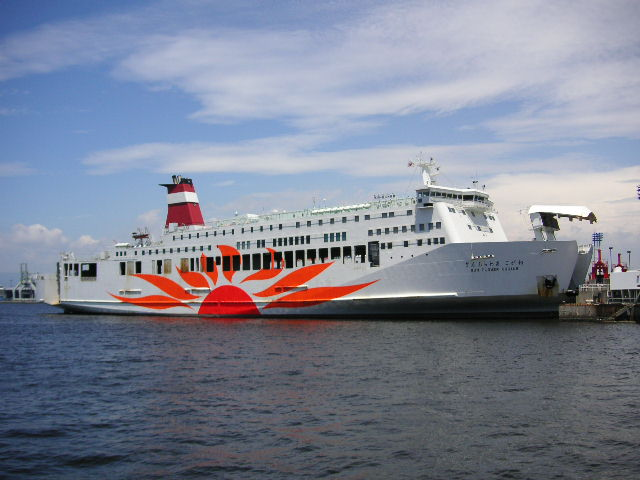
さんふらわあ こがね
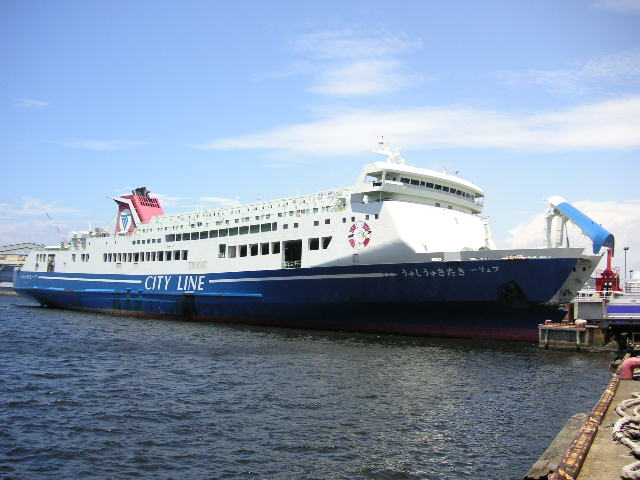
フェリーきたきゅうしゅう
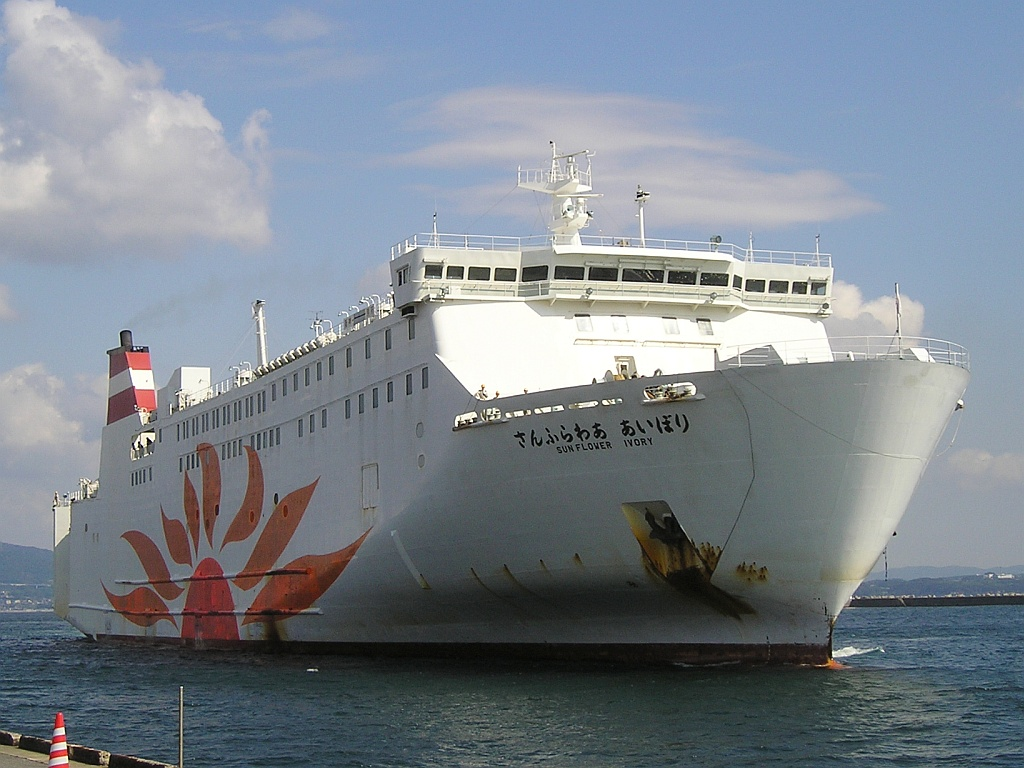
さんふらわあ あいぼり
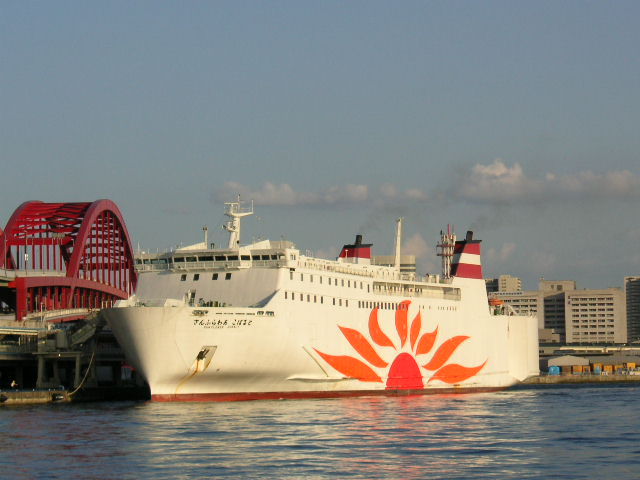
さんふらわあ こばると
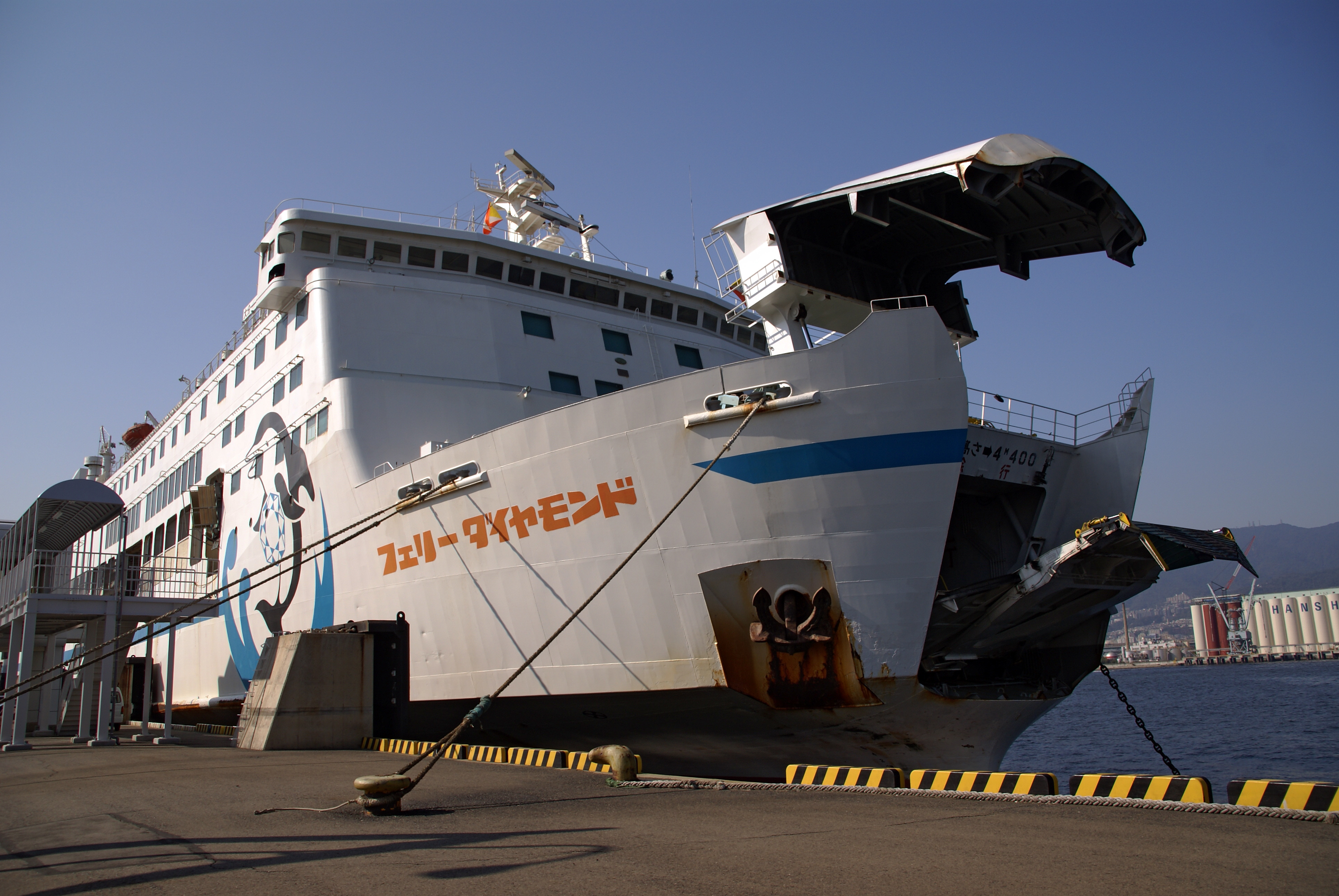
フェリーダイヤモンド
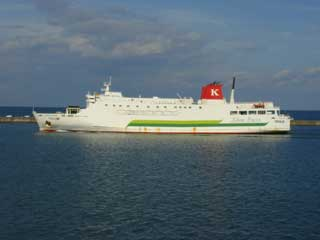
べにりあ
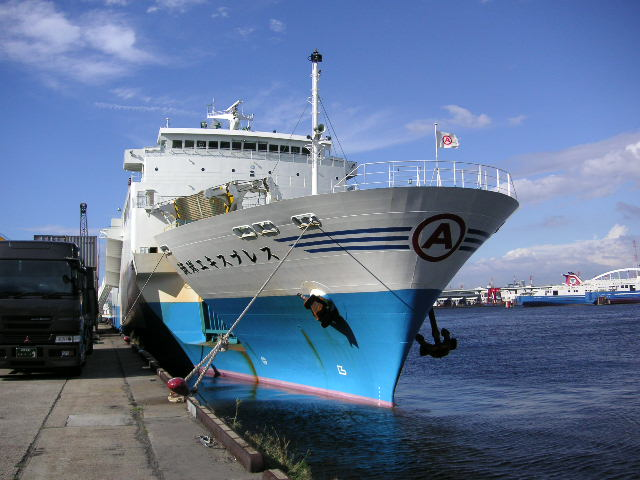
琉球エキスプレス
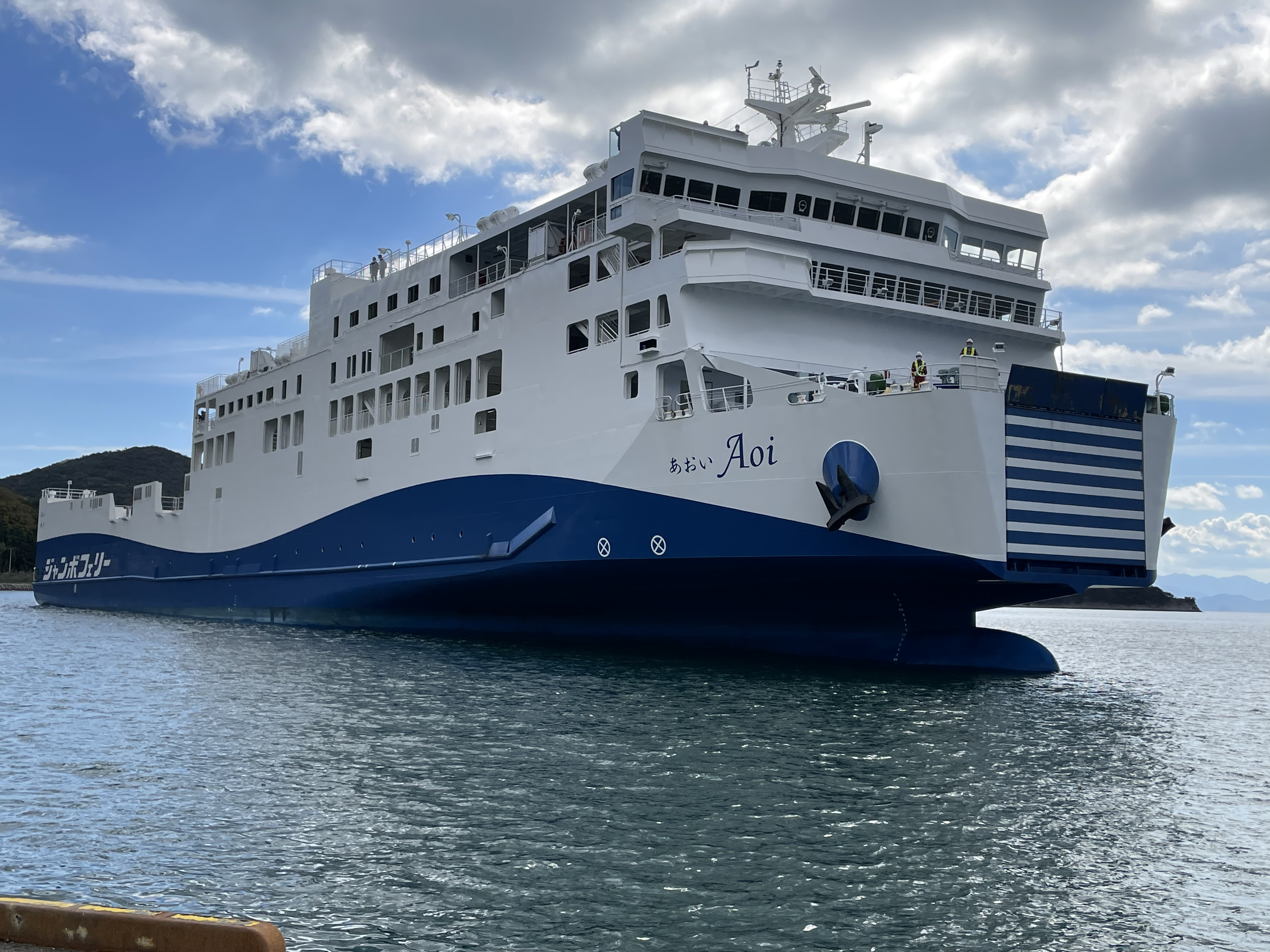
あおい
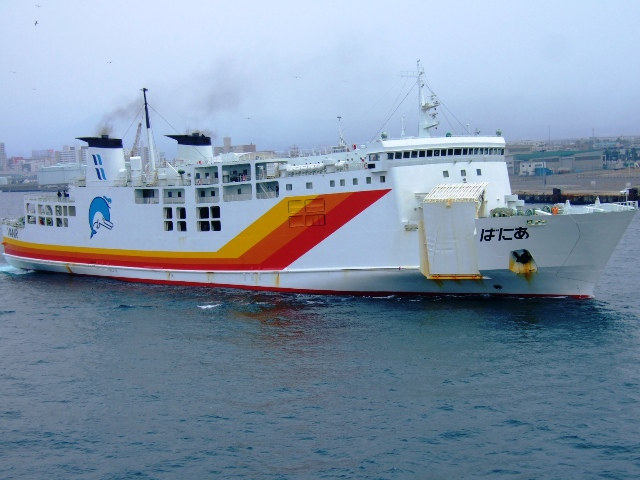
ばにあ

### 日本のフェリー（1,000 - 4,000トン未満）

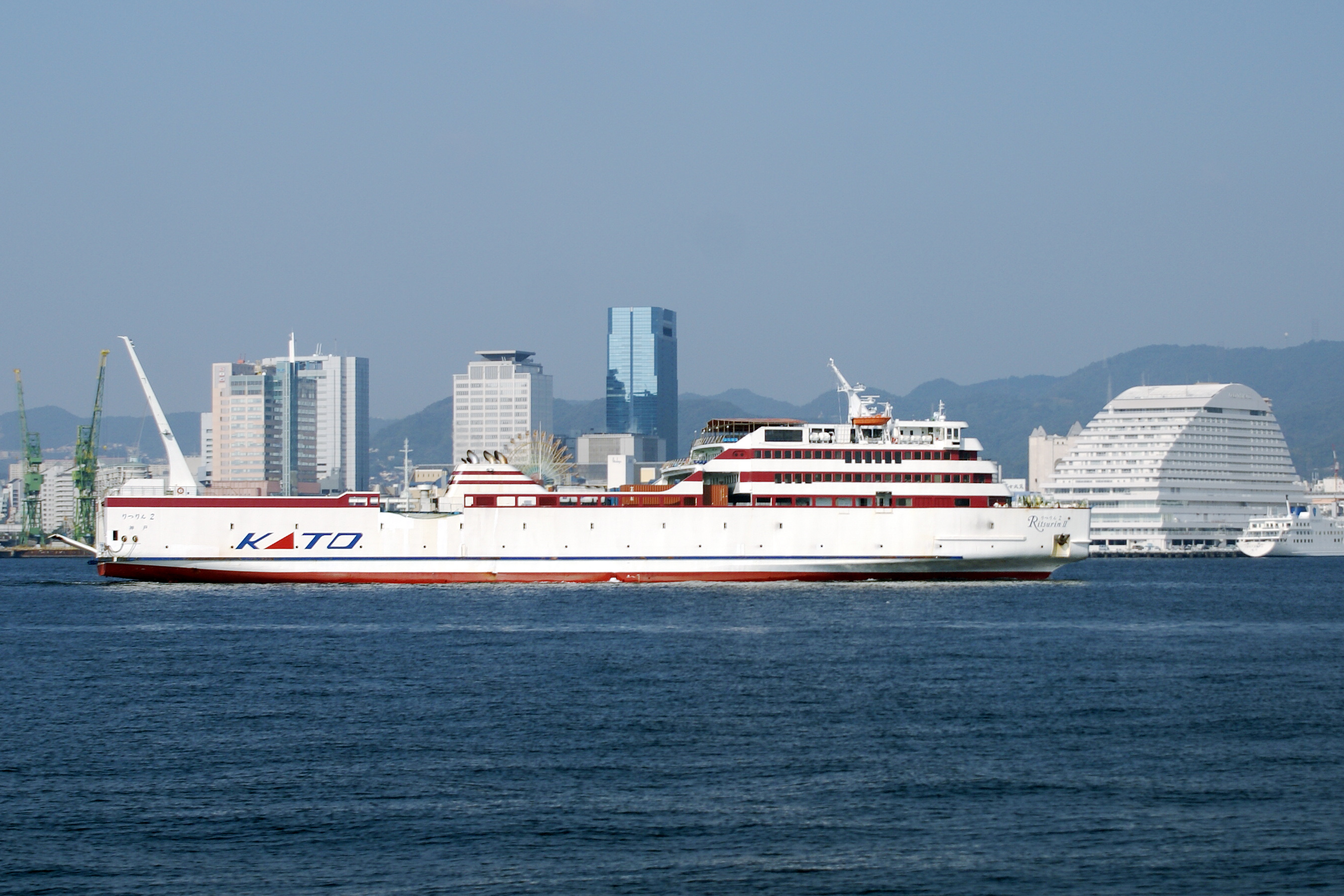
りつりん2
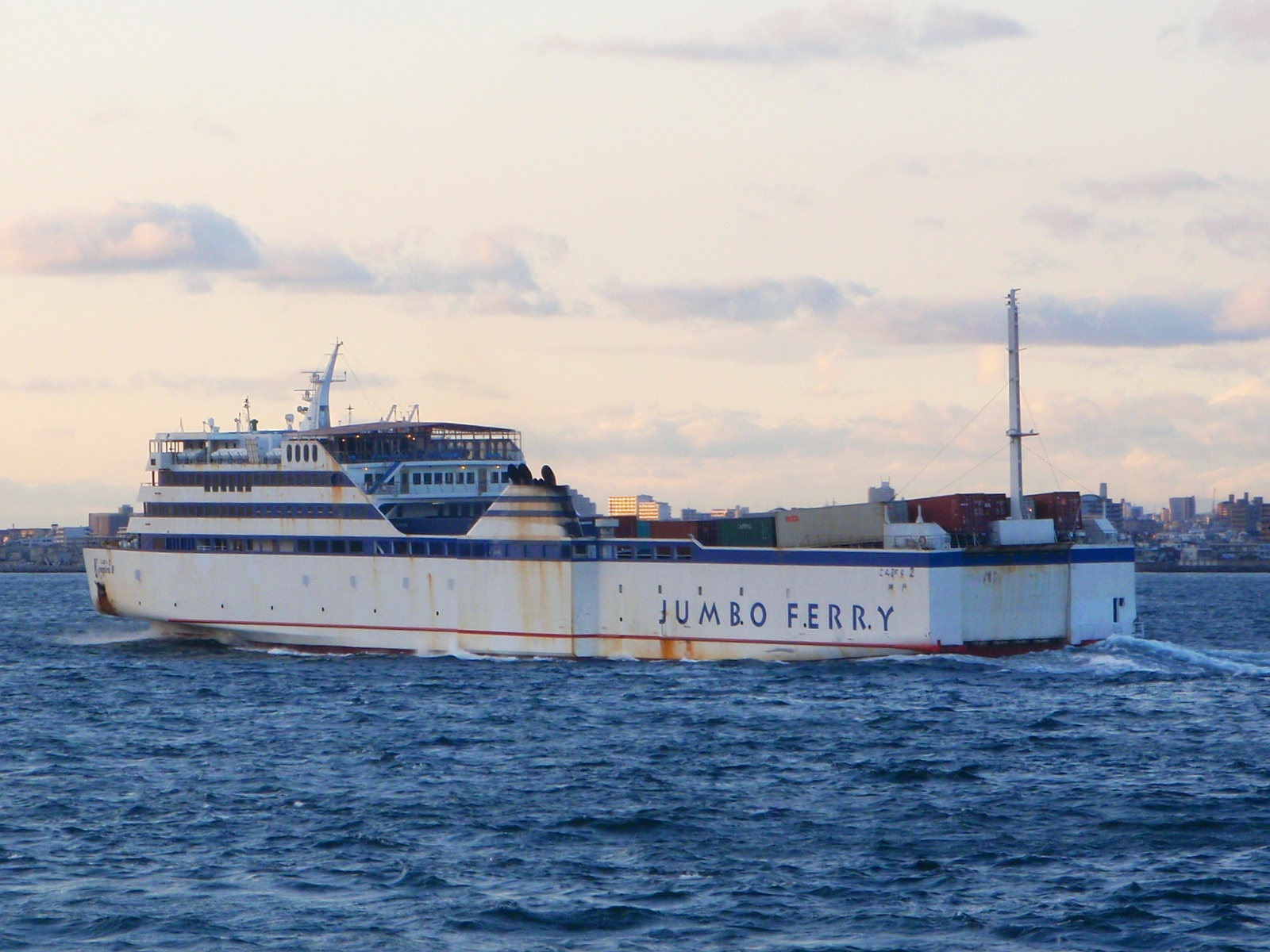
こんぴら2
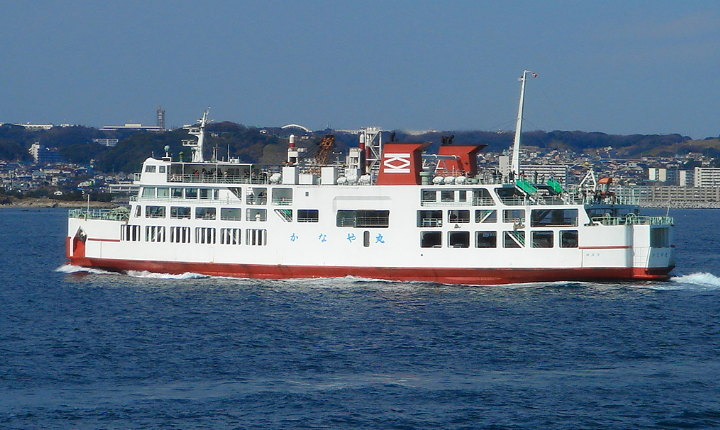
かなや丸
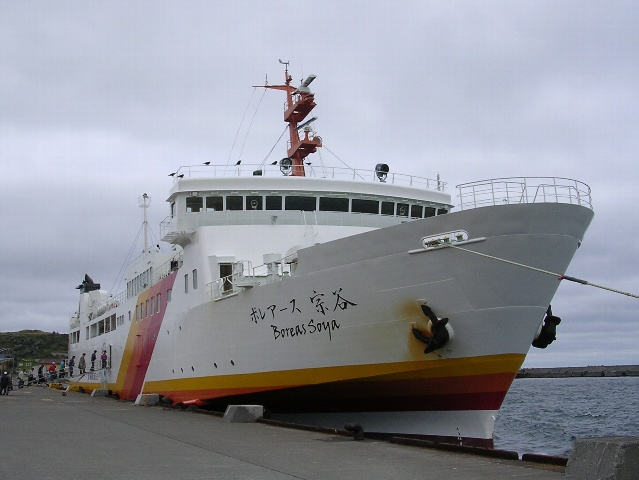
ボレアース宗谷
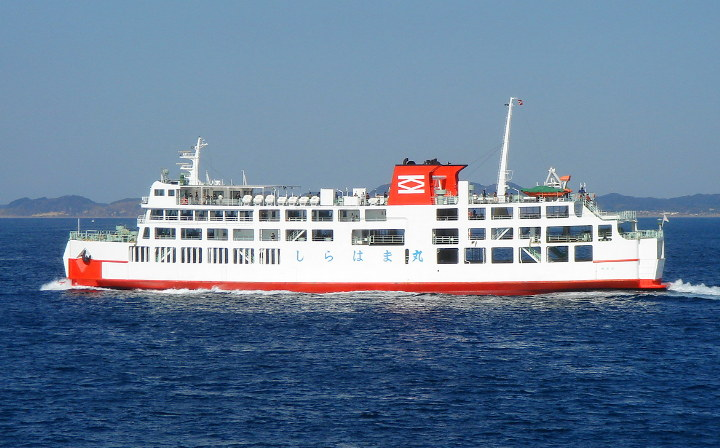
しらはま丸
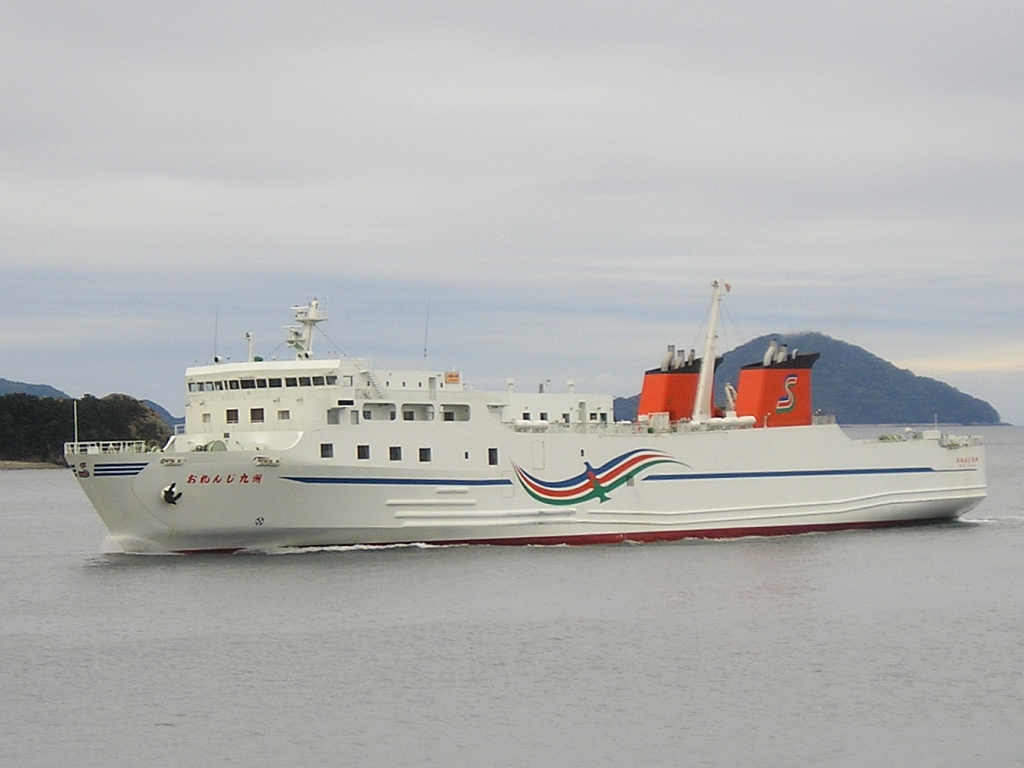
おれんじ九州
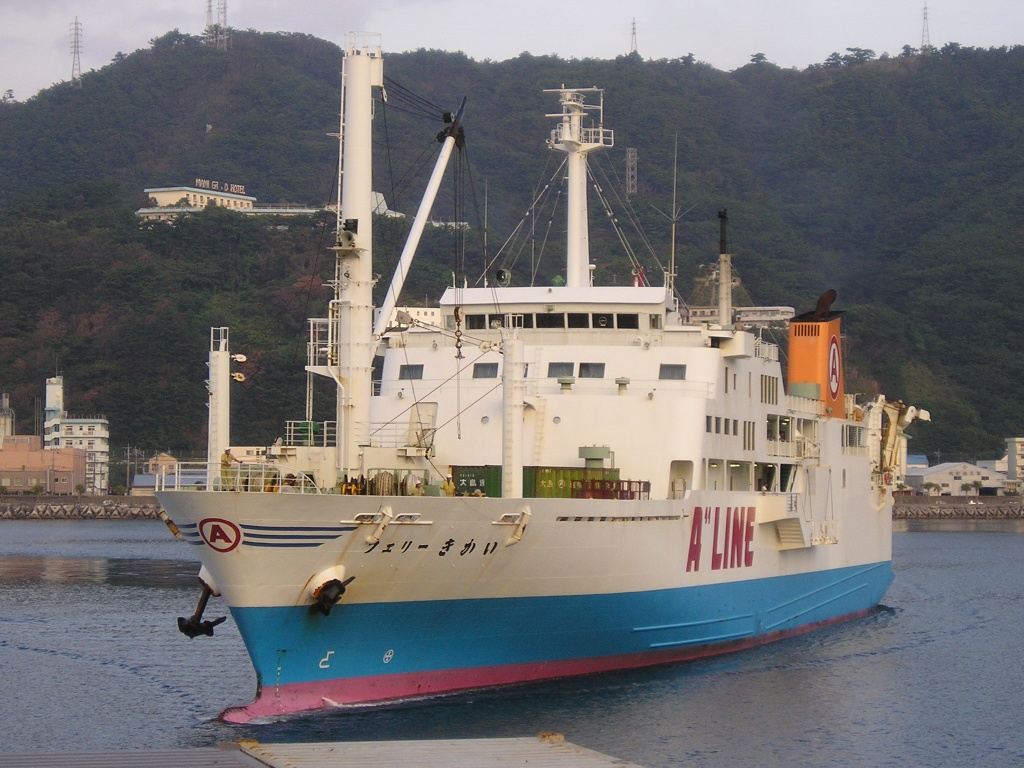
フェリーきかい
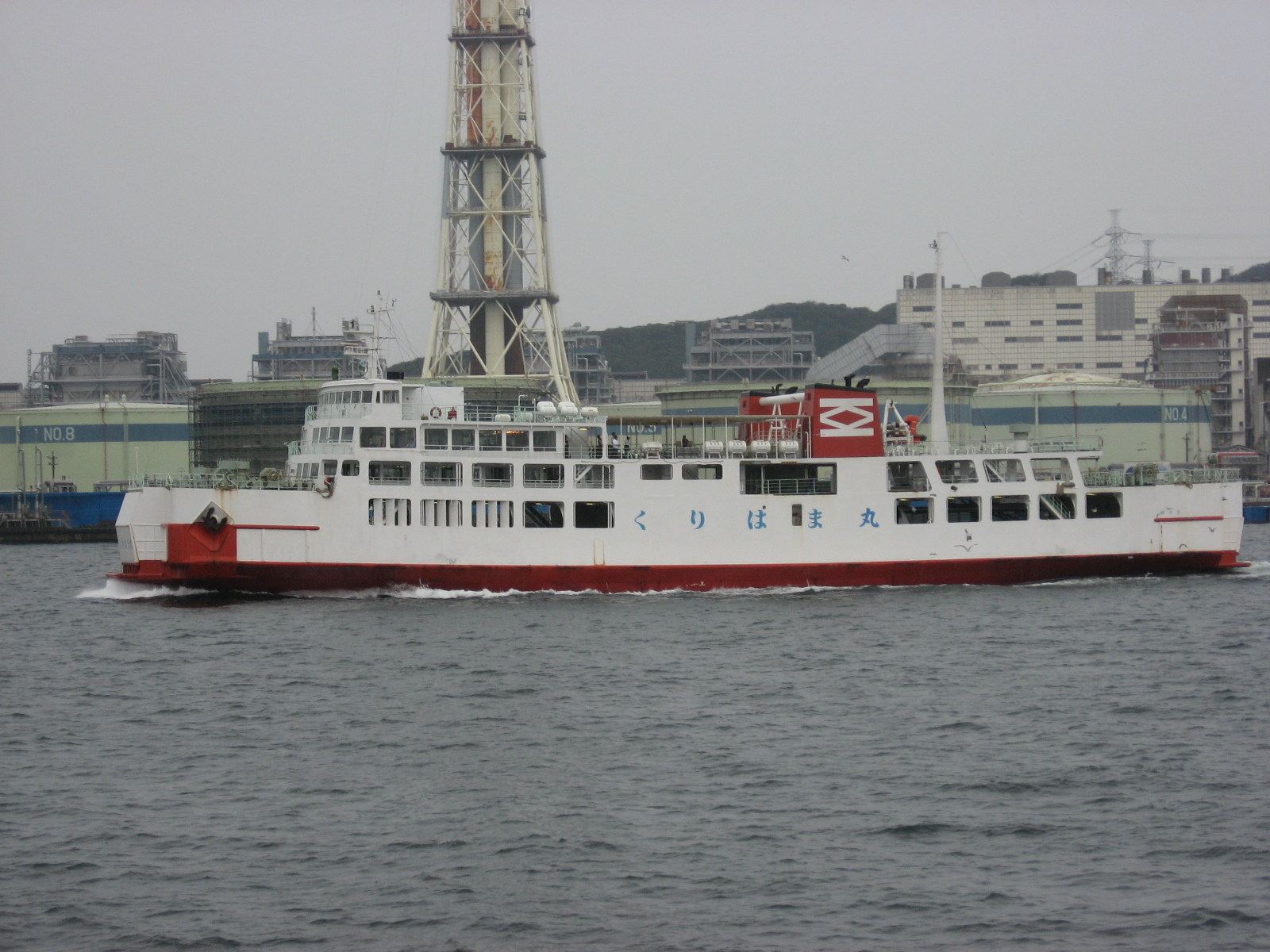
くりはま丸
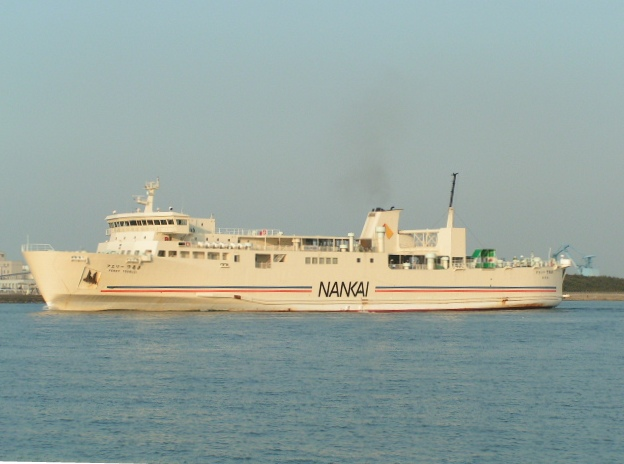
フェリーつるぎ
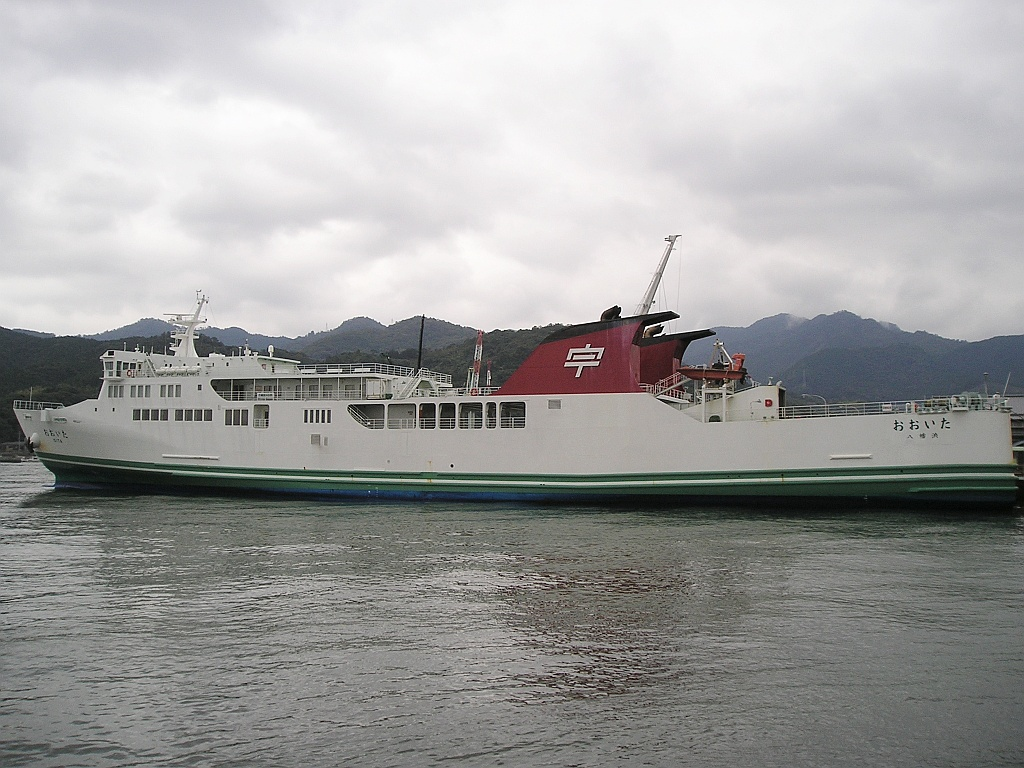
おおいた
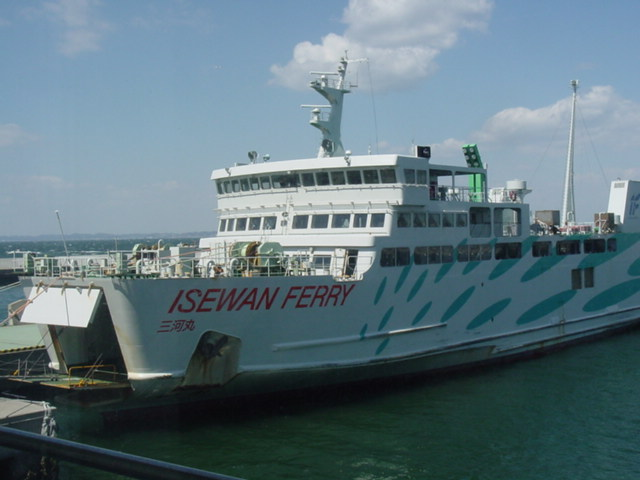
三河丸
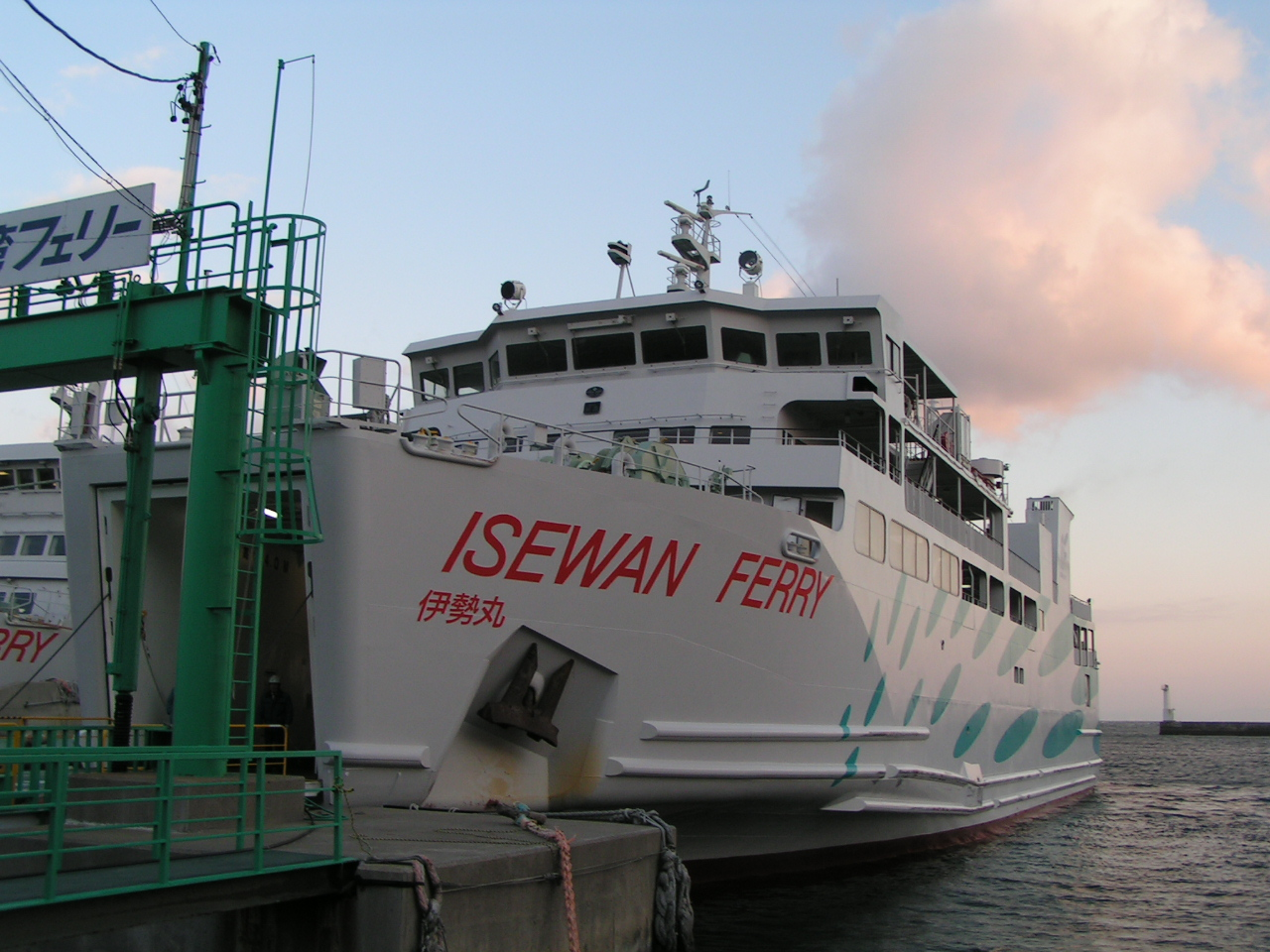
伊勢丸
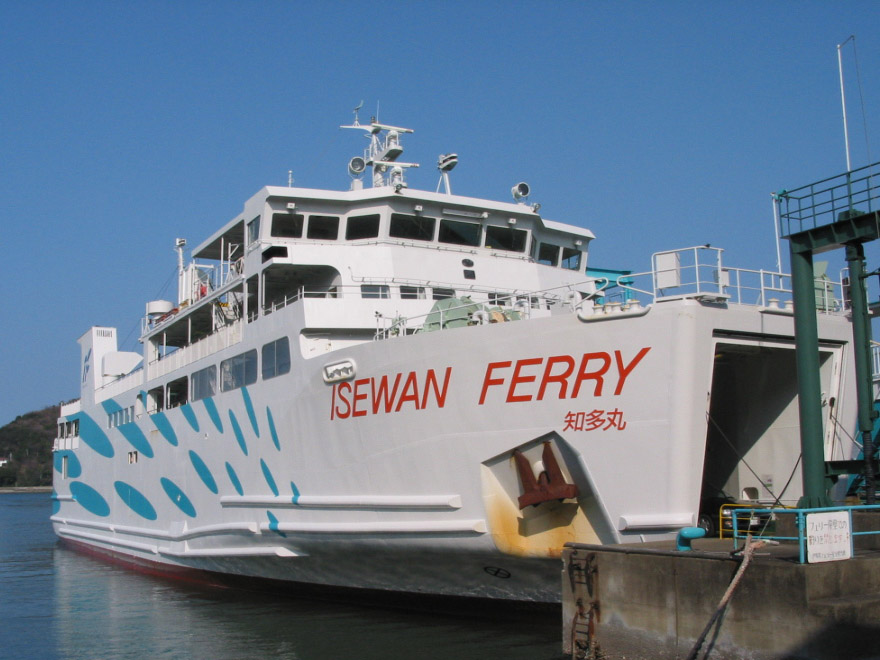
知多丸
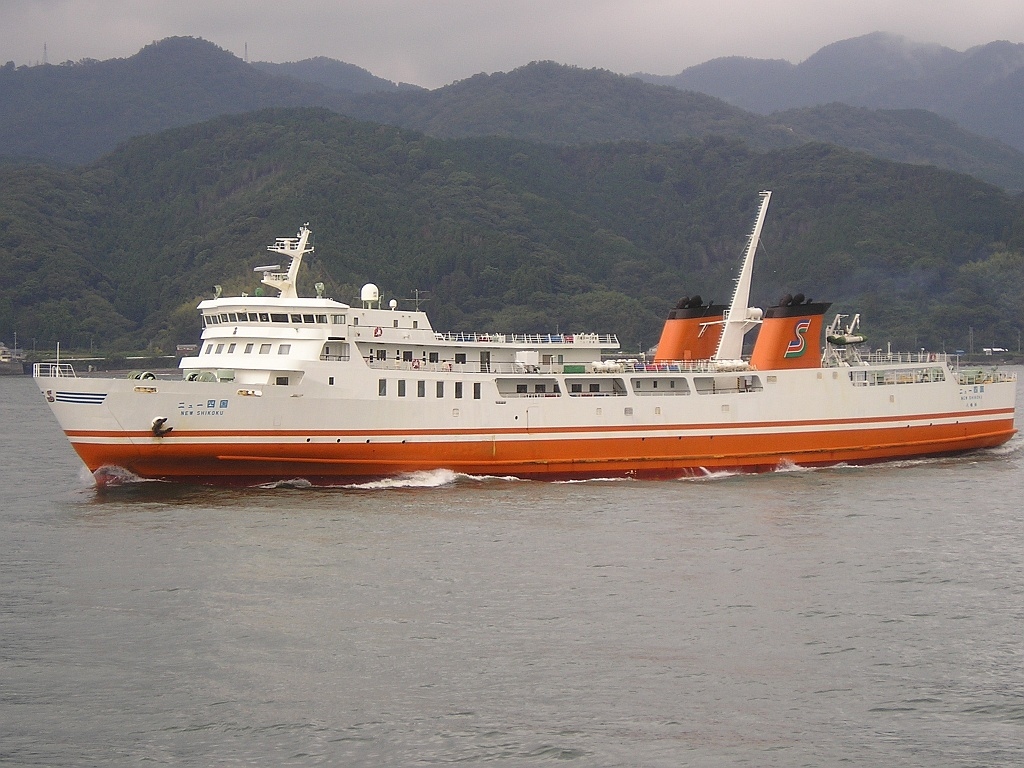
ニュー四国
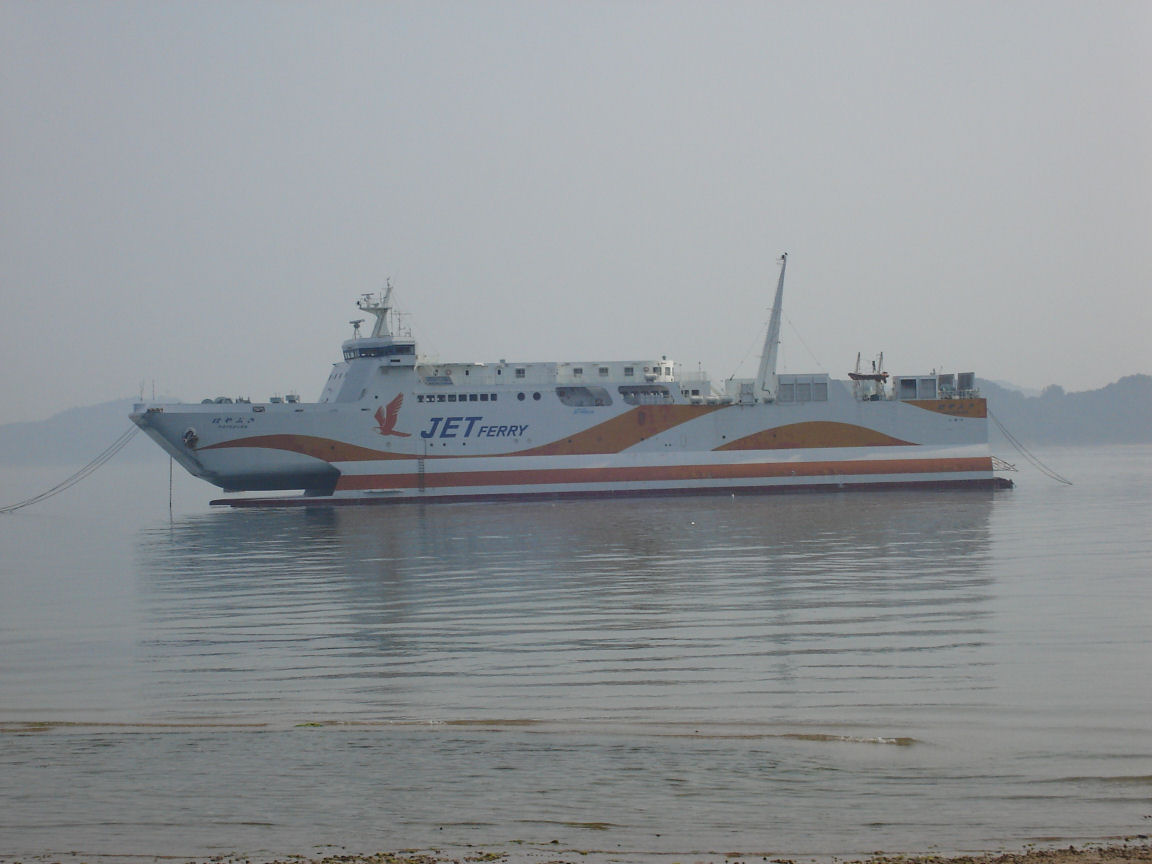
ジェットフェリーはやぶさ
フェリー長崎
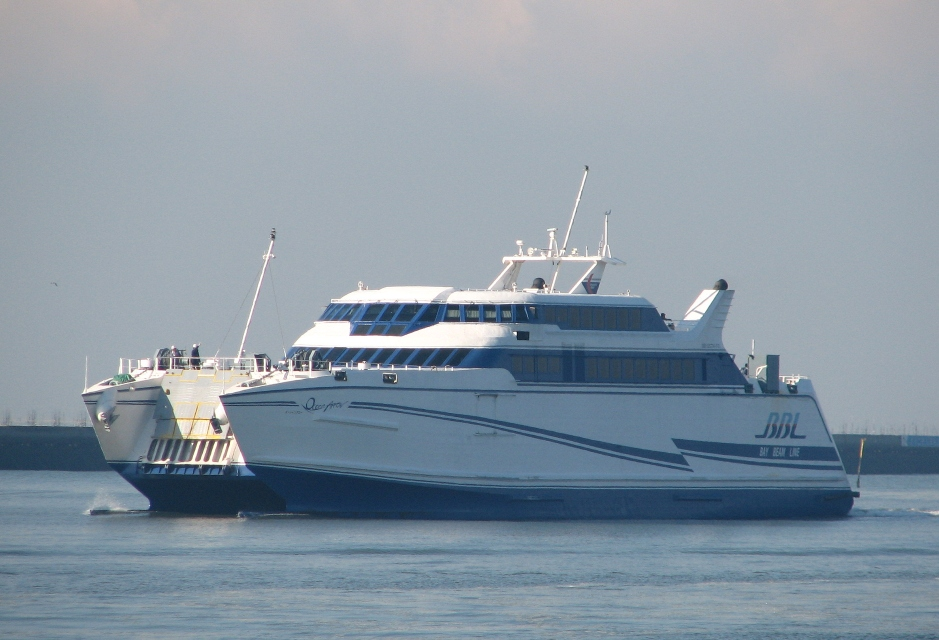
オーシャンアロー
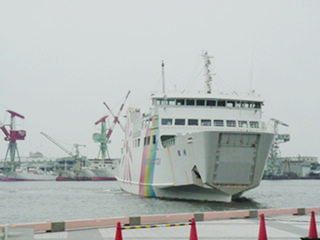
駿河
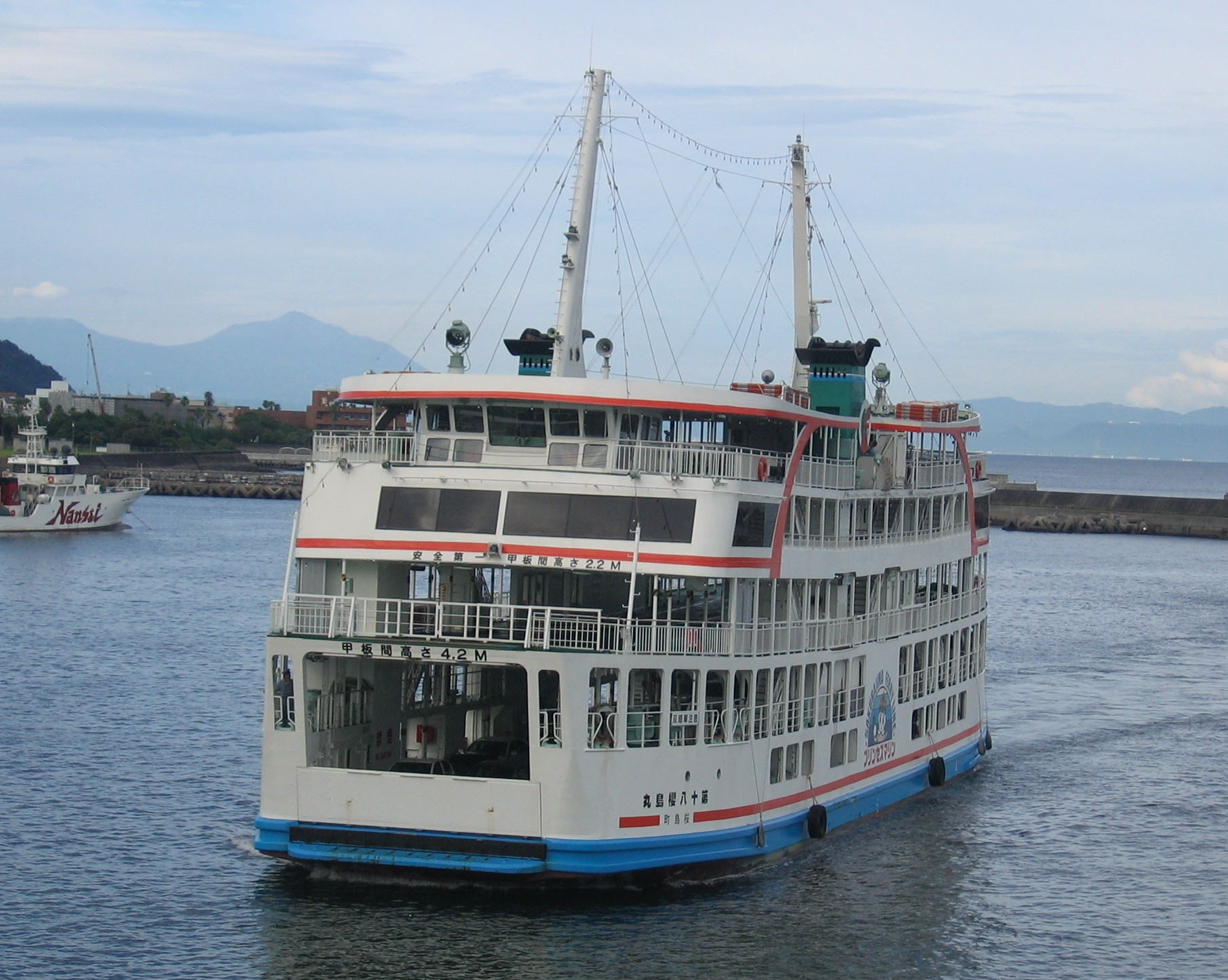
第十八櫻島丸
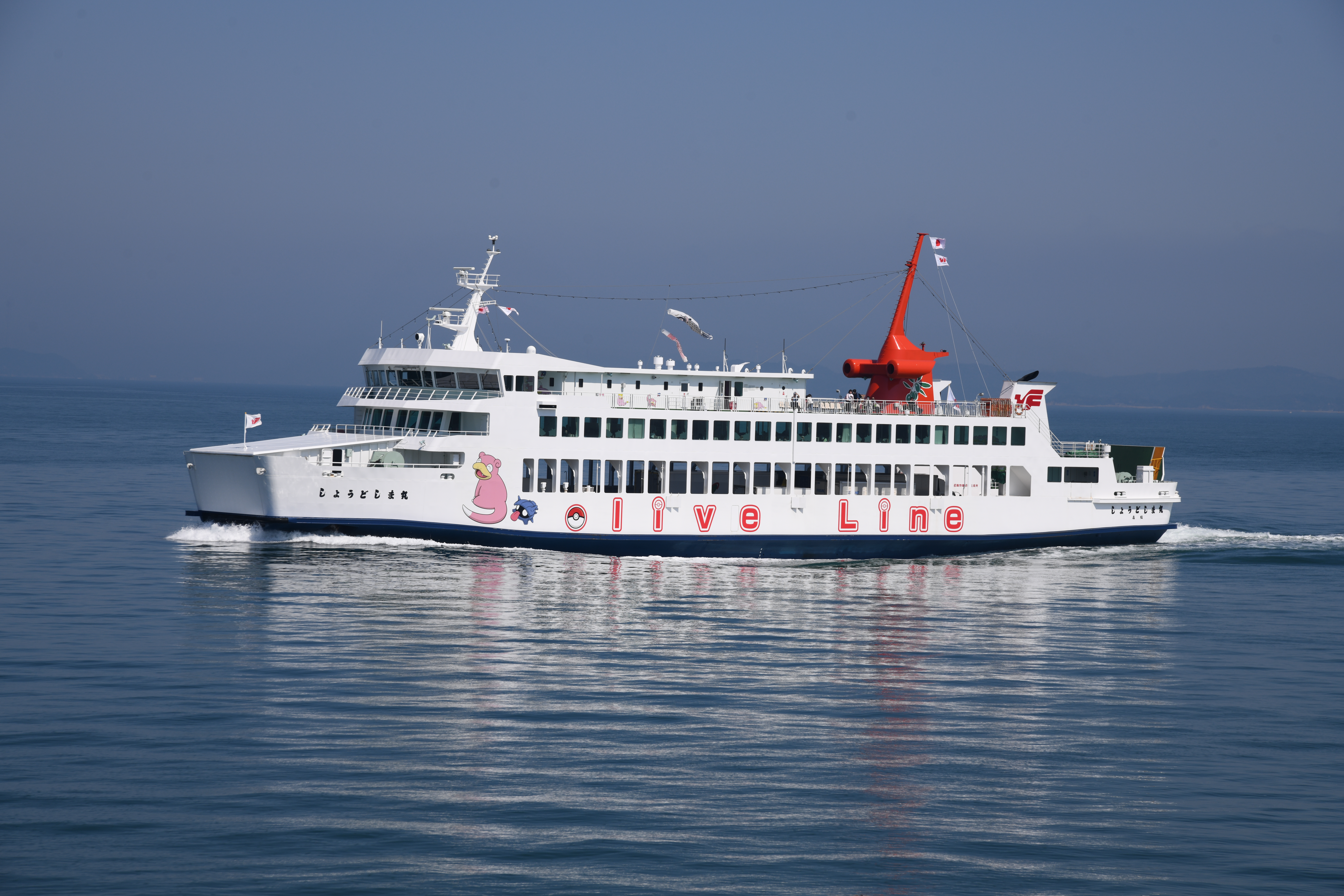
しょうどしま丸
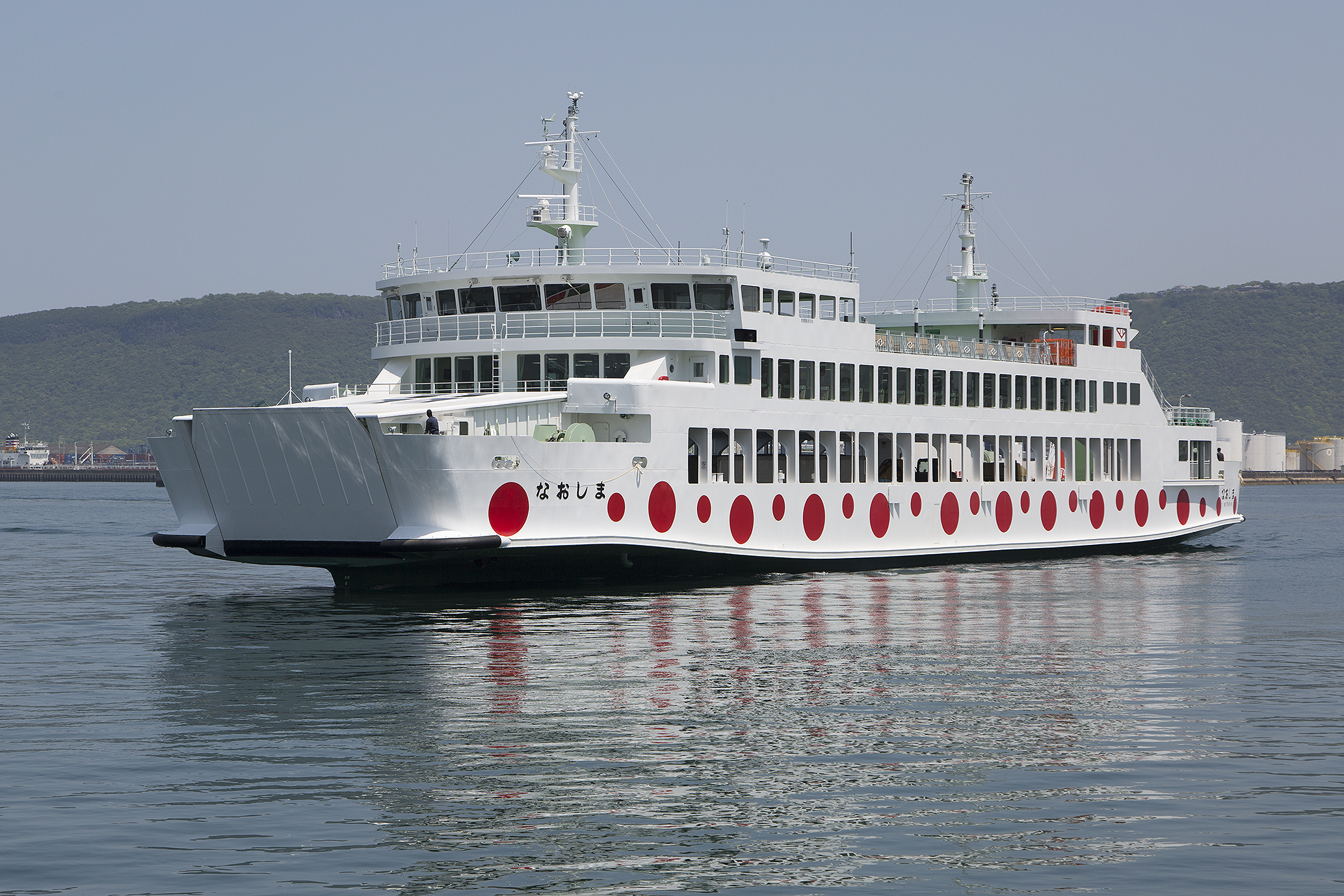
なおしま

### 日本のフェリー（1,000トン未満）

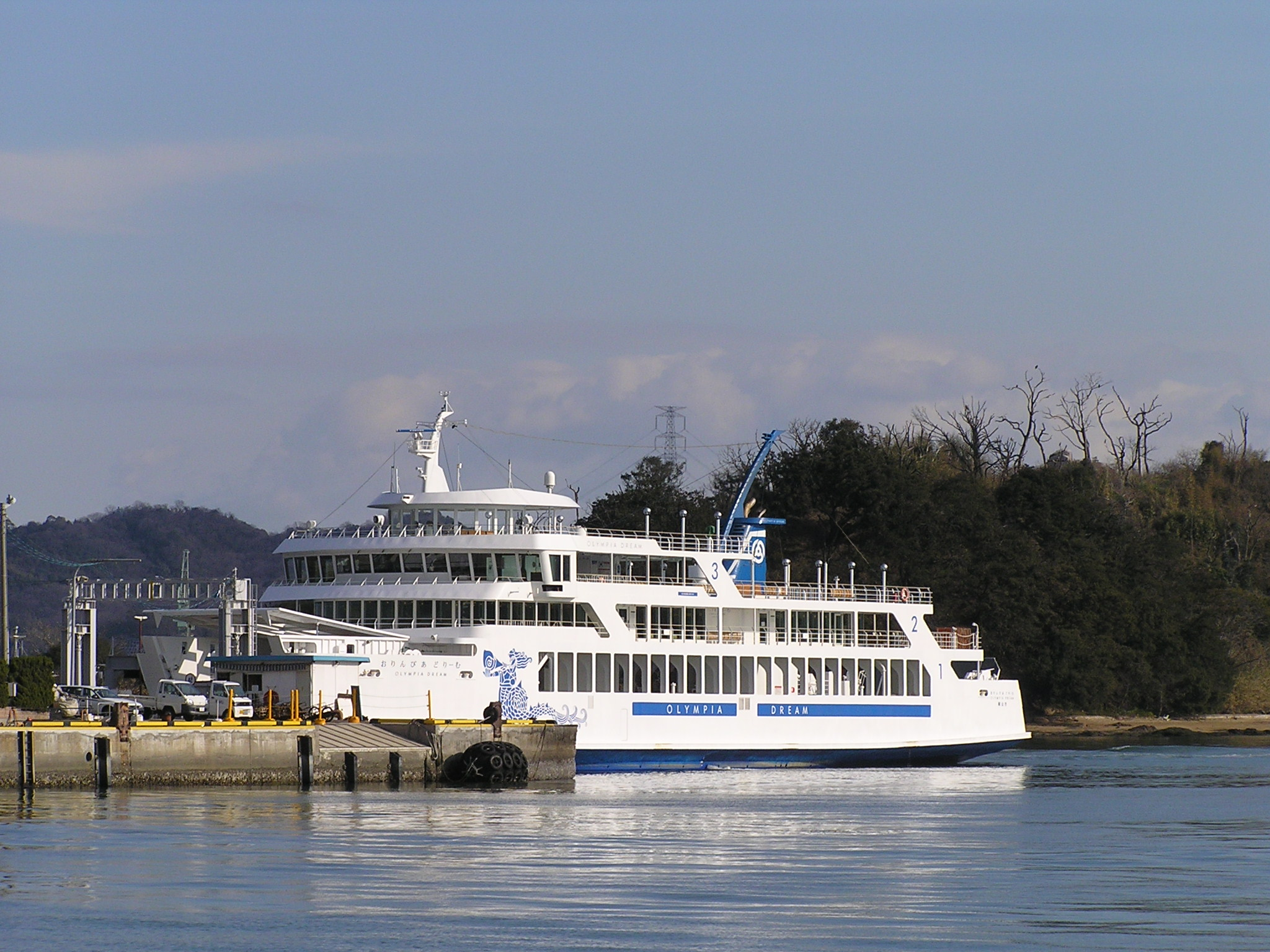
おりんぴあ　どりーむ
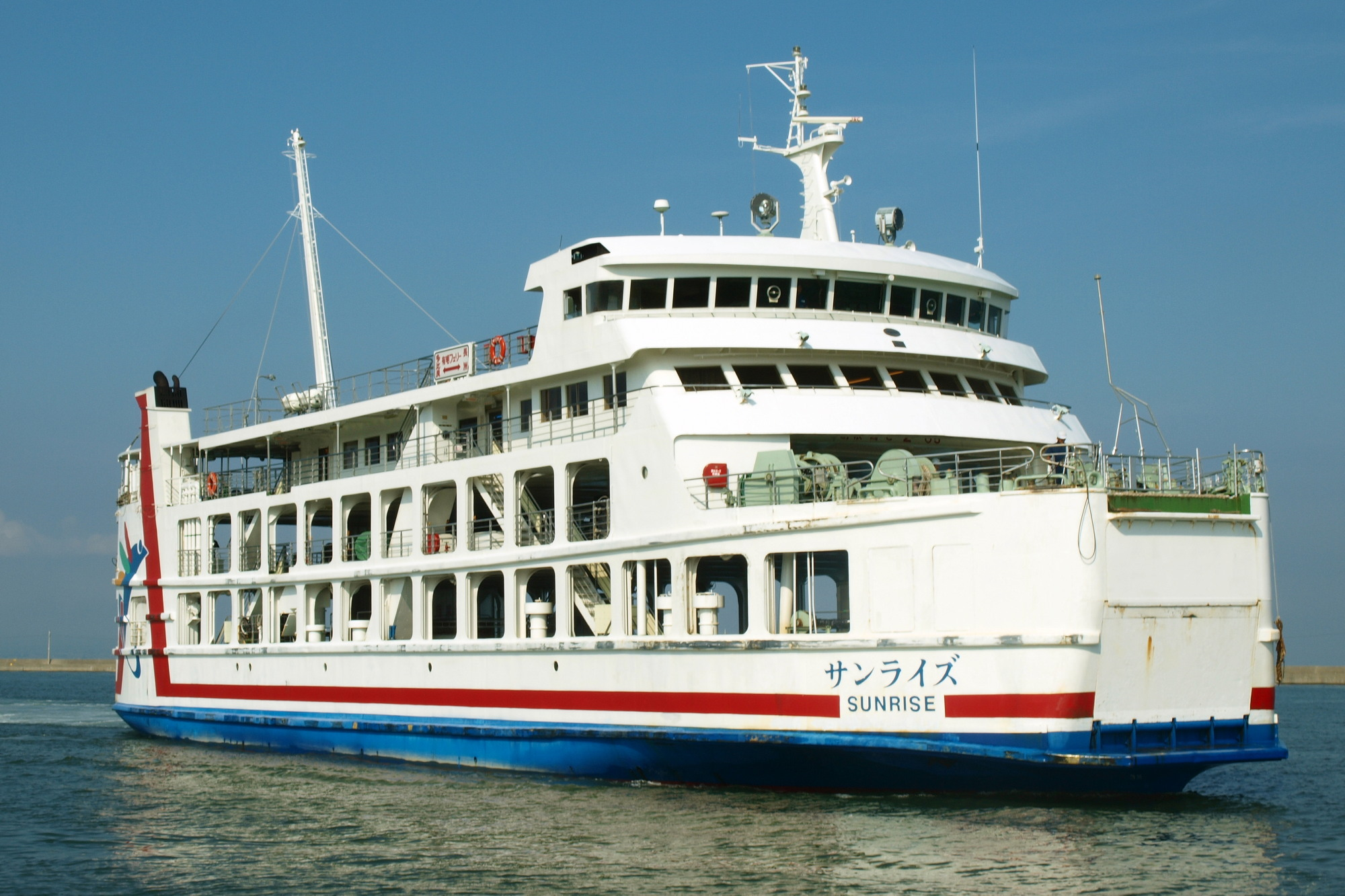
サンライズ
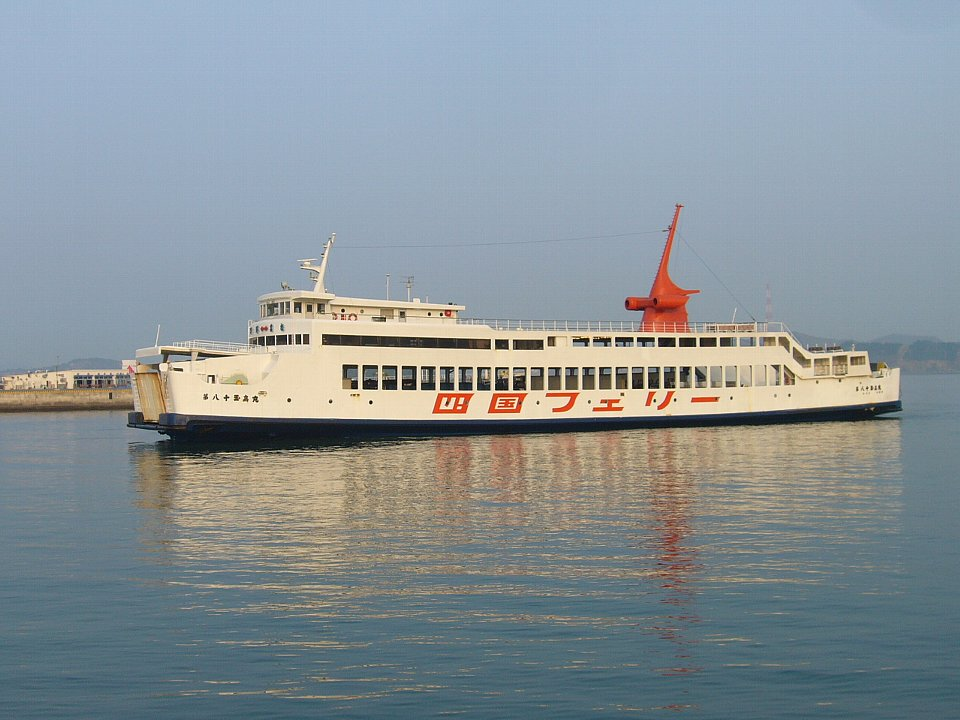
第八十玉高丸
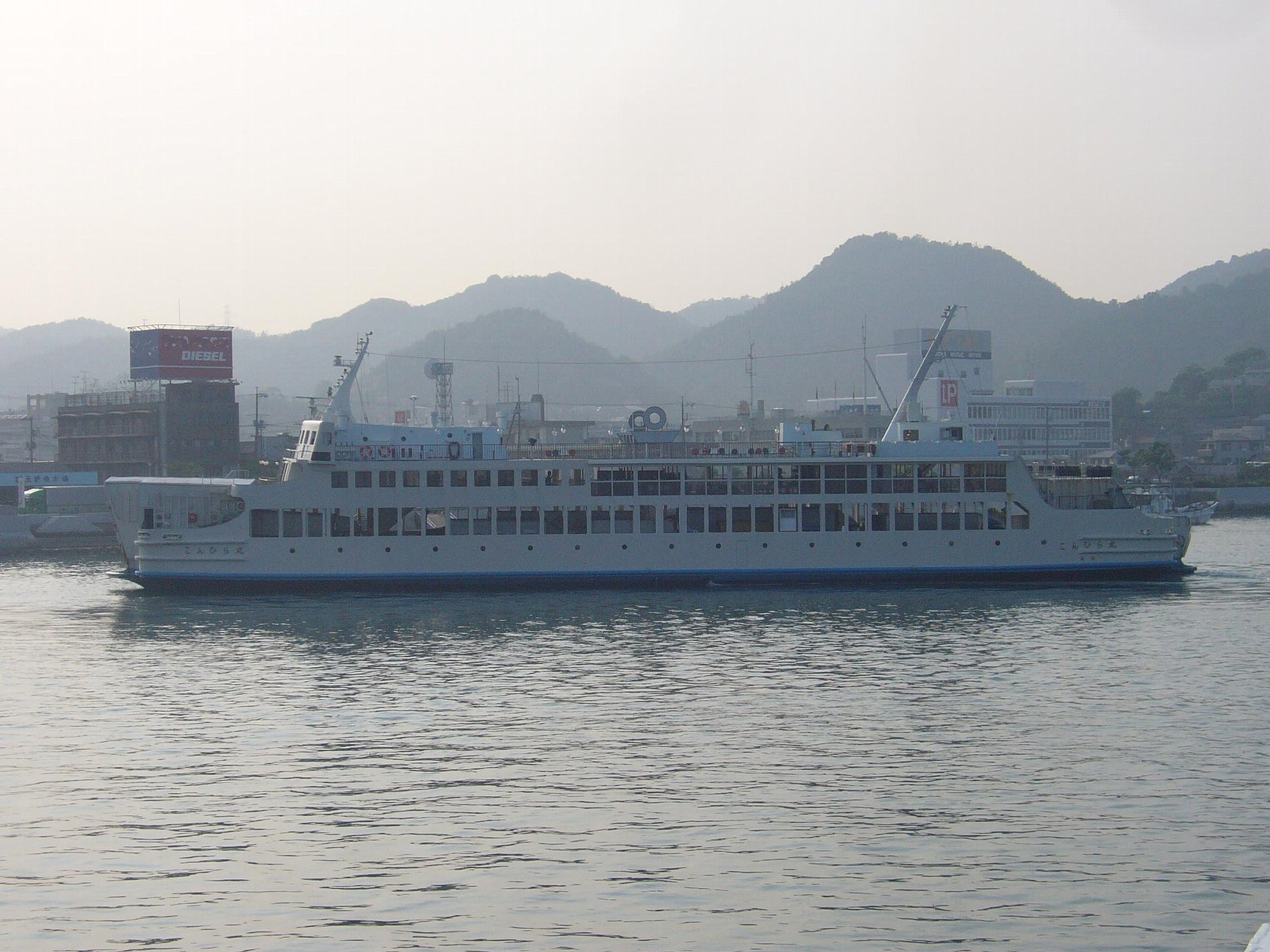
こんぴら丸
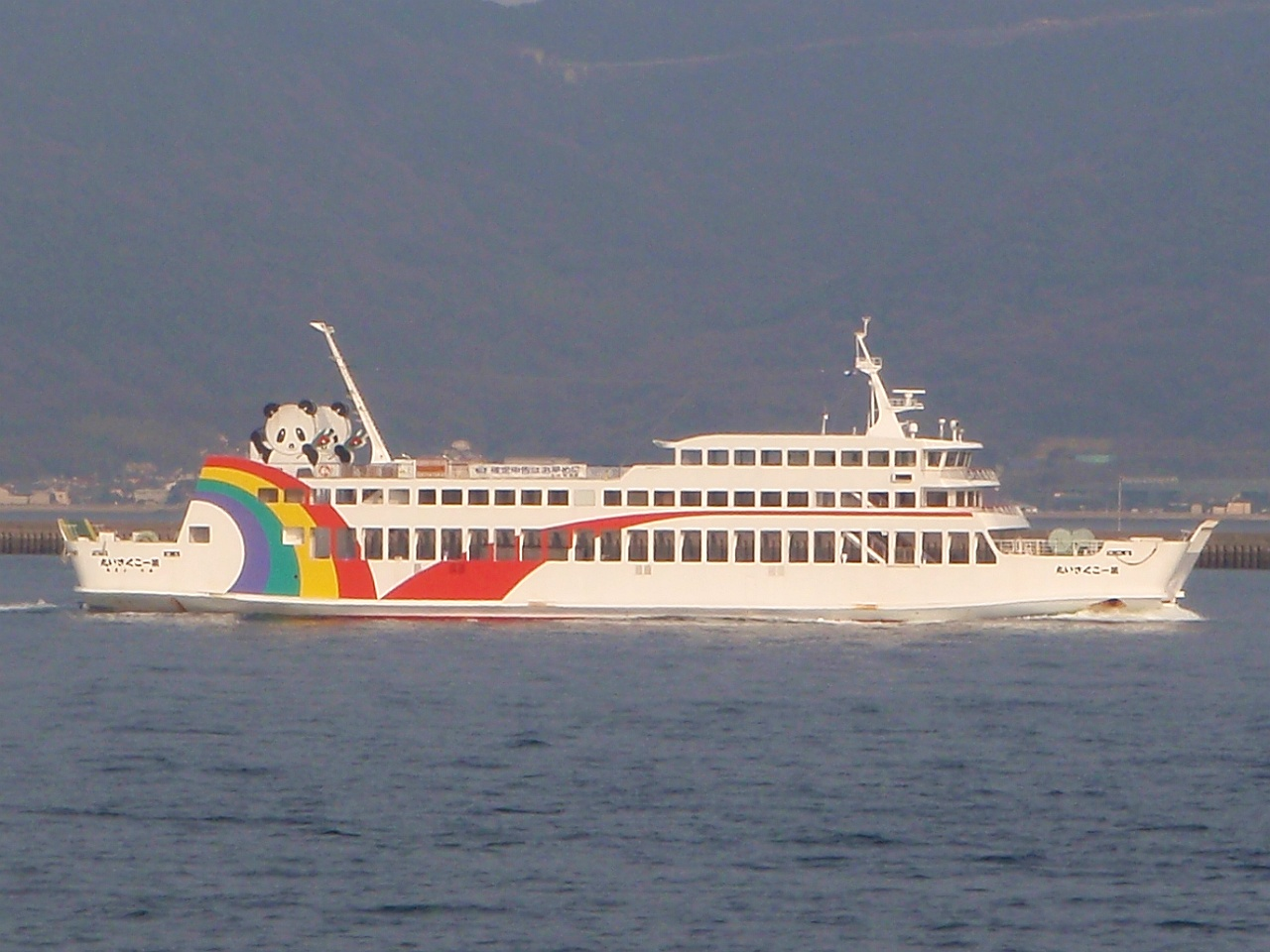
第一こくさい丸
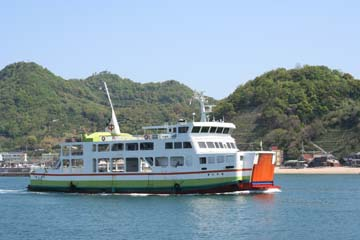
なかじま
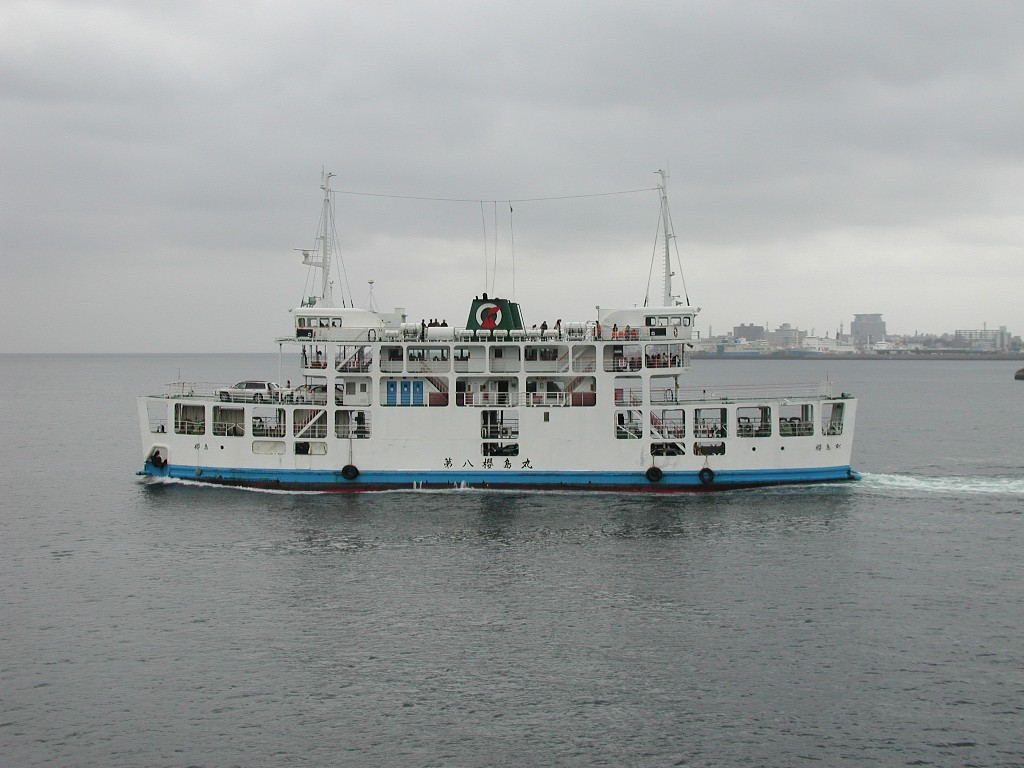
第八櫻島丸
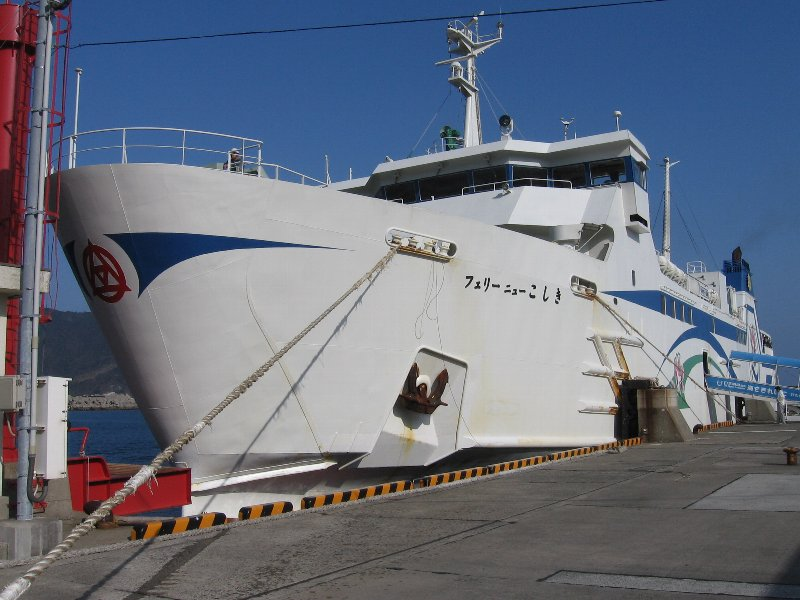
フェリーこしき
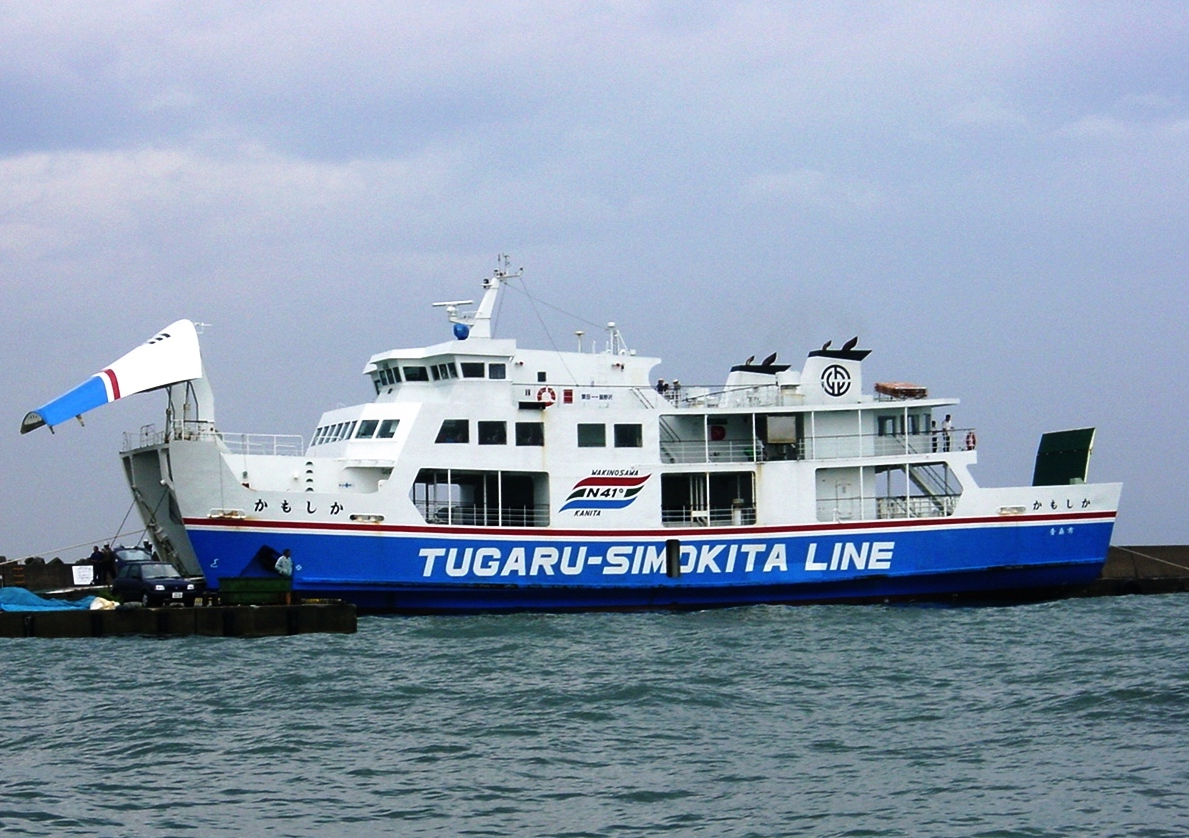
フェリーかもしか
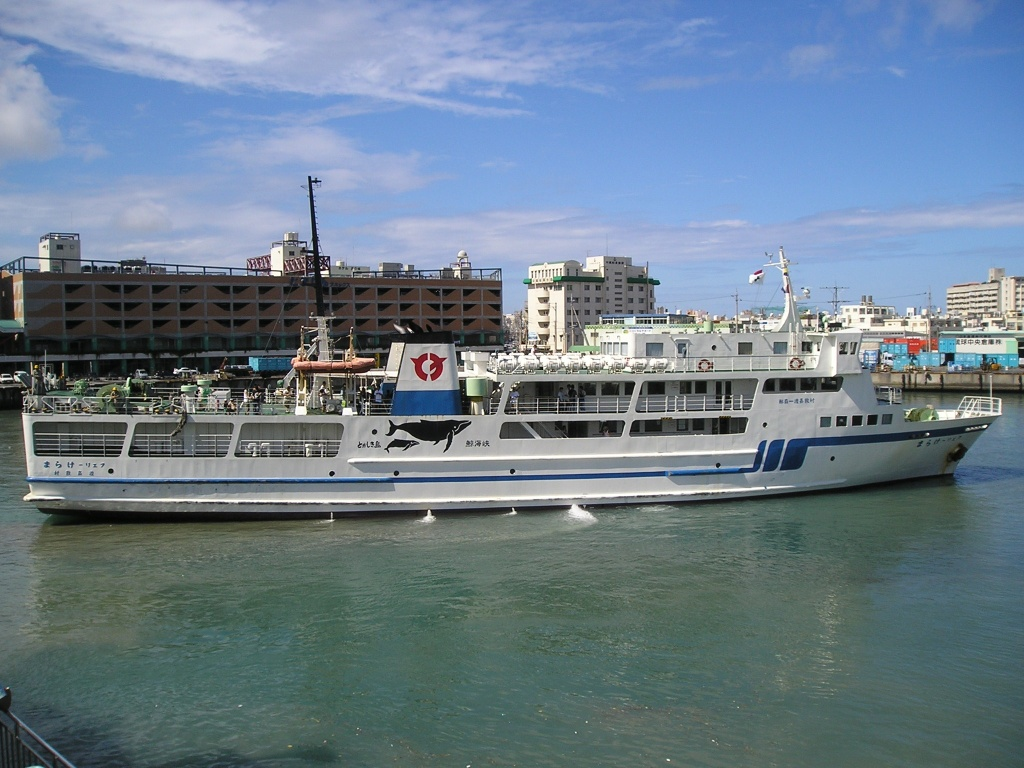
フェリーけらま
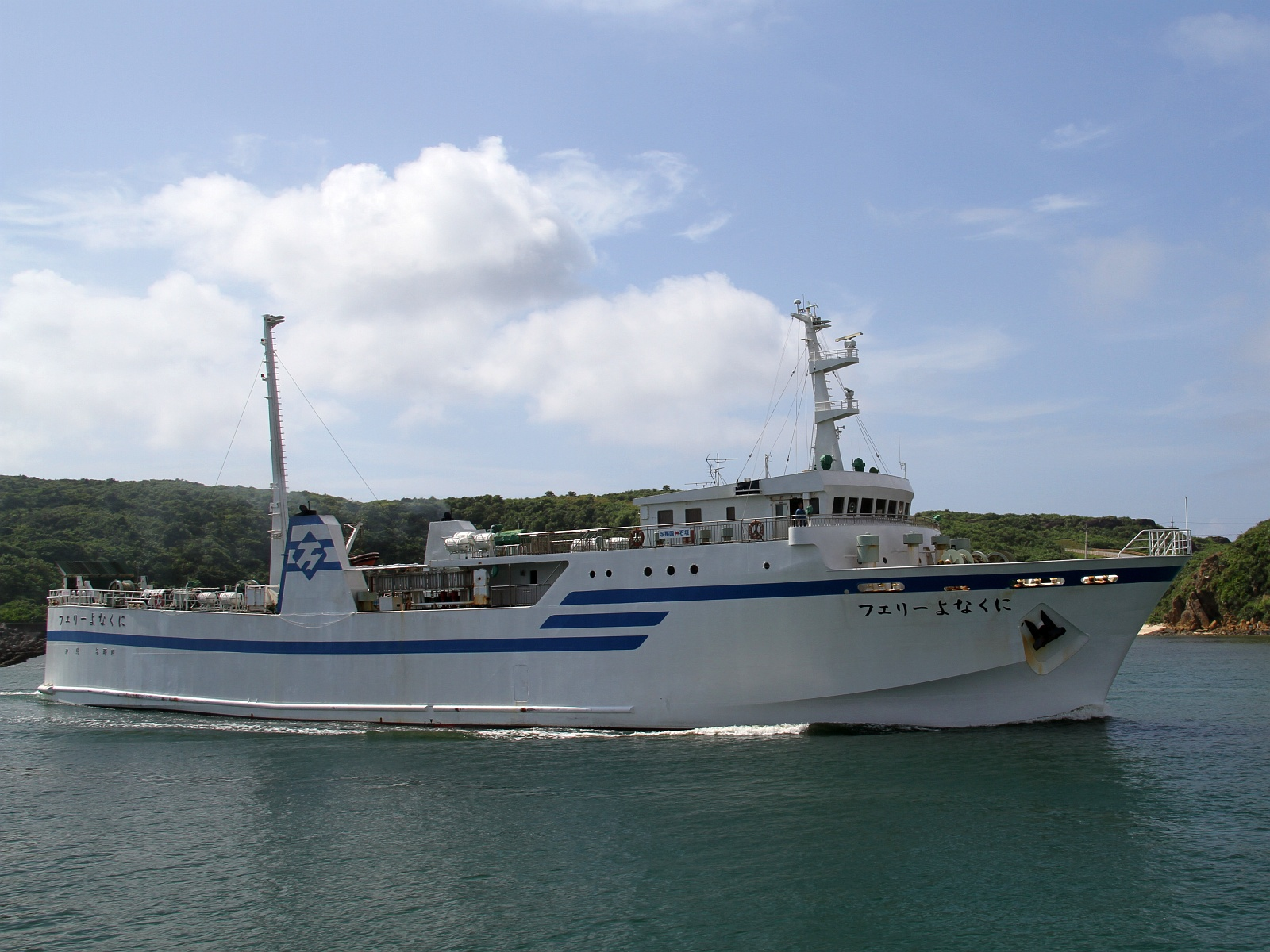
フェリーよなくに
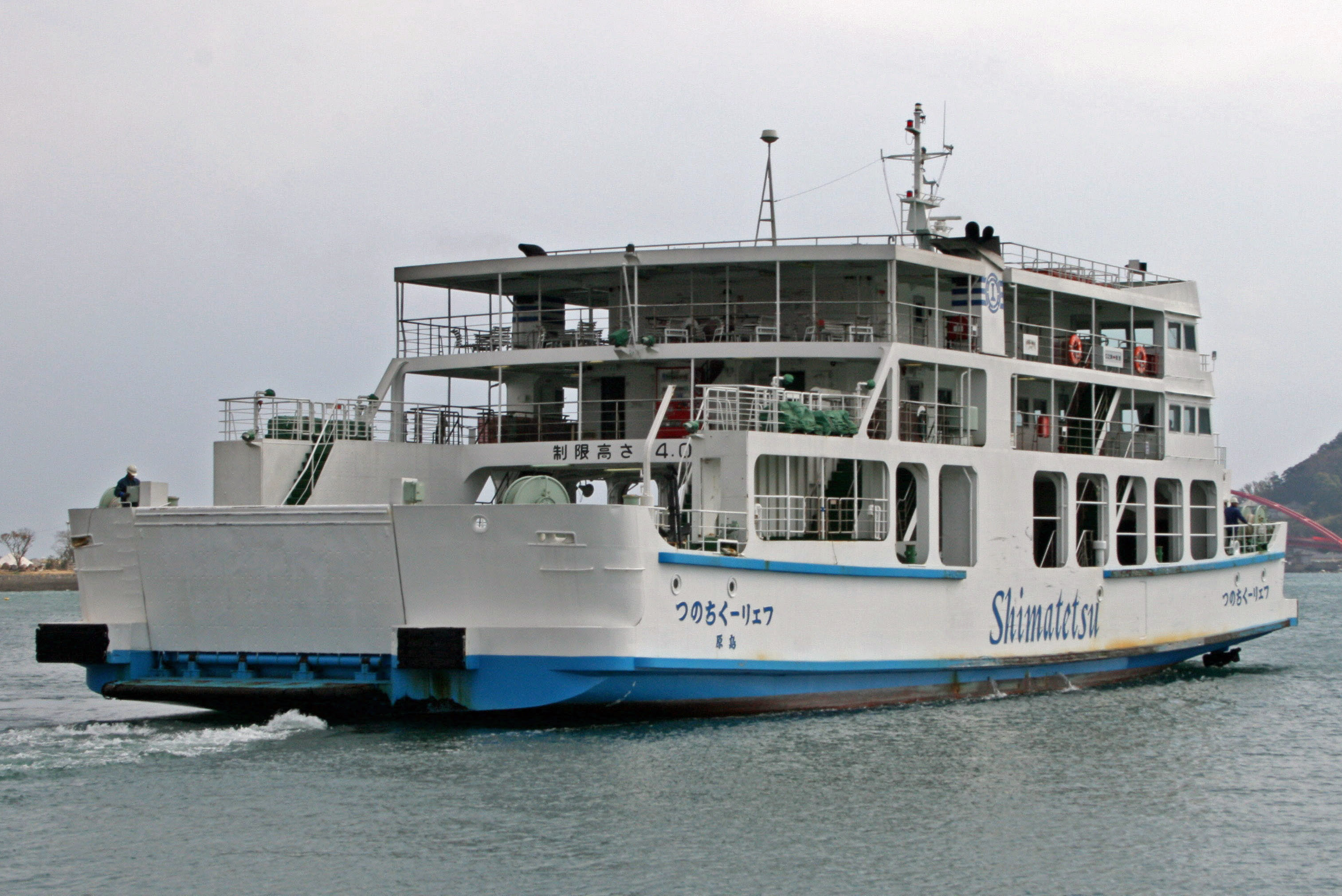
フェリーくちのつ
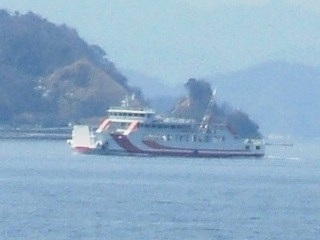
しらきさん
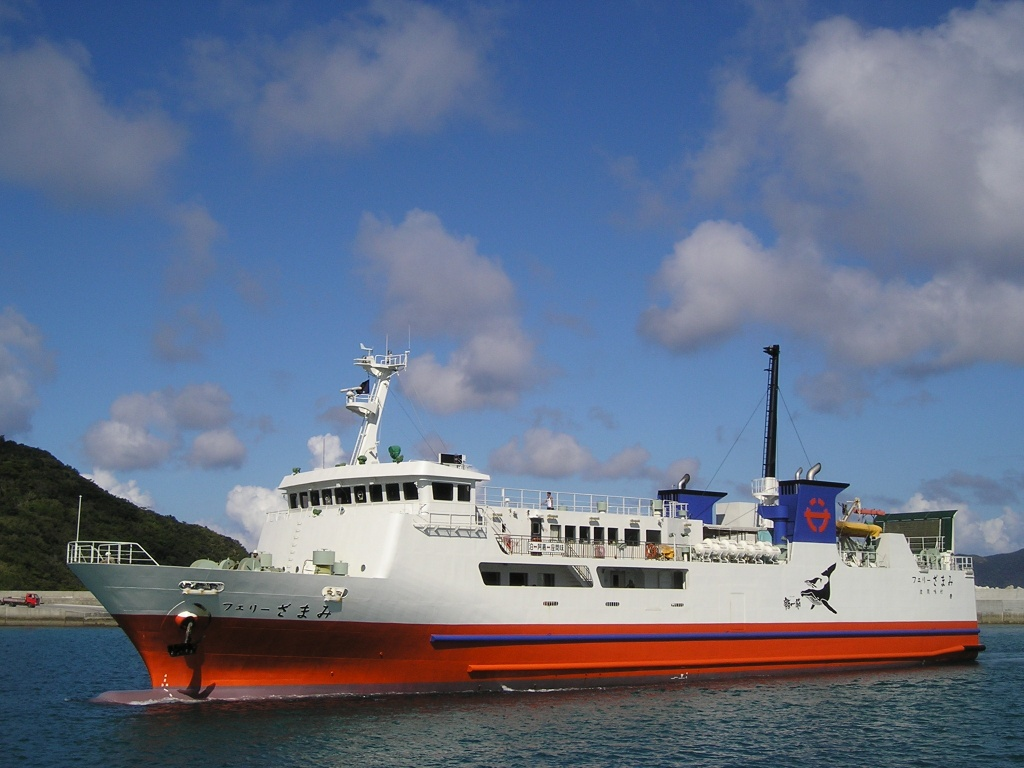
フェリーざまみ
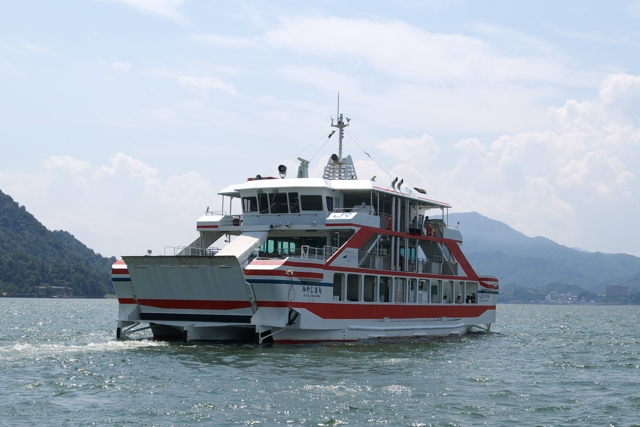
みやじま丸
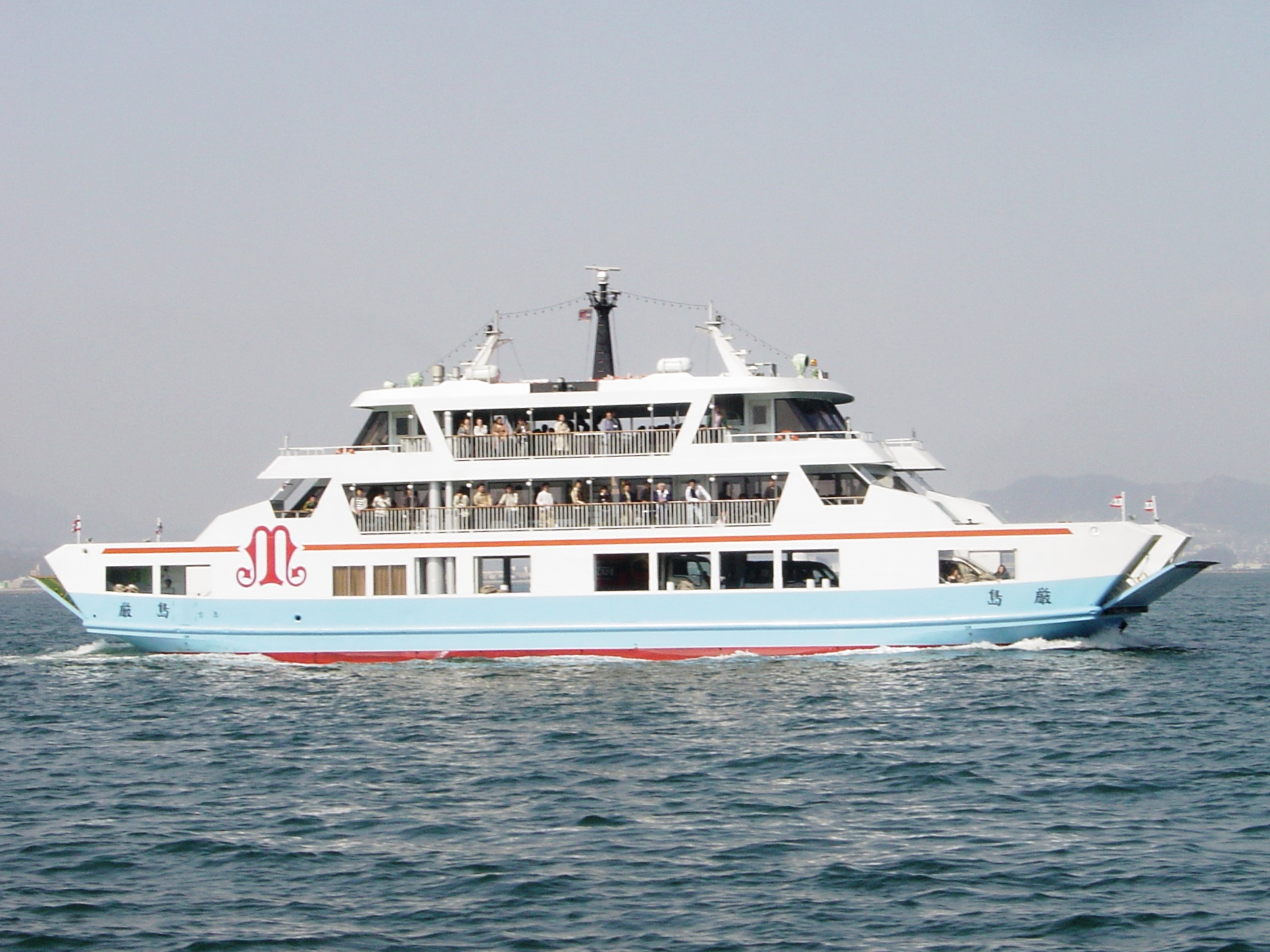
厳島
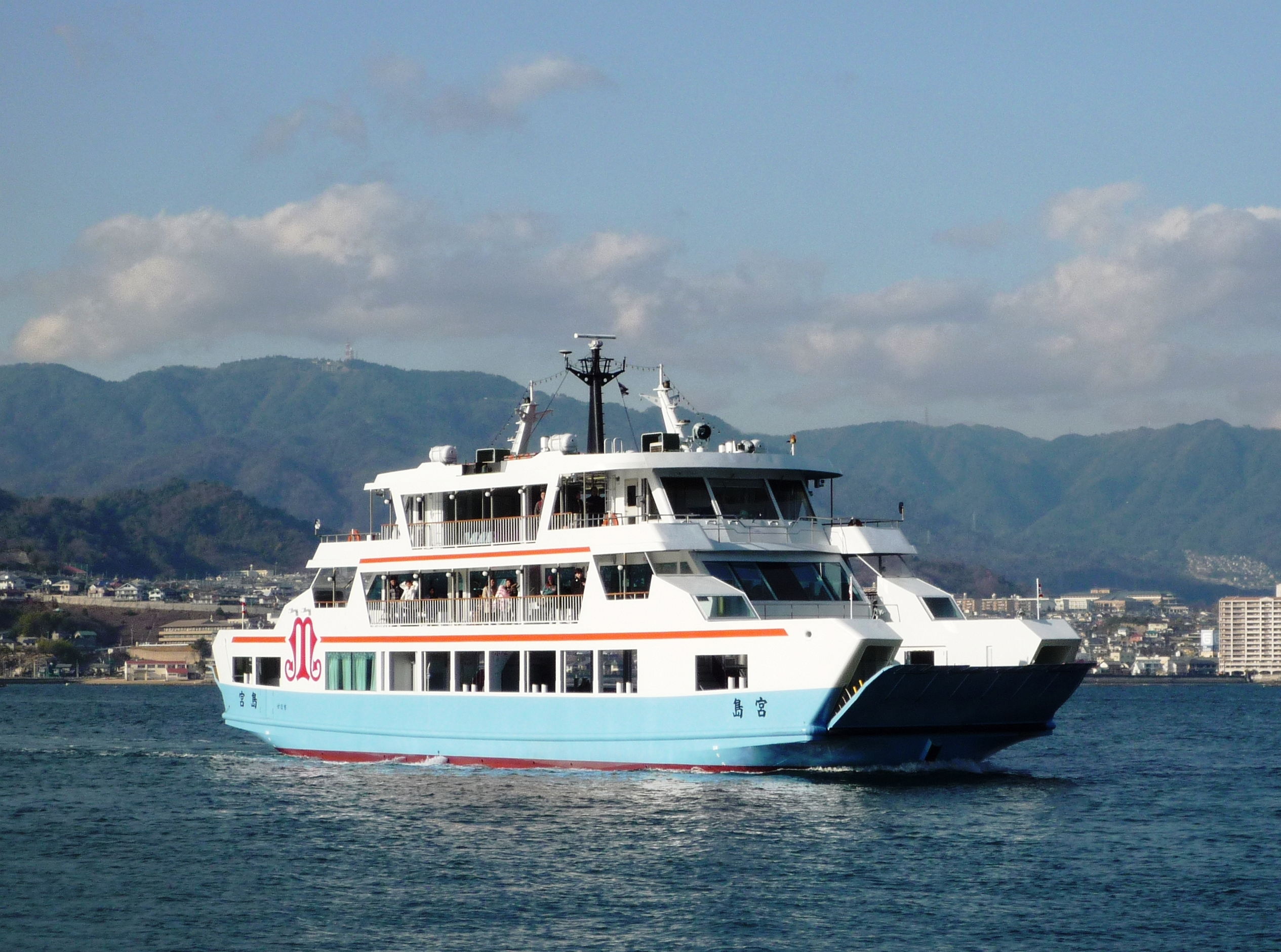
宮島
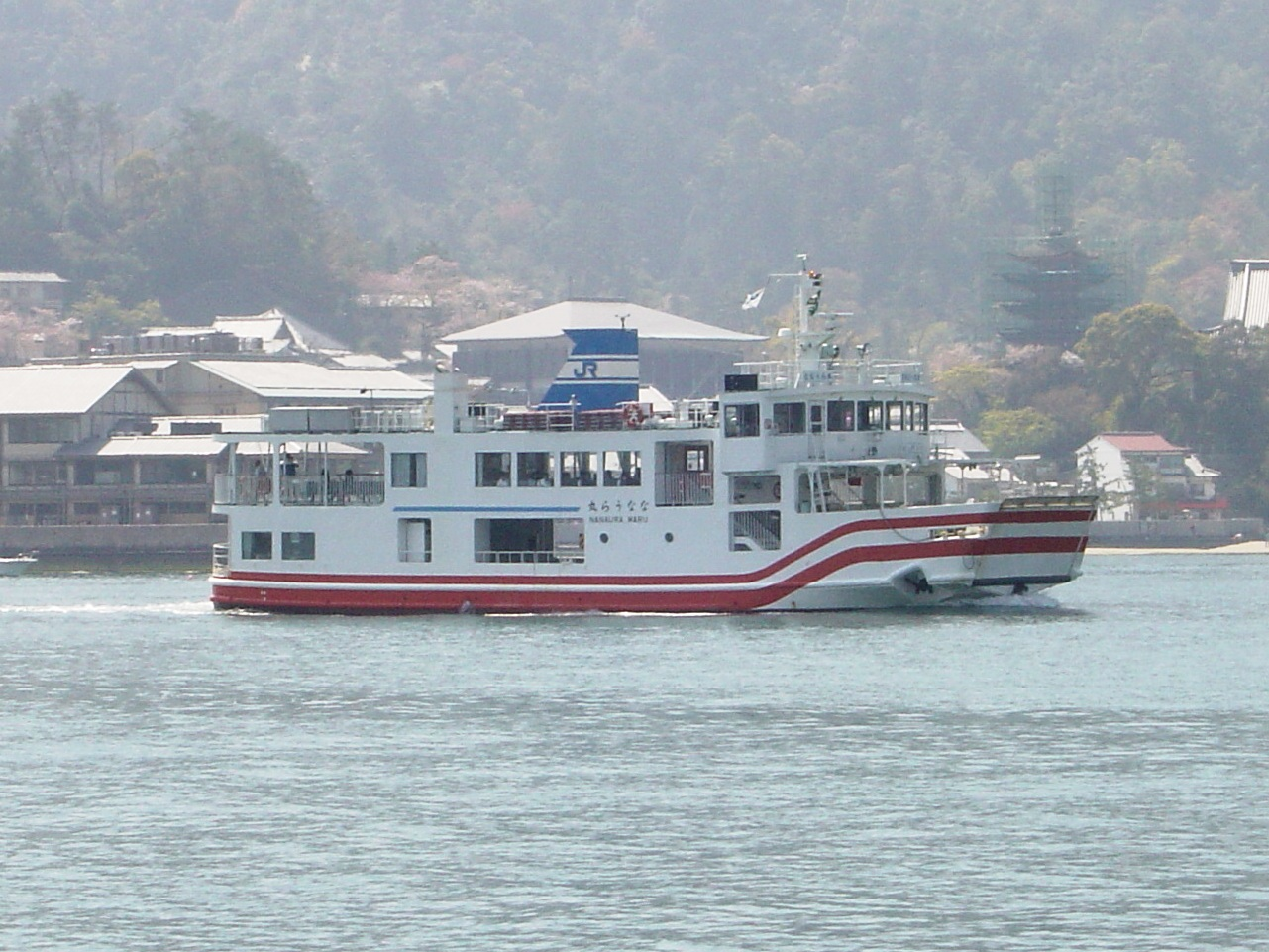
ななうら丸
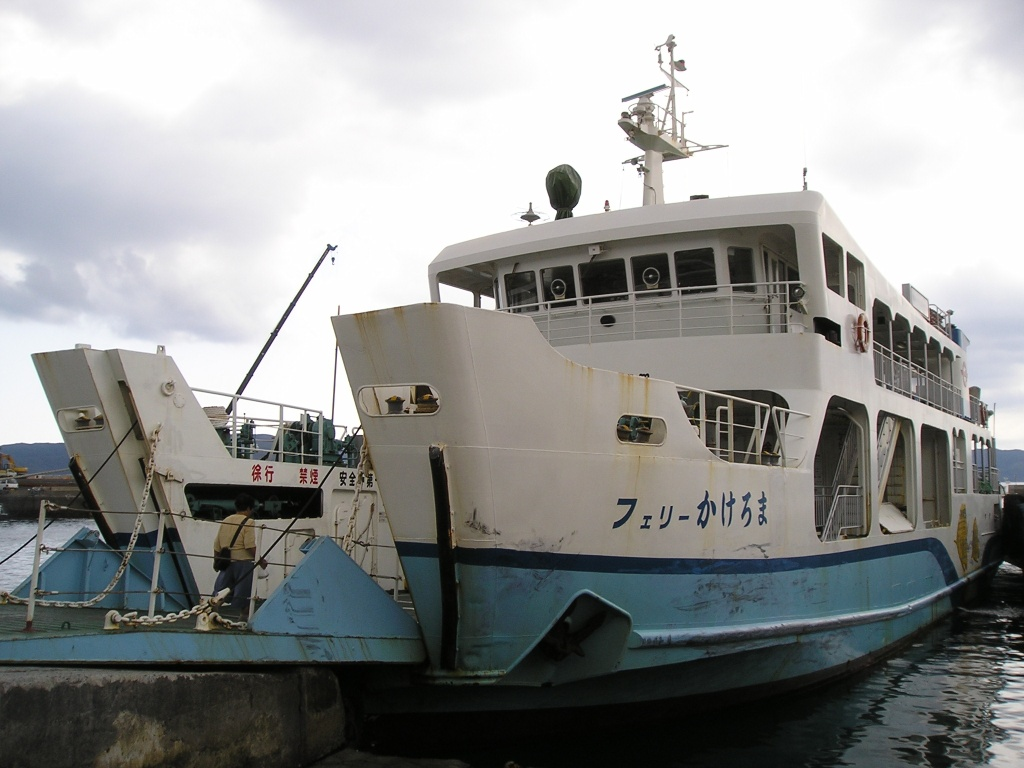
フェリーかけろま
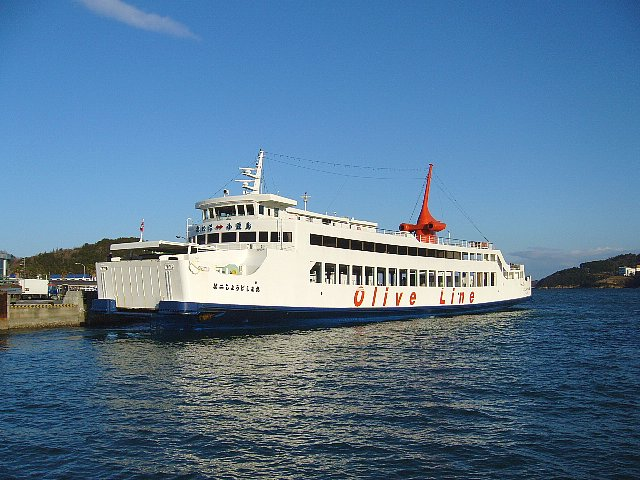
第二しょうどしま丸
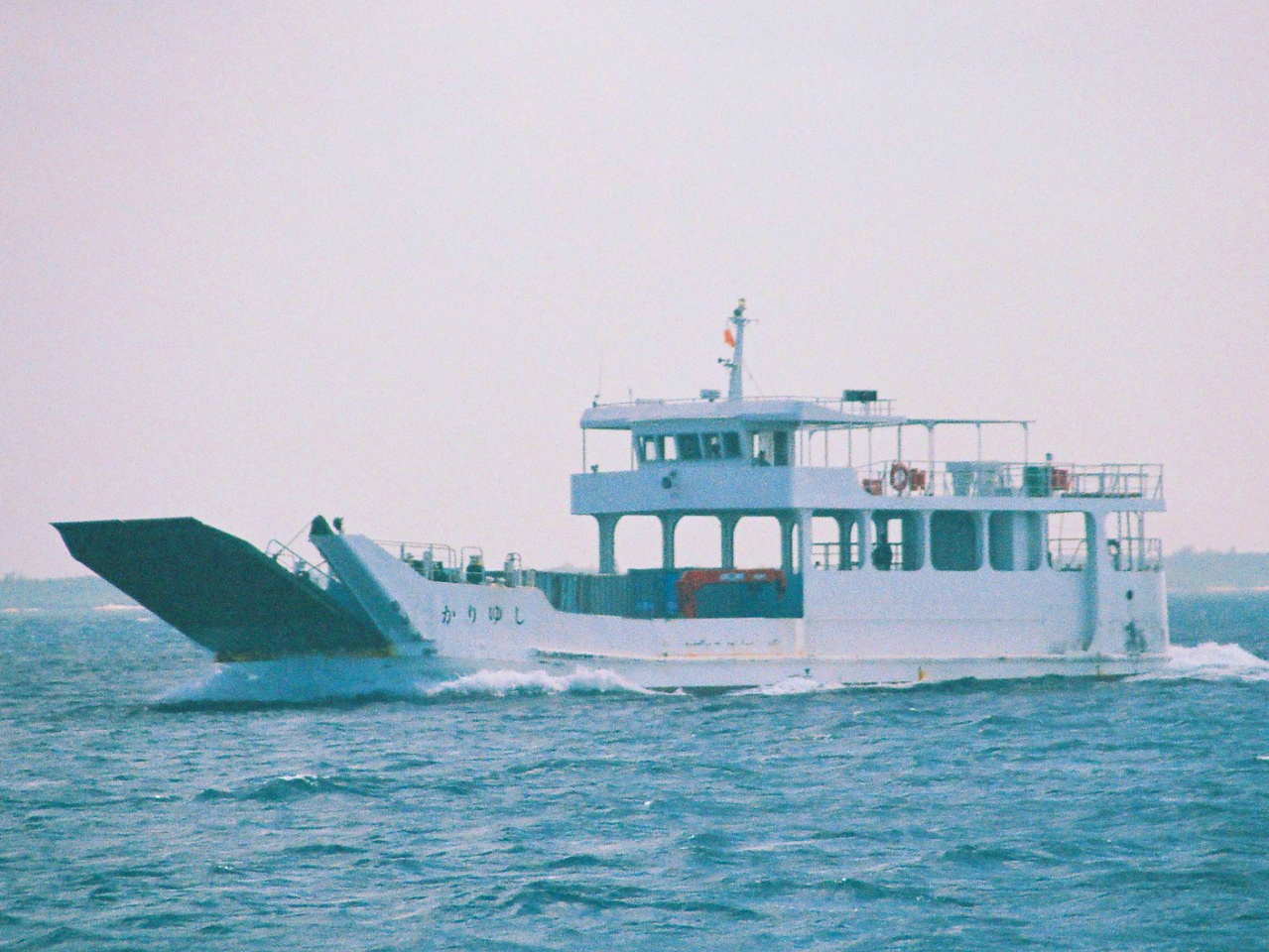
かりゆし
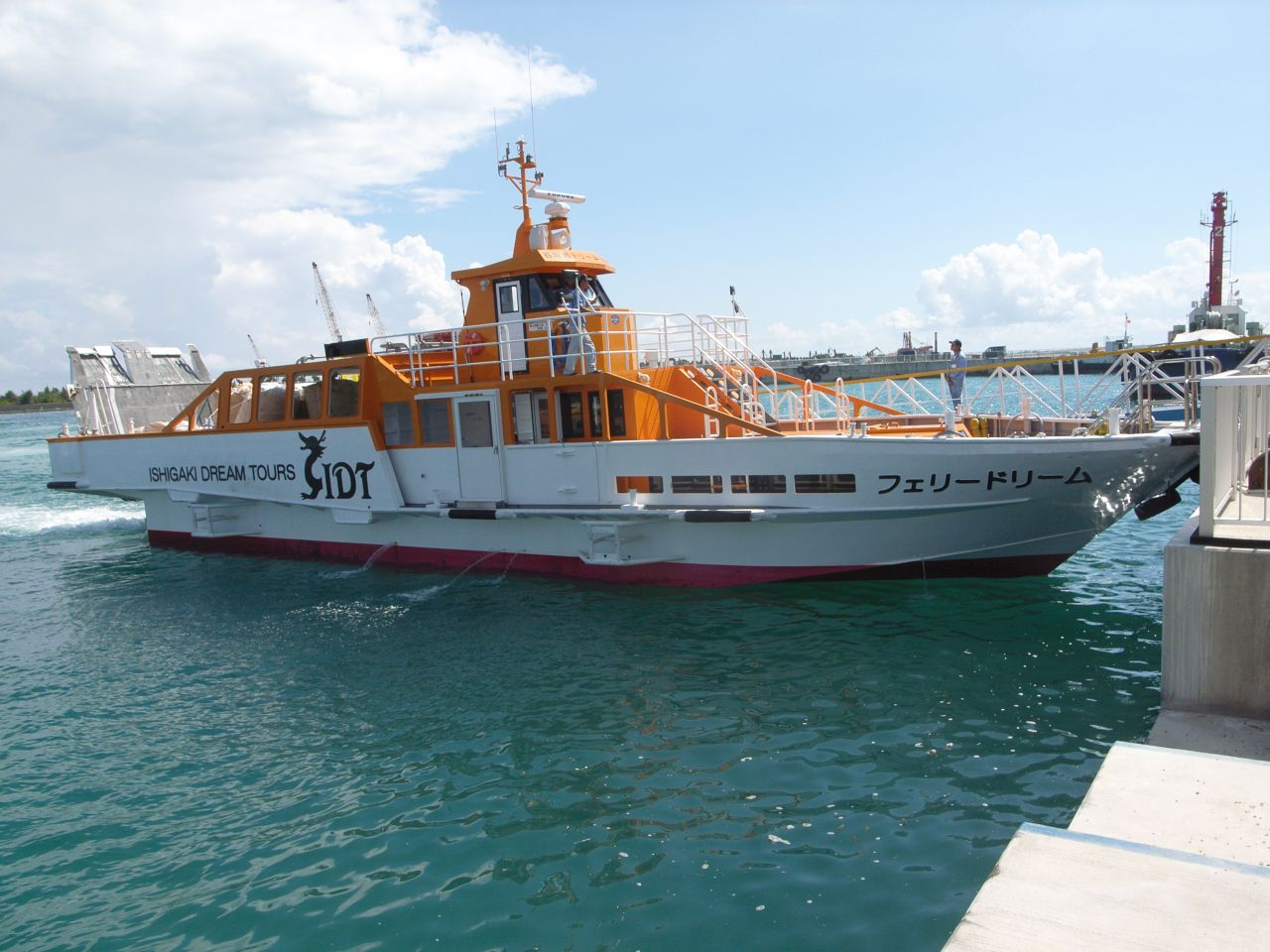
フェリードリーム
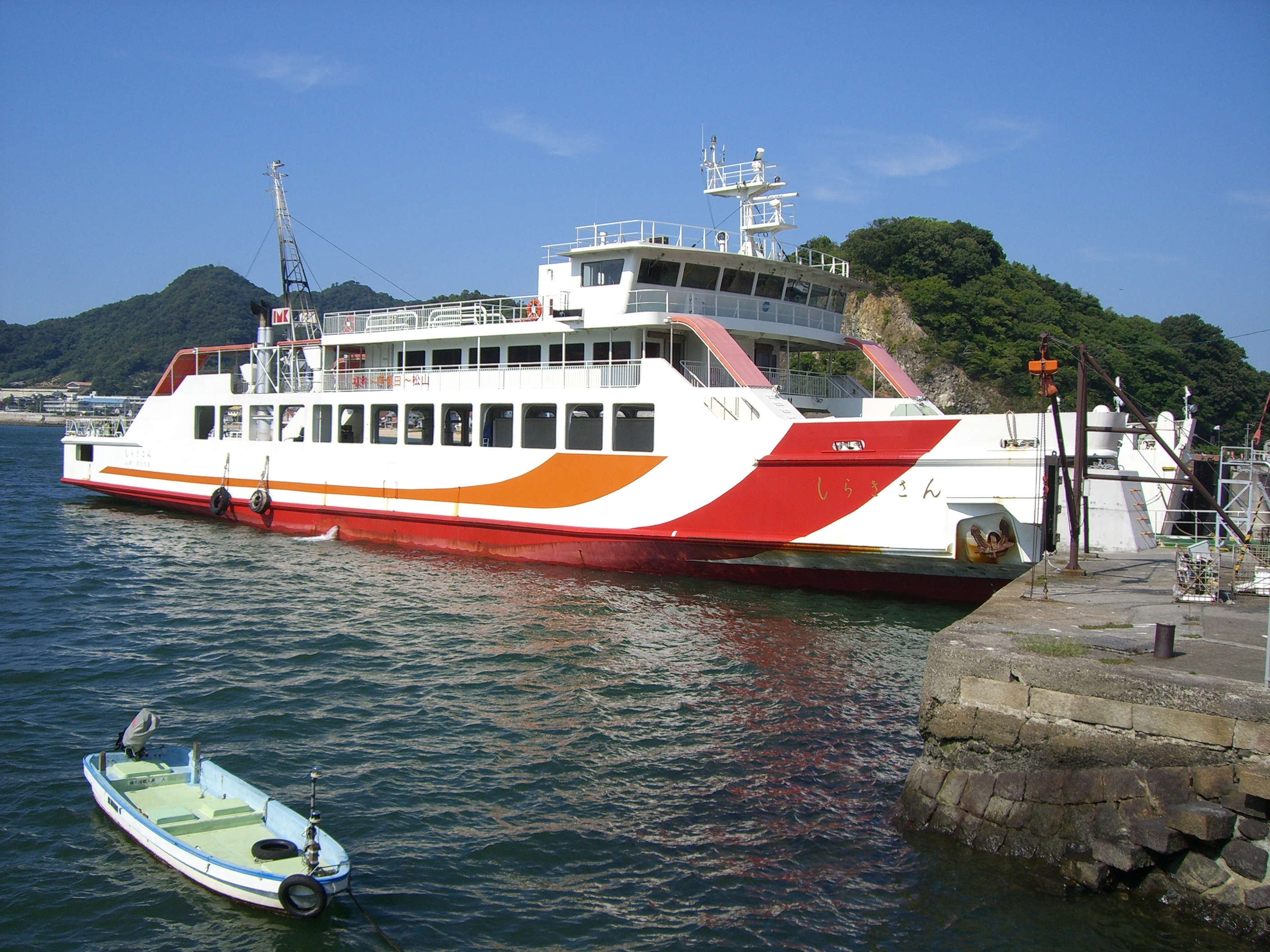
フェリーしらきさん
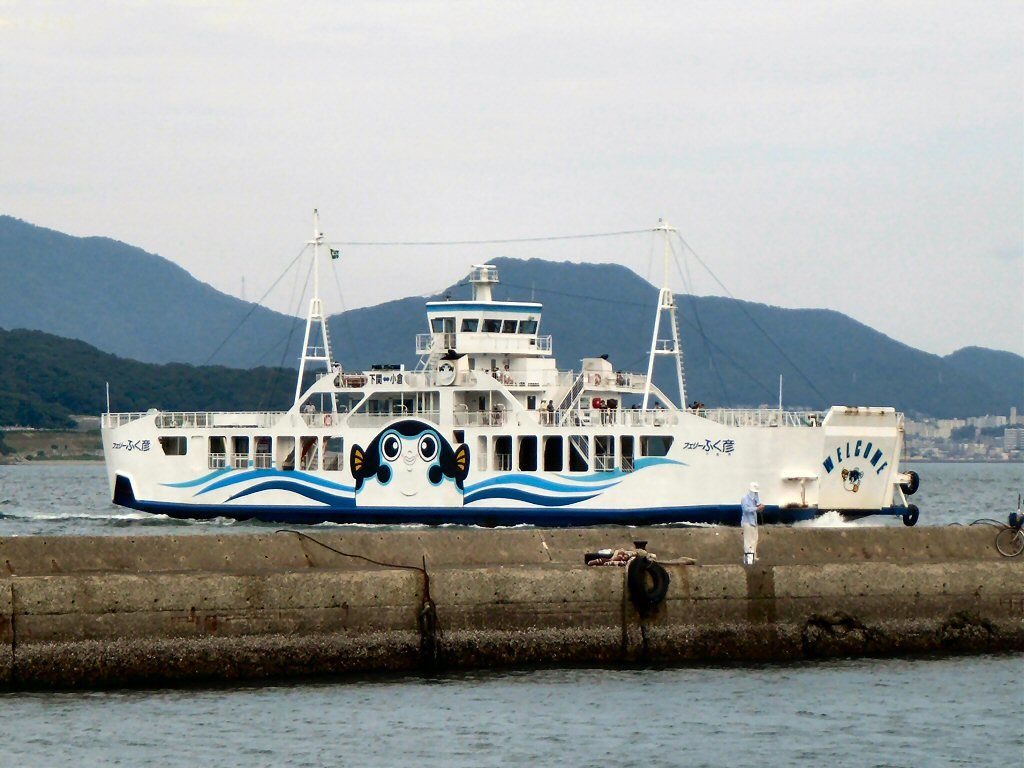
フェリーふく彦
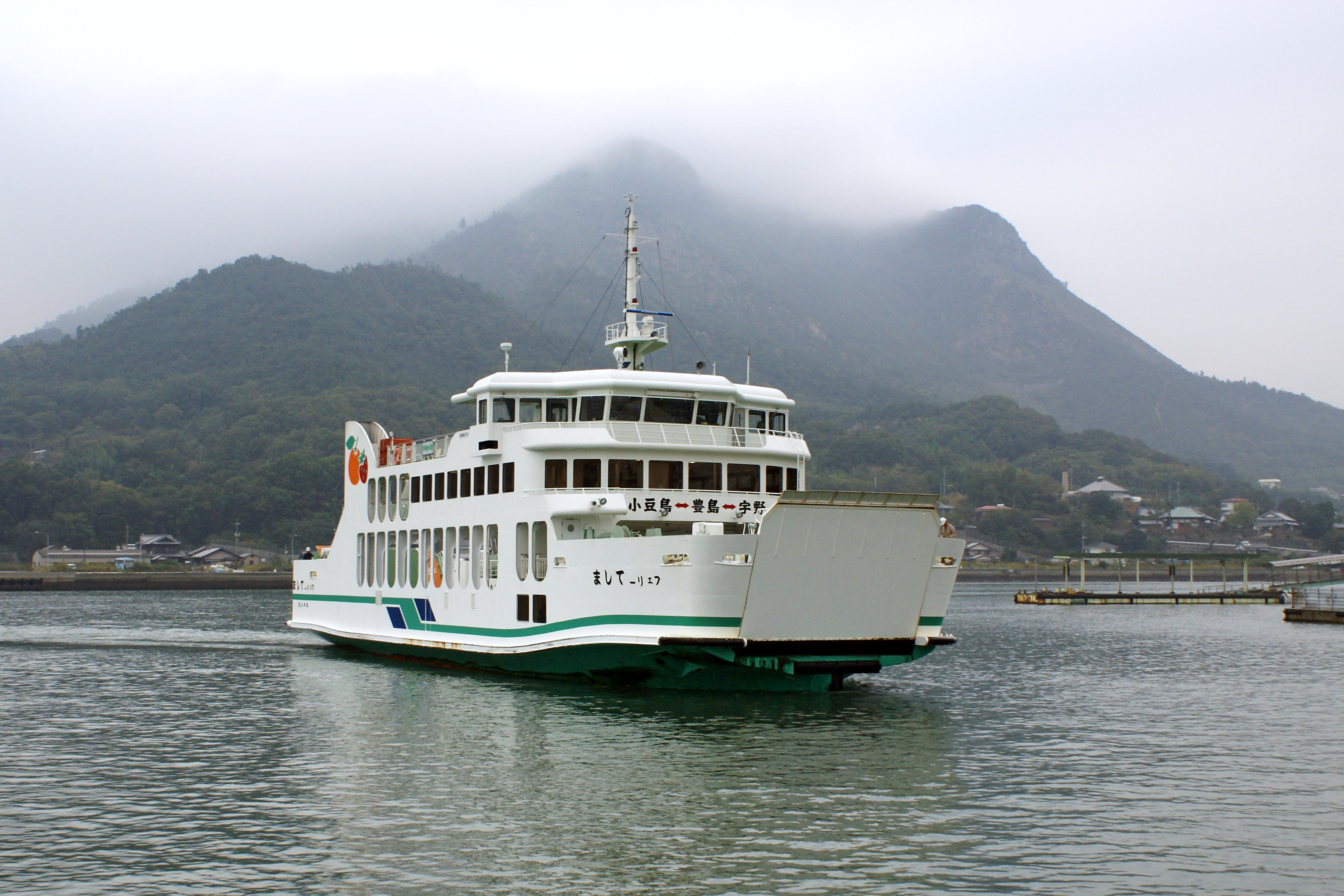
フェリーてしま

### 日本に就航する国際フェリー

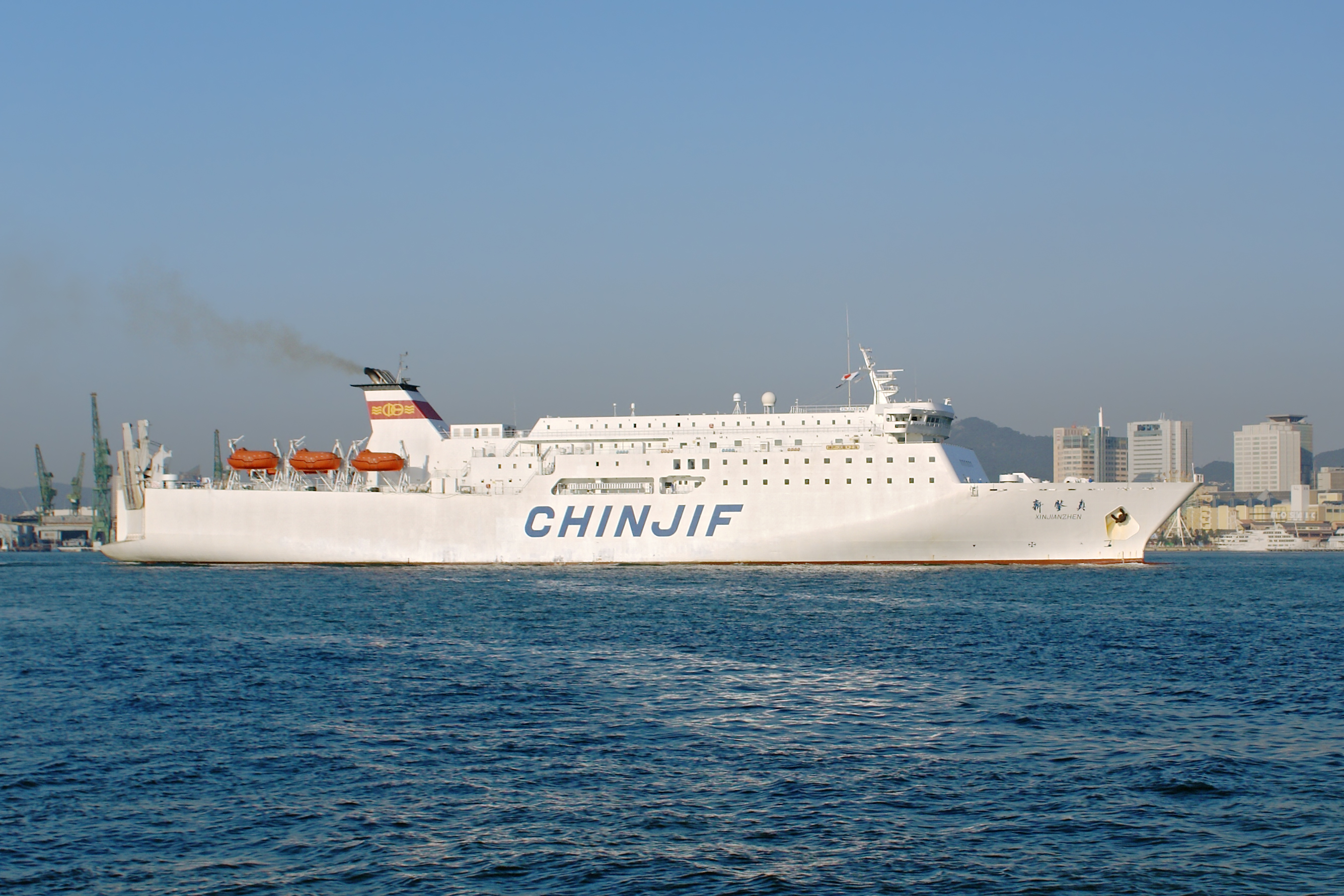
新鑑真
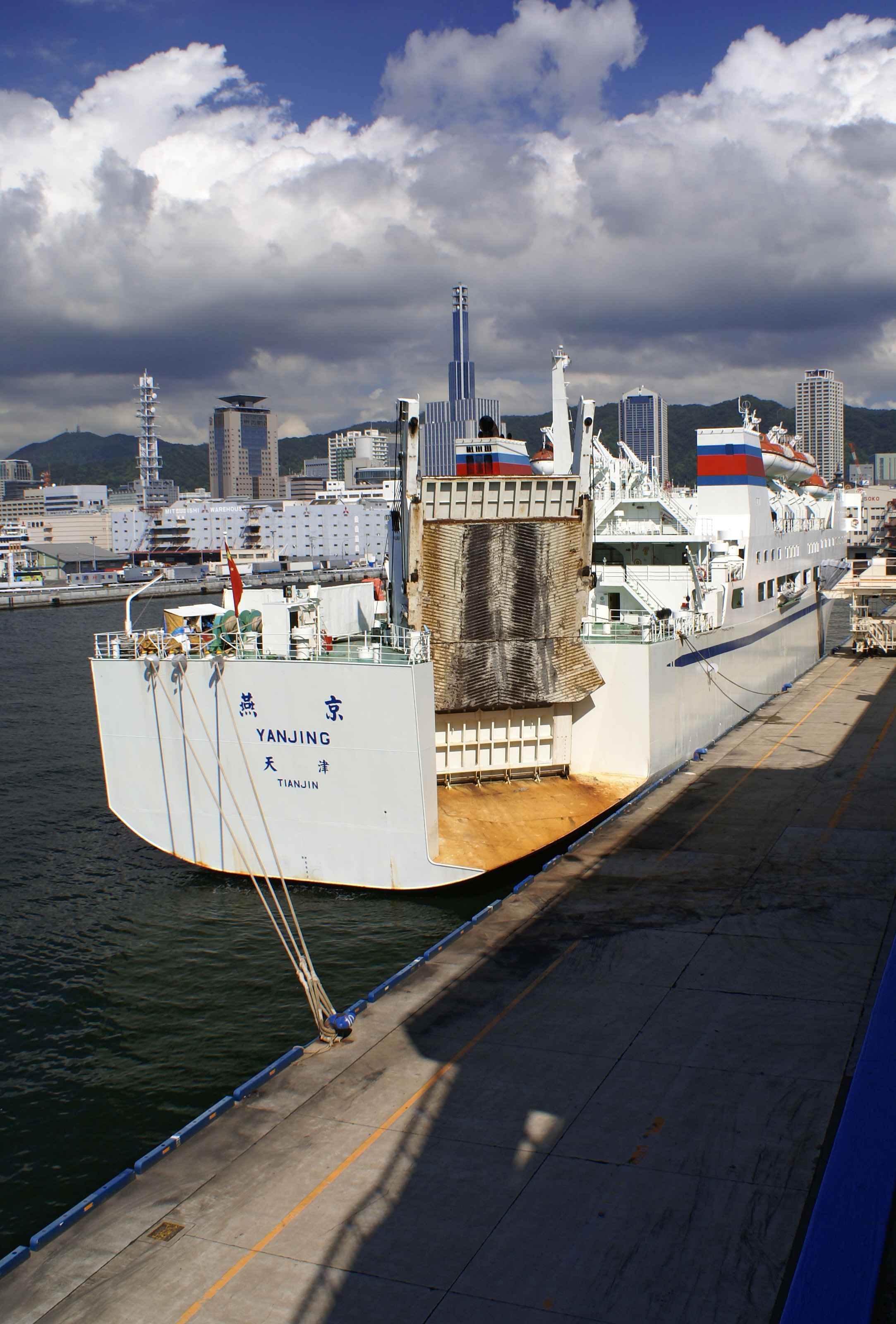
燕京